# Guerra franco-prussiana
(Otto von Bismarck in una lettera a Caterina Orlov durante la crisi del Lussemburgo, 1867)
La guerra franco-prussiana (in tedesco Deutsch-Französischer Krieg, in francese Guerre franco-allemande o Guerre franco-prussienne) fu combattuta dal 19 luglio 1870 al 10 maggio 1871 tra il Secondo Impero francese (e, dopo la caduta del regime, dalla terza Repubblica francese) e la Confederazione Tedesca del Nord (guidata dal Regno di Prussia), alleata con i regni tedeschi del sud di Baden, Baviera e Württemberg.
Il conflitto segnò l'esplodere della tensione tra le due potenze, andata accrescendosi in seguito al fallimento del progetto di Napoleone III di annessione del Lussemburgo, evento che causò la fine di un rapporto relativamente bilanciato con la Prussia di Otto von Bismarck. I contrasti si erano fatti più accesi a causa della crescente influenza, per nulla tollerata da Parigi, esercitata dalla Prussia sugli Stati tedeschi a sud del fiume Meno appartenenti all'ex Confederazione germanica e del ruolo guida prussiano esercitato all'interno della Confederazione Tedesca del Nord, creata nel 1867 dopo la vittoria prussiana nella guerra contro l'Impero austriaco.
La guerra franco-prussiana fu il più importante conflitto combattuto in Europa tra l'epoca delle guerre napoleoniche e la prima guerra mondiale, e si concluse con la completa vittoria della Prussia e l'umiliazione francese. La conseguenza più rilevante fu la creazione dell'Impero tedesco, che mantenne un ruolo di grande autorevolezza nelle relazioni politiche internazionali nei decenni successivi. La débâcle francese determinò anche la fine del Secondo Impero di Napoleone III e, con il crollo di questo, la temporanea subalternità del ruolo francese rispetto alle altre potenze del consesso europeo. Indirettamente, la sconfitta ebbe ripercussioni anche nella penisola italiana: il governo sabaudo approfittò della fine del Secondo Impero, tradizionalmente protettore dei territori pontifici, per conquistare Roma il 20 settembre 1870 (Breccia di Porta Pia).
La fine del periodo imperiale significò per la Francia l'inizio di un regime repubblicano, che - per dimensioni e influenza - divenne il più importante tra quelli allora esistenti nel continente.

## Cause

### L'acuirsi dei contrasti dopo la guerra austro-prussiana
(Otto von Bismarck, primo ministro prussiano)

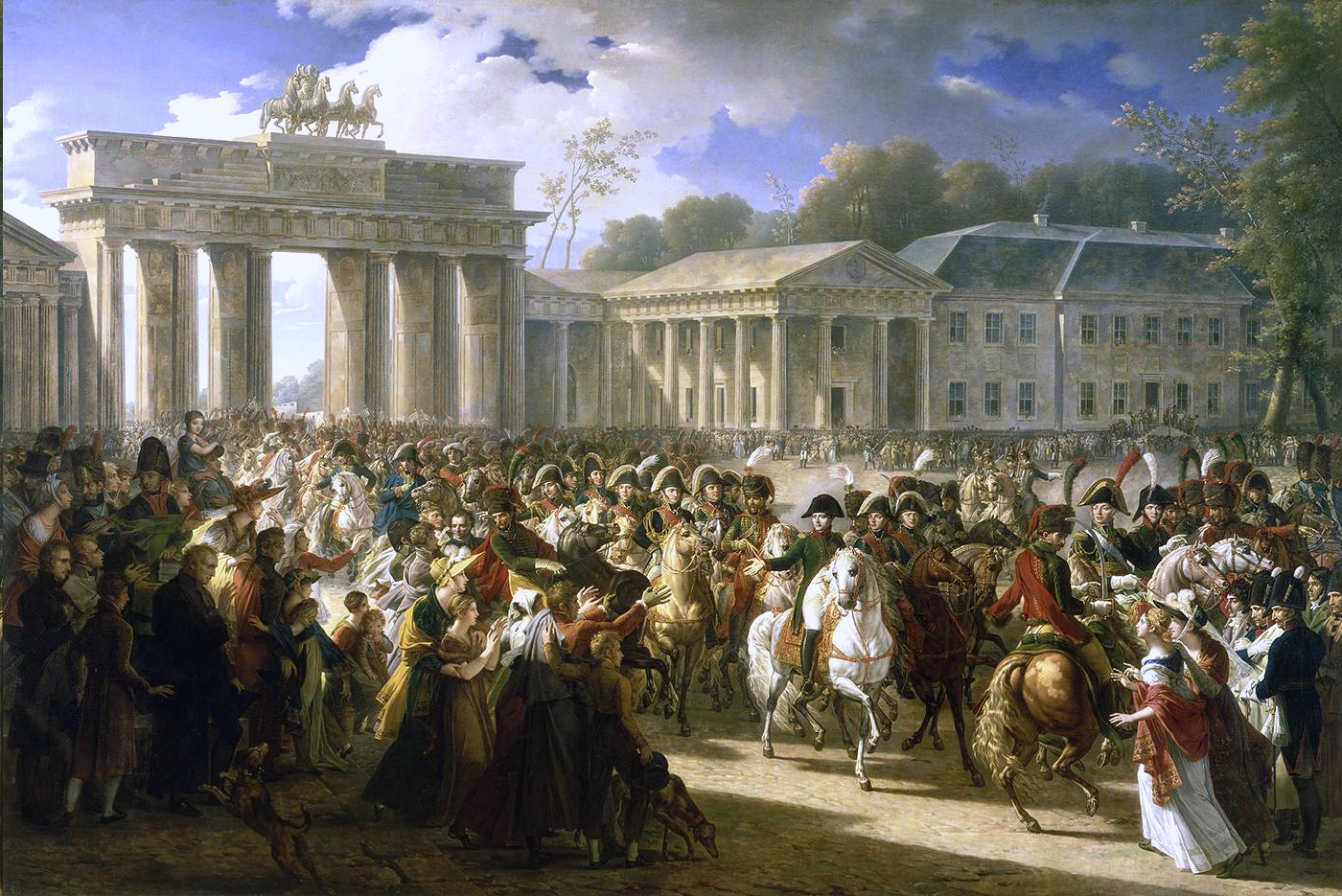
Napoleone I entra a Berlino alla testa del suo esercito dopo la schiacciante vittoria di Jena (1806). Evento simbolico della secolare ostilità franco-prussiana.

Mentre la Prussia conseguiva un successo completo nella guerra contro l'Austria (la "guerra delle sette settimane"), la Francia decideva di non farsi coinvolgere nel conflitto, sebbene circolasse negli ambienti politici l'idea di un intervento "immediato". Al termine della guerra, il primo ministro prussiano Otto von Bismarck si affrettò ad allargare il proprio controllo su quasi tutto il Nord della Germania. Dopo la vittoria risolutiva di Sadowa, i territori di Schleswig, Holstein, Hannover, Assia-Kassel, Nassau e la città di Francoforte sul Meno finirono in mano prussiana. Berlino si apprestava a ottenere il dominio di fatto di Sassonia, Assia-Darmstadt, Meclemburgo, dei ducati della Turingia e delle città libere di Amburgo, Lubecca e di Brema, attraverso la loro riunione sotto l'influenza prussiana nella Confederazione Tedesca del Nord. La "guerra delle sette settimane" sconvolse l'equilibrio europeo che era seguito alle guerre napoleoniche e che era stato stabilito nel congresso di Vienna del 1815, sancendo la dissoluzione della Confederazione germanica sotto l'egemonia austriaca. Dopo il 1866, Francia e Prussia furono più volte sul punto di scatenare un conflitto e in un primo momento solo la volontà da parte di Bismarck di far crescere il sentimento nazionale tedesco, e la necessità di Napoleone III di portare a termine le vitali riforme dell'esercito poterono impedirne la deflagrazione.
Durante il 1868 si verificò una delle crisi più acute. Quell'anno Bismarck tentò di realizzare una nuova e più forte unione doganale con la Germania meridionale (essendo decaduto lo Zollverein, poi sostanzialmente rinnovato), attraverso la costituzione di uno Zollparlament: tale azione fu interpretata come una nuova sfida all'autorità francese. Nel 1866, infatti, durante i negoziati per l'armistizio fra prussiani e austriaci, Napoleone III si era energicamente opposto a un'unione della Prussia con gli Stati tedeschi meridionali. L'imperatore pertanto mobilitò in estate l'esercito, minacciando di scatenare la guerra qualora Bismarck avesse proceduto ad annettere uno dei tre Stati della Germania meridionale: Baviera, Württemberg o Baden.
Anche nel 1869 la guerra venne sfiorata: Napoleone III doveva completare la messa a punto dell'esercito, mentre Bismarck nutriva riserve sulla lealtà degli Stati del Sud. Quando, poi, la Baviera e il Württemberg entrarono a far parte dello Zollparlament, i loro governi ritennero che questo passo avesse consentito di risolvere i dissapori con la Francia, ma così non fu, e le loro aspettative in una risoluzione serena della crisi sarebbero andate tragicamente deluse.

### L'impero francese verso lo scontro con la Prussia

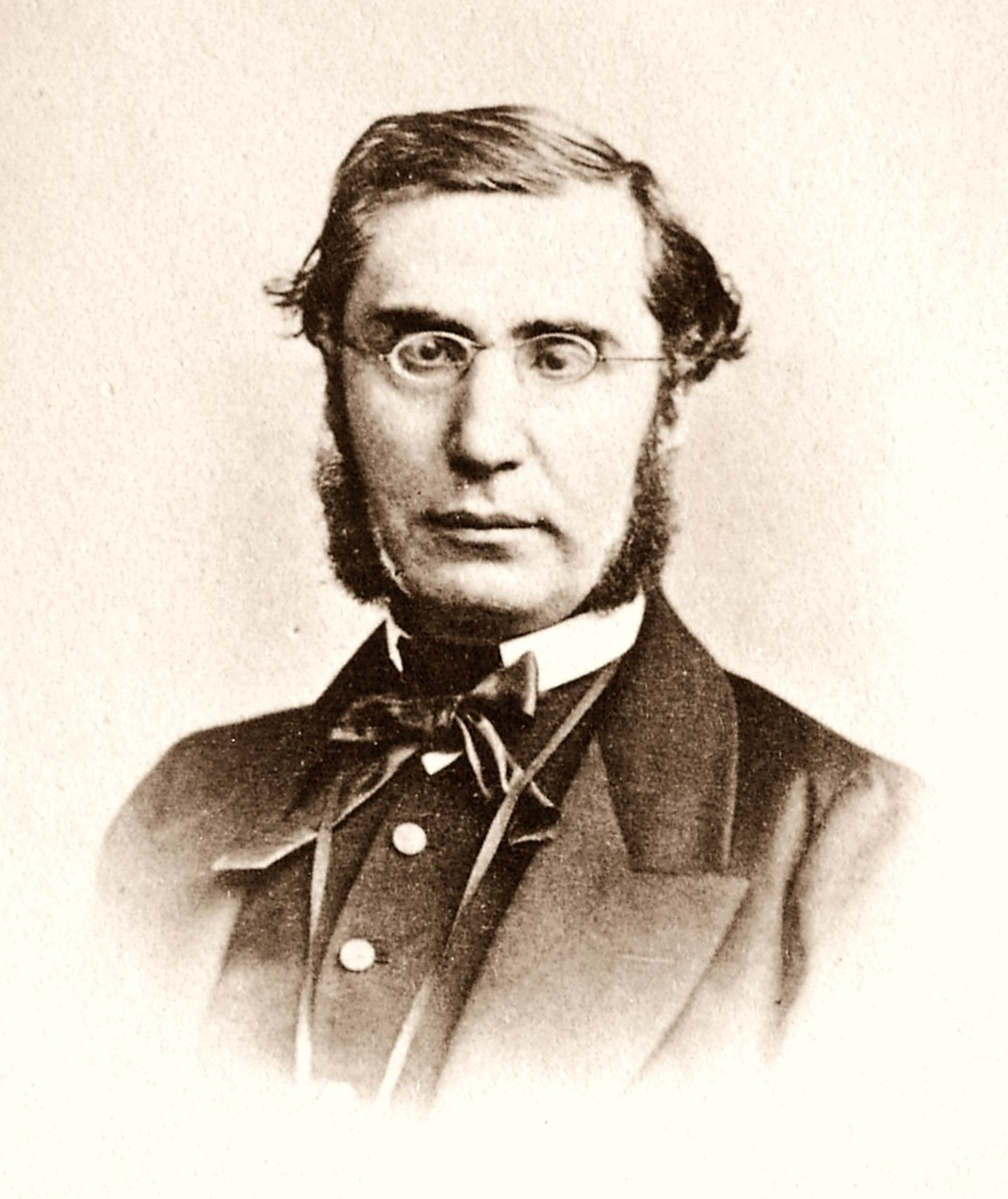
Il primo ministro francese Émile Ollivier. Membro moderato dell'opposizione all'impero, il 2 gennaio 1870 divenne capo di un esecutivo "liberale" nella fase di trasformazione del regime politico in senso parlamentare.

La Francia del Secondo Impero aspirava a occupare una posizione di massimo prestigio e potere in Europa. Nel 1870 a Parigi si era appena completata una vasta opera di ristrutturazione e modernizzazione urbanistica, iniziata nel 1852 dal prefetto Georges Eugène Haussmann. La capitale francese, con una popolazione di due milioni di abitanti, rivaleggiava con Londra in termini di grandezza e influenza. L'esercito aveva ottenuto una brillante vittoria tra il 1854 e il 1856 in Crimea, mentre in Italia il ricordo dell'intervento francese a sostegno del Regno sardo-piemontese e la netta vittoria degli italo-francesi ottenuta grazie alle ottime azioni dell'esercito d'Oltralpe nella seconda guerra d'indipendenza avevano lasciato un'impressione indelebile sulla potenza dell'apparato militare bonapartista.

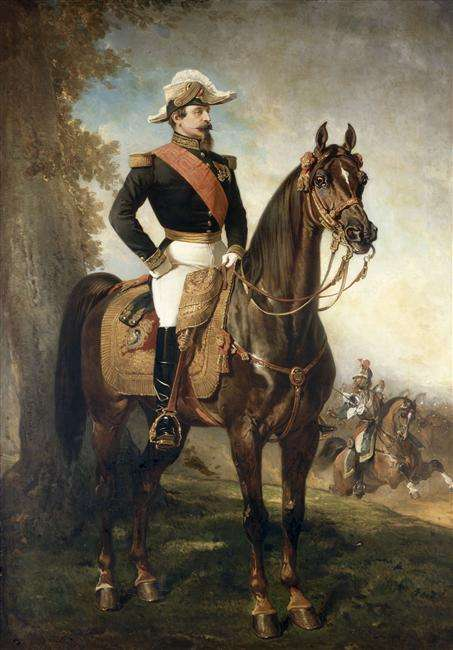
Ritratto equestre di Napoleone III, dipinto del 1858 di Alfred Dedreux

La posizione francese in Europa era però messa in pericolo dall'emergere di uno Stato germanico guidato dalla Prussia; vi erano inoltre difficoltà interne, dovute al fatto che Napoleone III aveva perso molto del suo prestigio in patria sovvertendo la Seconda Repubblica francese attraverso il colpo di Stato del 2 dicembre 1851, cosa che gli aveva permesso d'instaurare con la forza il Secondo Impero. L'anno successivo emanò una Costituzione (ispirata a quella dell'illustre zio conosciuta come costituzione napoleonica dell'anno VIII) che gli conferì un potere assoluto. In quegli stessi anni il nuovo imperatore dovette affrontare le pressioni dei capi repubblicani che chiedevano l'attuazione di riforme democratiche (in un tempo successivo e più prossimo al conflitto, praticò concessioni al Parlamento in materia di partecipazione all'attività di governo) e la costante minaccia di una rivoluzione. Umiliare la Prussia facendo in modo di ricondurla a un ruolo subalterno alla Francia, e soffocare le agitazioni democratiche costituivano per Napoleone due momenti della stessa strategia.
Nonostante i problemi politici interni, la Francia del 1870 reputava la propria posizione militare (rinvigorita dal compimento di un processo di riforma dell'esercito) migliorata rispetto a quella di tre anni prima e in grado di affrontare lo scontro con la Prussia. Le pressioni del nazionalismo (che lo stesso Napoleone III aveva incitato), un governo formato da ministri antiprussiani e l'impossibilità di giungere con la diplomazia ad acquisire quelle contropartite che Napoleone III riteneva vitali per il consenso in patria, stavano spingendo inesorabilmente verso la guerra.
In questo panorama di tensione, la questione del Lussemburgo giunse a deteriorare ulteriormente le relazioni franco-prussiane. Il Lussemburgo, fortezza federale presidiata da soldati prussiani ed ex possedimento olandese, era escluso dalla Confederazione Tedesca del Nord. Rientrava da tempo nelle mire francesi, e lo stesso Bismarck aveva suggerito in segreto a Napoleone III di avanzare pretese sul piccolo ducato a titolo di compenso per la neutralità francese mantenuta durante la guerra austro-prussiana (Bismarck promise vagamente, all'incontro di Biarritz con Bonaparte, anche l'annessione del Palatinato del Reno), salvo poi ritrattare le rassicurazioni, contestando fortemente i progetti di annessione francese. I piani francesi sfumarono definitivamente durante la conferenza internazionale di Londra del 1867, quando venne decisa la smilitarizzazione del Ducato, del quale venne dichiarata la neutralità. Tale evento pregiudicò definitivamente ogni possibile compromesso diplomatico fra le due potenze europee, con il risultato che ambedue dettero ormai per assodato che una resa dei conti decisa attraverso lo scontro delle armi costituisse un evento ineludibile. Inoltre, sulla necessità francese di ottenere dei successi in politica estera pesava ancora l'eco del fallimento dell'intervento militare in Messico, e la fine delle aspirazioni sullo Stato nordamericano, che aveva rifiutato l'imposizione di Massimiliano I d'Asburgo come sovrano.

### Il Regno di Prussia tra questioni interne e predominio nella Confederazione

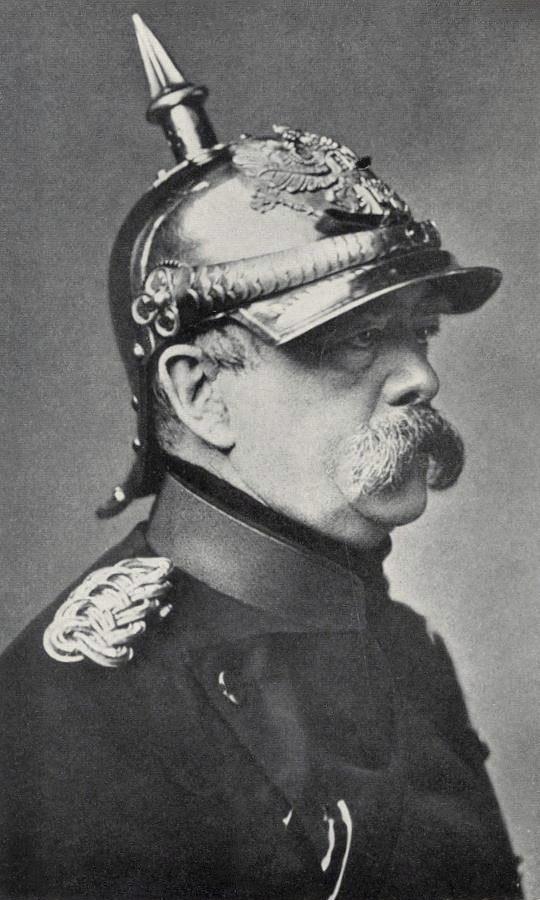
Otto von Bismarck. L'elmetto è il caratteristico Pickelhaube.

La Prussia aveva ottenuto milioni di nuovi cittadini come risultato della Bruderkrieg (guerra civile) contro l'Austria e l'esercito prussiano era cresciuto di un terzo rispetto al periodo precedente la guerra. I reggimenti di fanteria passarono da 70 a 105 e gli eserciti degli Stati annessi vennero inglobati nella macchina militare prussiana. Nel 1867 le miniere di carbone prussiane e sassoni superavano quelle francesi di tre a uno; grande impulso era stato dato allo sviluppo industriale, mentre nello sviluppo delle ferrovie erano stati ottenuti risultati incoraggianti (la Prussia nel 1870 disponeva di 18 876 km di ferrovia contro i 15 544 della Francia). Questi dati apparivano indicatori di una crescente superiorità prussiana, tanto dal punto di vista economico, quanto da quello militare.
Sul fronte interno, sebbene il fermento rivoluzionario fosse meno pressante che in Francia, l'opposizione del movimento nazionale appariva (anche nei territori di recente incorporazione) molto dura. Quest'ultimo, tuttavia, aveva trovato un terreno comune assieme al tradizionalismo degli junker nella "politica di potenza" bismarckiana (Machtpolitik).

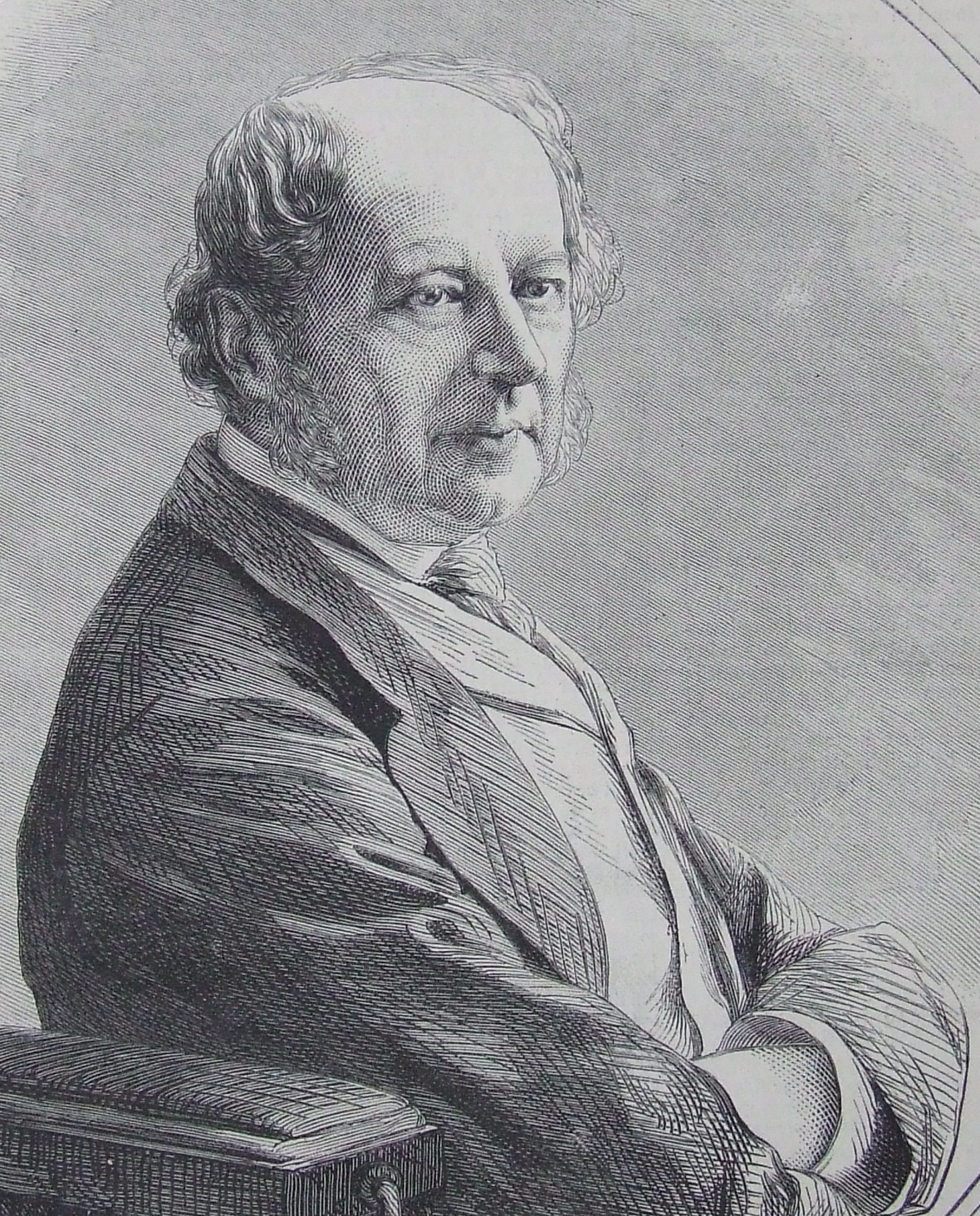
Il conte Friedrich Ferdinand von Beust, cancelliere imperiale austriaco, fu impegnato nel costruire un'improbabile rete europea antiprussiana dopo il 1866

L'ostilità della borghesia nazionale, con la quale Bismarck dovette misurarsi dopo il 1866, e la fine delle guerre "di gabinetto", apparve particolarmente sviluppata e acrimoniosa, all'indomani del riconoscimento della sovranità danese sullo Schleswig-Holstein (cosa che non avrebbe impedito al Cancelliere di muovere guerra al regno danese subito dopo), e della spartizione tra Austria e Prussia, nel 1864, dei ducati dell'Elba che non erano entrati a far parte della Confederazione germanica. I patrioti, che consideravano i ducati danesi alla stregua di "terre irredente", espressero tutto il loro dissenso verso il comportamento di Bismarck, inizialmente accomodante alle richieste danesi, e un dissenso ancor più acceso quando con la forza delle armi fu imposta l'occupazione dei due ducati a danno delle stesse popolazioni tedesche.
Tuttavia il Cancelliere tedesco mostrò la propria abilità nel saper sfruttare l'opposizione nazionalista a proprio vantaggio, celando i propri piani di espansione dell'egemonia prussiana dietro le istanze patriottiche. L'atteggiamento pragmatico di Bismarck (già manifestatosi nel 1862 quando affermò che "le grandi questioni del nostro tempo non saranno sciolte né con i discorsi, né con le deliberazioni di maggioranza, ma col ferro e col sangue"), in tali occasioni era riuscito a conquistare le simpatie del fronte liberale.
Gli altri Stati tedeschi, sul fronte della politica estera, mantennero un atteggiamento campanilistico oltreché diffidente verso l'ingombrante e ambizioso Stato prussiano, con i suoi progetti di unificazione della Germania. Bismarck era impegnato a garantirsi il successo del processo d'incorporazione delle conquiste a nord del Meno, ma stava cercando anche di stabilire dei legami più saldi con il Sud della Germania. I principi tedeschi avrebbero garantito la difesa dei confini tedeschi al fianco della Prussia, ma insistevano nel sostenere la loro indipendenza, e pertanto bloccarono qualsiasi tentativo di creare uno Stato federale su cui avrebbe inevitabilmente dominato Berlino.
Le paure dei loro governi si erano accresciute ed erano apparse più realistiche all'indomani della vittoria prussiana sull'Austria e delle conseguenti annessioni. Visitando il Baden nel 1868, il comandante in capo dell'esercito prussiano Helmuth von Moltke, che sognava la nascita di un unico esercito tedesco, sostenne: "Questa gente deve capire che il loro futuro è nelle nostre mani e che siamo in grado di assicurare loro un gran bene o un gran male". Bismarck, malgrado gli evidenti ostacoli alla nascita di una nuova Germania, che a metà del 1870 sembravano essere più forti rispetto al 1867 (al tempo delle annessioni operate dopo il conflitto con l'Austria), era comunque determinato a realizzare il progetto di una nazione tedesca unita. Guardò alla guerra con la Francia come all'occasione per neutralizzare il problema francese: la sconfitta francese avrebbe, in un sol colpo, evitato la possibile costituzione di alleanze antiprussiane, favorito l'avvicinamento del Sud tedesco alla Prussia e impedito per sempre il rafforzamento di Napoleone III, con i suoi sforzi volti a imporre una condizione di "Stato cliente" alla Prussia.

### La candidatura Hohenzollern e la dichiarazione di guerra francese

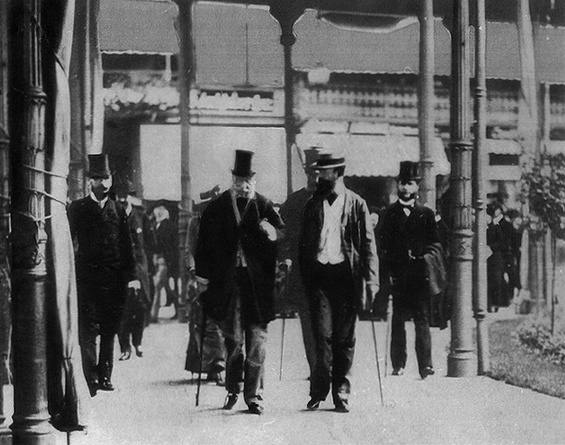
Re Guglielmo I (a sinistra) e il conte Benedetti a Ems

La crisi diplomatica da cui scaturì lo scoppio del conflitto fu determinata dalle difficoltà di giungere a un accordo sulla successione al trono di Spagna, rimasto vacante a causa del rovesciamento di Isabella II a seguito della rivoluzione del settembre 1868. In tal senso era stato prospettato che fosse chiamato un esponente della famiglia Hohenzollern, nonché parente del re Guglielmo I, Leopoldo di Hohenzollern-Sigmaringen. Le Cortes spagnole accolsero con favore la proposta prussiana.
Alla possibile ascesa del candidato tedesco al trono spagnolo, la Francia si oppose con forza, decisa a impedire che si potesse realizzare un nuovo accerchiamento dei territori francesi, come già avvenuto ai tempi dell'impero di Carlo V. Nel maggio del 1870 Bismarck si mise in contatto con il padre di Leopoldo, Carlo Antonio, per spingere il figlio ad accettare la candidatura, che venne poi ufficializzata due settimane dopo. Il Cancelliere stava preparando la trappola in cui far cadere Napoleone III. Non è chiaro però se Bismarck avesse previsto sin dall'inizio l'evolversi della crisi della candidatura Hohenzollern. Secondo alcuni storici la candidatura fu un errore "dal quale Bismarck si districò con una rapida improvvisazione".
Di fronte al veto francese, il 12 luglio 1870 il principe Leopoldo ricusò il trono. Ancora insoddisfatto, lo stesso giorno il ministro degli esteri francese Gramont fece chiedere al re Guglielmo I (mentre questi si trovava nella località termale di Ems, presso Coblenza), tramite l'ambasciatore in Prussia Vincent Benedetti, l'impegno ufficiale a non presentare più la candidatura neanche in futuro. Guglielmo I, nonostante fosse molto indispettito da tanta insistenza, oppose un composto rifiuto, e attraverso il suo aiutante di campo riferì all'ambasciatore francese che considerava conclusa la vicenda della candidatura e che non si sarebbe prestato a ulteriori colloqui. Il 13 luglio telegrafò a Bismarck, raccontando le circostanze dell'episodio.
La comunicazione, intitolata dispaccio di Ems, arrivò al cancelliere Bismarck (che non aveva raggiunto il monarca perché indisposto) mentre questi si trovava a Berlino. Bismarck manipolò il dispaccio con lo scopo di far apparire la risposta di Guglielmo I irriguardosa nei confronti dell'ambasciatore e suscitare così l'irritazione di Napoleone III. L'incontro con l'ambasciatore, diffuso dai giornali berlinesi, fu interpretato dall'opinione pubblica francese come umiliante, oltreché profondamente offensivo. Il 19 luglio la dichiarazione di guerra francese venne consegnata a Berlino. Bismarck aveva raggiunto lo scopo di farsi aggredire dalla Francia, facendo passare agli occhi dell'intera Europa l'idea di un'eccessiva spavalda violenza francese. Per provocare ulteriormente Napoleone III, Bismarck pubblicò i documenti riservati risalenti al 1866 in cui l'imperatore francese chiedeva il Belgio e il Lussemburgo in cambio della sua neutralità nella guerra austro-prussiana. Gli Stati tedeschi a sud del fiume Meno (contrariamente alle previsioni francesi) - Baviera, Württemberg e Baden - si unirono immediatamente alla Confederazione Tedesca del Nord, come nella guerra contro Napoleone.

## Fasi iniziali

### L'isolamento diplomatico della Francia
Lo scontro apparve evidentemente desiderato da entrambe le parti. Bismarck, come la stessa stampa parigina, aveva preparato il terreno per la guerra, ma il governo imperiale commise grossolani errori di valutazione. Il ministro degli esteri Gramont, infatti, diede per scontate determinate ipotetiche alleanze che, invece, non aveva provveduto a concludere e a ufficializzare, così come aveva dato per scontato che si sarebbero unite alla Francia, in una guerra di rivalsa contro la Prussia, sia l'Austria-Ungheria (secondo lui desiderosa di cancellare "i ricordi del 1866"), sia la Danimarca (che avrebbe potuto riconquistare lo Schleswig perso nel 1864, grazie all'appoggio di uno sbarco francese nel mar Baltico). La valutazione francese fu che gli italiani si sarebbero alleati con loro per dimostrare gratitudine per il sostegno militare ricevuto nella seconda guerra d'indipendenza contro l'Austria del 1859. In realtà, la diplomazia italiana era divisa su questo punto: il re era favorevole all'intervento, mentre il ministro degli esteri propendeva per la neutralità. L'Italia avrebbe sostenuto la Francia solo nel caso di aperture transalpine su Roma, ma Napoleone III non era disposto a concedere nulla sull'Urbe, e l'appoggio italiano sfumò.
Per quanto riguardava l'Impero austro-ungarico, malgrado fosse giunta da parte dei russi la minaccia di ricorrere alle armi in caso di mobilitazione con la Francia, il cancelliere austriaco Friedrich Ferdinand von Beust non fu in nessun modo intenzionato a unirsi ai francesi contro la Prussia. La neutralità austriaca fu raggiunta prescindendo dalle minacce del Cancelliere dell'Impero russo, Aleksandr Gorčakov, il quale temeva che la vittoria di una coalizione austro-francese ai danni della monarchia Hohenzollern avrebbe potuto aprire una grave crisi nella regione polacca, già al centro di forti sollevazioni contro l'autorità dello Zar.
La vaghezza delle promesse, le lungaggini nelle trattative e le difficoltà organizzative portarono al fallimento delle trattative segrete intavolate dai francesi con tutti i potenziali alleati, che rimasero in disparte e non intervennero al fianco di nessuna delle due potenze. Infatti, non vi era alcun accordo formale con nessuno dei due Stati belligeranti che potesse costringere una terza potenza a fare ingresso nel conflitto; un'alleanza con l'Austria-Ungheria si era rivelata infatti impraticabile per l'ostilità del popolo ungherese e per la debole situazione finanziaria dell'impero; la Russia si adoperò a sostegno della Prussia, l'Italia non aveva alcun interesse a condurre una guerra contro quest'ultima, mentre il Regno Unito temeva molto il rafforzamento francese. La Francia, in questo senso, mostrò tutta la propria impreparazione al conflitto, sottovalutando l'importanza del fattore "certezza" nei patti con le nazioni straniere. Allo scoppio della guerra, un corpo d'armata francese fu inoltre inviato sui Pirenei, nel timore che la Spagna potesse prendere parte alla guerra al fianco della Prussia.
La Prussia, al contrario, attraverso clausole contenute nella pace di Praga, strinse accordi segreti con gli Stati tedeschi meridionali, i quali si mobilitarono contro l'Impero francese.

### Mobilitazione delle truppe e piani di guerra

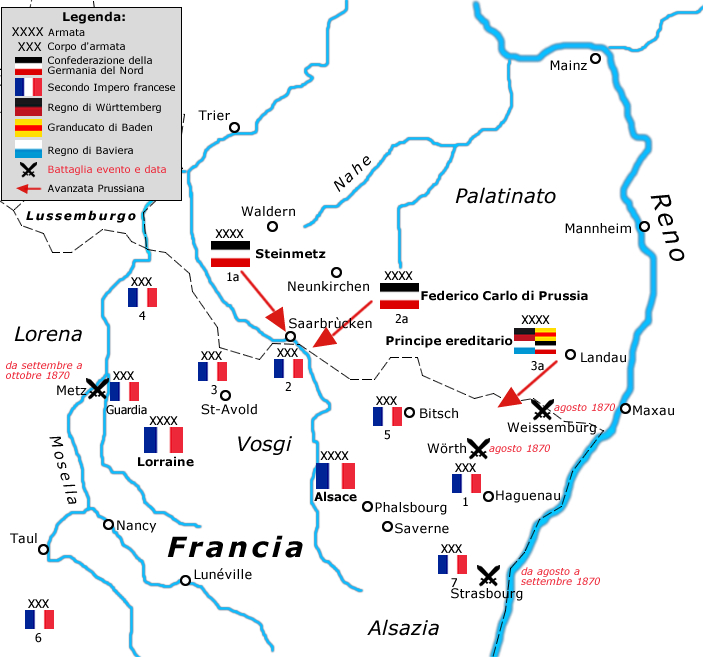
Schieramento delle armate francesi e tedesche all'inizio della guerra; in rosso le direttrici dell'avanzata prussiana in territorio nemico

Il 24 luglio ebbe inizio il dispiegamento delle truppe prussiane tra il Reno e la Mosella, portato a termine con grande celerità grazie allo sviluppo dei mezzi e dei percorsi ferroviari. In diciotto giorni si mobilitarono 1 183 000 uomini, incluse le forze degli alleati, e circa 462 000 vennero concentrati lungo la frontiera. Tre corpi d'armata furono lasciati in Germania, allo scopo di contrastare un eventuale attacco austro-ungarico o comunque per arginare possibili invasioni via mare attraverso il mar Baltico. La Francia, invece, a causa della carente organizzazione logistica, riuscì a mobilitare solo 288 000 uomini.

#### Piani di guerra francesi
I francesi, secondo un piano di guerra formulato dal defunto maresciallo Niel, avrebbero dovuto lanciare un'offensiva fra Thionville e Treviri nella Renania. Questo piano, che non fu convertito in un progetto definitivo, venne abbandonato in favore del progetto del generale Charles Auguste Frossard, improntato a un atteggiamento essenzialmente attendista, che prevedeva di schierare in una posizione difensiva l'armata del Reno aspettando l'attacco prussiano. Dopo la visita in febbraio del feldmaresciallo austriaco Alberto d'Asburgo-Teschen, veterano del 1866 e desideroso di vendetta sui prussiani, Napoleone III attuò inusuali modifiche al piano di Frossard. Prevedendo l'ingresso in guerra dell'Austria-Ungheria, i francesi, con le proprie forze divise in due gruppi, una in posizione difensiva a Metz e l'altra con ordine di attaccare a Strasburgo, avrebbero dovuto procedere facendo leva su quest'ultimo gruppo nel Palatinato al fine di separare dalla Prussia, e quindi "liberare", gli Stati tedeschi del Sud. Tale piano era tuttavia rischioso, e poteva provocare la separazione dell'esercito francese a destra e a sinistra dei Vosgi. Napoleone III decise quindi di organizzare l'esercito in tre armate, l'armata del Reno sottoposta al suo stesso controllo, quella dell'Alsazia, raggruppata a Strasburgo e guidata dal maresciallo di Francia Patrice de Mac-Mahon (I corpo d'armata) e l'armata di Châlons al comando di François Certain de Canrobert (VI corpo d'armata). In seguito fu assegnato al maresciallo Bazaine, quando Napoleone III arrivò il 28 luglio a Metz presso l'Hotel de l'Europe (dove era collocato il quartier generale), il comando temporaneo di tutte le unità della Lorena.

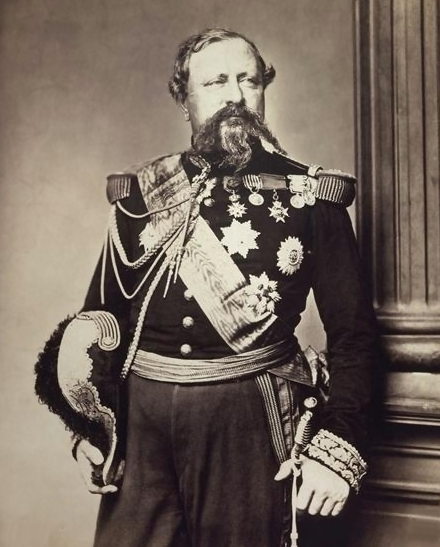
Il major général Edmond Le Bœuf, principale consigliere di Napoleone III all'inizio del conflitto

Ogni corpo era di norma costituito da tre o quattro divisioni. Canrobert assunse successivamente, su ordine del ministro della guerra Le Bœuf, il controllo della riserva presso Châlons, per evitare un improbabile avvolgimento a nord, attraverso il Belgio, da parte dell'esercito prussiano. Alla fine però l'armata del Reno fu sostanzialmente divisa in due raggruppamenti separati e scarsamente collegati tra loro: tre corpi d'armata e la Garde impériale a nord e altri tre corpi d'armata a sud. Napoleone III, giunto a Metz assieme al figlio quattordicenne, prese in mano la situazione: si trovò, contrariamente alle previsioni, con soli 40 000 uomini a Strasburgo, anziché i 100 000 previsti, e quasi 100 000 uomini male organizzati a Metz, anziché i 150 000 ritenuti la forza minima mobilitabile. Canrobert a Châlons, dove mancavano all'appello due divisioni, non godeva di numeri più confortanti.
L'Imperatore, al comando della sua Grande Armée, presiedeva il quartier generale assieme al maresciallo Le Bœuf come suo major général (capo di stato maggiore), mentre i migliori generali francesi erano collocati al comando di corpi d'armata subordinati. In particolare, il potere decisionale e strategico del maresciallo Bazaine, sin dal suo rientro dal Messico, fu fortemente ridimensionato, per volontà dell'Imperatore, a favore di altri generali ai quali era legato da rapporti più solidi, come Lebrun e Le Bœuf. La scelta dell'Imperatore di concentrare la struttura di comando attorno alla sua persona, limitando drasticamente la possibilità d'iniziative autonome da parte dei singoli generali, fu assai deleteria per l'efficienza dell'esercito, come nel caso degli eventi che condussero all'assedio di Metz, quando furono le sue intromissioni a impedire a gran parte dell'esercito di ripiegare su Châlons, benché pesassero anche l'indecisione di Bazaine e la grande confusione nello stato maggiore sulla sorte dell'armata francese. Anche dopo la cattura dell'Imperatore e il mutamento della struttura istituzionale francese, la situazione sembrò non essersi modificata: la strategia di Bazaine, infatti - come se l'Imperatore fosse stato ancora al comando - continuò a essere influenzata dalle comunicazioni e dalle direttive diramate dal comando parigino.

#### Il piano di Von Moltke
L'alto comando prussiano, sotto la guida dell'abile stratega von Moltke (il quale credeva nell'importanza di un attacco rapido, che facesse perno su una vasta strategia di accerchiamento), decise di suddividere l'esercito in tre armate distinte, al contrario dei francesi che nell'armata del Reno (la loro più grande forza d'urto) avevano confusamente raccolto 22 divisioni. Le prime due armate prussiane, comandate da Karl Friedrich von Steinmetz (al comando di 65 000 uomini stanziati vicino Wadern) e dal principe Federico Carlo di Prussia (che contava 174 000 uomini collocati a Neunkirchen, certamente quella più difficilmente manovrabile), la terza al comando del principe ereditario Federico (141 000 uomini presso Landau), disposta più a sud delle altre due. Lo Stato Maggiore tedesco stabilì che le tre armate stanziate lungo il Reno, tra Coblenza a nord e Karlsruhe a sud, dovevano impegnare i francesi sui due fronti mentre questi attaccavano a est del Palatinato. La prima e la seconda avrebbero aggirato le forze francesi a sud-ovest, per coglierle sia sul fianco sia alle spalle, in una vasta manovra di avvolgimento, mentre la terza avrebbe operato la manovra conclusiva giungendo attraverso i Vosgi a minacciare l'altro fianco dell'armata del Reno, volta a interrompere le comunicazioni con la capitale francese. In modo diverso da Le Bœuf che gestì la fase preparatoria della guerra senza un piano coerente, von Moltke possedeva una pianificazione del conflitto sin dal 1866, che poté essere più agevolmente attuata grazie alla migliore rete ferroviaria e fu in principal modo dettata dalla conformazione stessa del complesso di strade ferrate.

## Svolgimento della guerra

### Occupazione francese di Saarbrücken
(Geoffrey Wawro, The Franco-Prussian War: The German Conquest of France in 1870-1871, Cambridge University Press, 2003, p. 90)

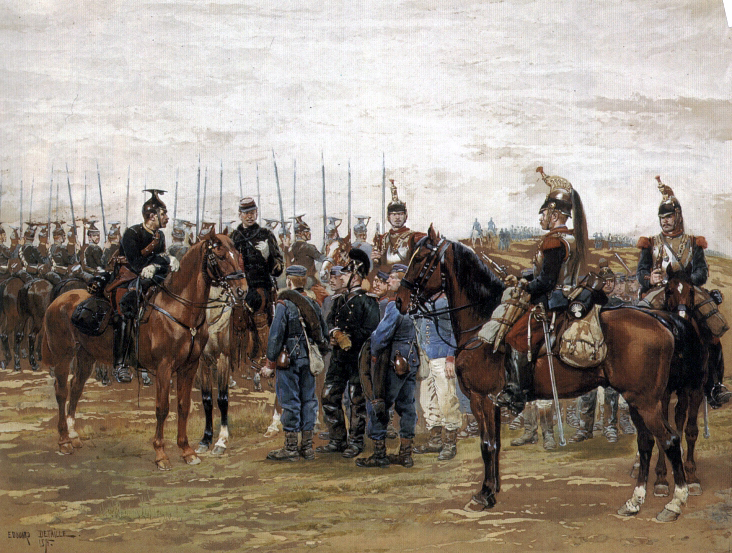
Scena della cattura di soldati bavaresi da parte di Cuirassiers e lancieri francesi

Nella prima settimana di agosto del 1870 Napoleone III fu sottoposto a forti pressioni per lanciare un'offensiva, in quanto appariva l'unica mossa politicamente e strategicamente necessaria. Una riuscita iniziativa francese avrebbe avuto più probabilità di indurre altre potenze a entrare nel conflitto al fianco dell'Imperatore, e sarebbe stata l'unica manovra tattica efficace al fine di avere ragione della superiorità organizzativa e numerica prussiana. L'idea di prendere la città di confine di Saarbrücken fu del generale Charles Frossard, il quale il 29 luglio ottenne l'autorizzazione a lanciare l'attacco. La 16ª divisione prussiana, separata dall'armata di Karl von Steinmetz, era collocata a difesa della linea della Saar. Nonostante l'offensiva fosse stata sconsigliata da alcuni generali per i rischi che poteva implicare, esponendo l'armata del Reno a un accerchiamento da parte dei 400 000 prussiani, oltreché perché ormai troppo tardiva, l'Imperatore, prima dell'inevitabile ripiegamento francese e con l'approssimarsi di un attacco in forze prussiano, autorizzò la presa di Saarbrücken. Di conseguenza, il 31 luglio i francesi marciarono verso la Saar per occupare la cittadina.
Il generale Frossard con il suo II corpo d'armata, e il III corpo d'armata di Bazaine, attraversarono il confine con la Germania il 2 agosto e cominciarono a respingere il 40º reggimento prussiano della 16ª divisione di fanteria nella città di Saarbrücken, con una serie di attacchi frontali, vincendone la resistenza in giornata. Alla fine presero la città sei divisioni del III corpo d'armata di Bazaine e il II corpo d'armata di Frossard. Il fucile Dreyse prussiano, contrariamente alle rassicurazioni fornite da Napoleone III ai suoi uomini su una sua netta inferiorità rispetto allo Chassepot francese, fece pressoché lo stesso numero di morti (86 francesi e 83 prussiani) dell'arma francese, tanto da mettere in imbarazzo l'Imperatore.
L'attacco contribuì a logorare i rapporti, già peraltro difficili sin dall'inizio della campagna, tra Napoleone III e il maresciallo Bazaine, la cui unità era stata declassata a forza di riserva nel corso dell'operazione di conquista della città. Bazaine avrebbe voluto trasformare la presa del centro di frontiera in un attacco in piena regola contro i 40 000 prussiani presenti nelle zone limitrofe, ma trovò l'indifferenza di Napoleone III rispetto ai suoi progetti. Mentre però la stampa francese salutava l'inizio dell'invasione come una grande vittoria, il generale Le Bœuf e Napoleone III ricevettero notizie allarmanti provenienti da giornali esteri, belgi e britannici, circa la preparazione di massicci attacchi prussiani a Spicheren, Wissembourg e Frœschwiller.
Allarmati da queste informazioni, Le Bœuf e l'Imperatore iniziarono a programmare di disimpegnare le formazioni troppo esposte, schierate a ridosso del confine, iniziando a trasferire i corpi d'armata lungo una linea di difesa, a protezione dei confini orientali francesi. Mentre il IV corpo del generale Louis Ladmirault bloccava la valle della Mosella e il corridoio per Thionville, Frossard abbandonò Saarbrücken già il 5 agosto, schierandosi in posizione difensiva a Forbach e Spicheren. Bazaine si ritirò verso Saint-Avold, mentre Mac-Mahon, con il I corpo, rimase a Frœschwiller, in Alsazia. La campagna, che era iniziata con la promessa di una "nuova Jena", ora si era tramutata in un insieme di confuse manovre difensive dirette a contenere una potenziale invasione prussiana su vasta scala.

### Prima fase della guerra

#### Le prime sconfitte francesi
I francesi si mostrarono impreparati alla guerra sotto il profilo logistico, organizzativo e tattico, avendo elaborato piani rudimentali. Il conflitto franco-tedesco è stato riconosciuto come il primo del secolo in cui l'aggressore sia apparso più impreparato alla guerra della potenza teoricamente aggredita. Von Moltke, tuttavia, non era a conoscenza dell'inadeguatezza dell'organizzazione francese, e puntò tutto sulla celerità dell'attacco mobilitando il maggior numero di uomini lungo la frontiera.

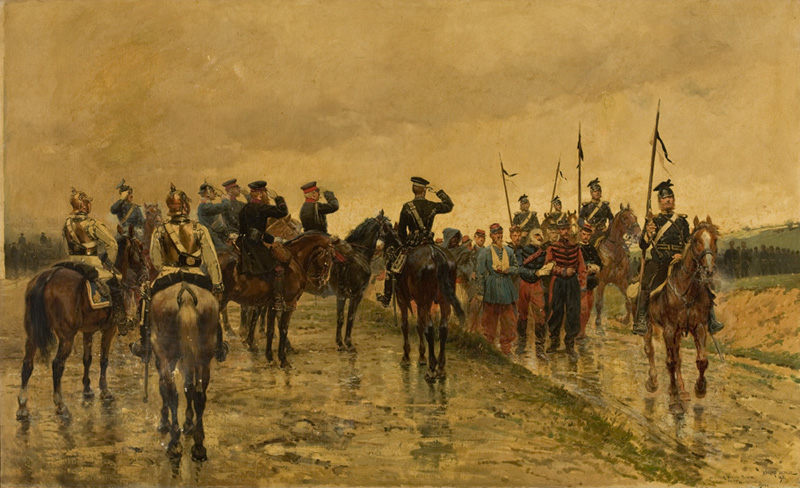
Ufficiali tedeschi rendono omaggio a soldati francesi catturati, Edouard Detaille

La terza armata prussiana messa in marcia verso l'Alsazia del nord, attraversato il fiume Lauter il 4 agosto, dopo aver avuto i primi contatti col nemico, incontrò nella battaglia di Wissembourg la 2ª divisione del I corpo d'armata dell'esercito di Mac-Mahon, che aveva preso posizione all'interno della città. I 50 000 prussiani circondarono la città e sopraffecero i 5 000 francesi del generale Douay (che morì a causa dell'esplosione di un cassone di munizioni), catturandone un migliaio. Mac-Mahon procedette precipitosamente a riorganizzare le sue truppe intorno ai due piccoli centri di Wœrth e Frœschwiller, dove concentrò 45 000 uomini contro i 100 000 della terza armata tedesca. I prussiani, accortisi che Mac-Mahon non stava arretrando su Strasburgo, il 6 agosto attaccarono le posizioni fortificate francesi, provocando una battaglia presso Wœrth e attorno ai centri limitrofi: dopo un'aspra resistenza agli assalti del nemico e dopo aver inflitto loro gravi perdite, i comandanti di divisione francesi, abili protagonisti dei combattimenti durante il giorno, furono costretti a ritirarsi per evitare di rimanere accerchiati. Lo stesso Mac-Mahon fu costretto ad abbandonare il teatro degli scontri.

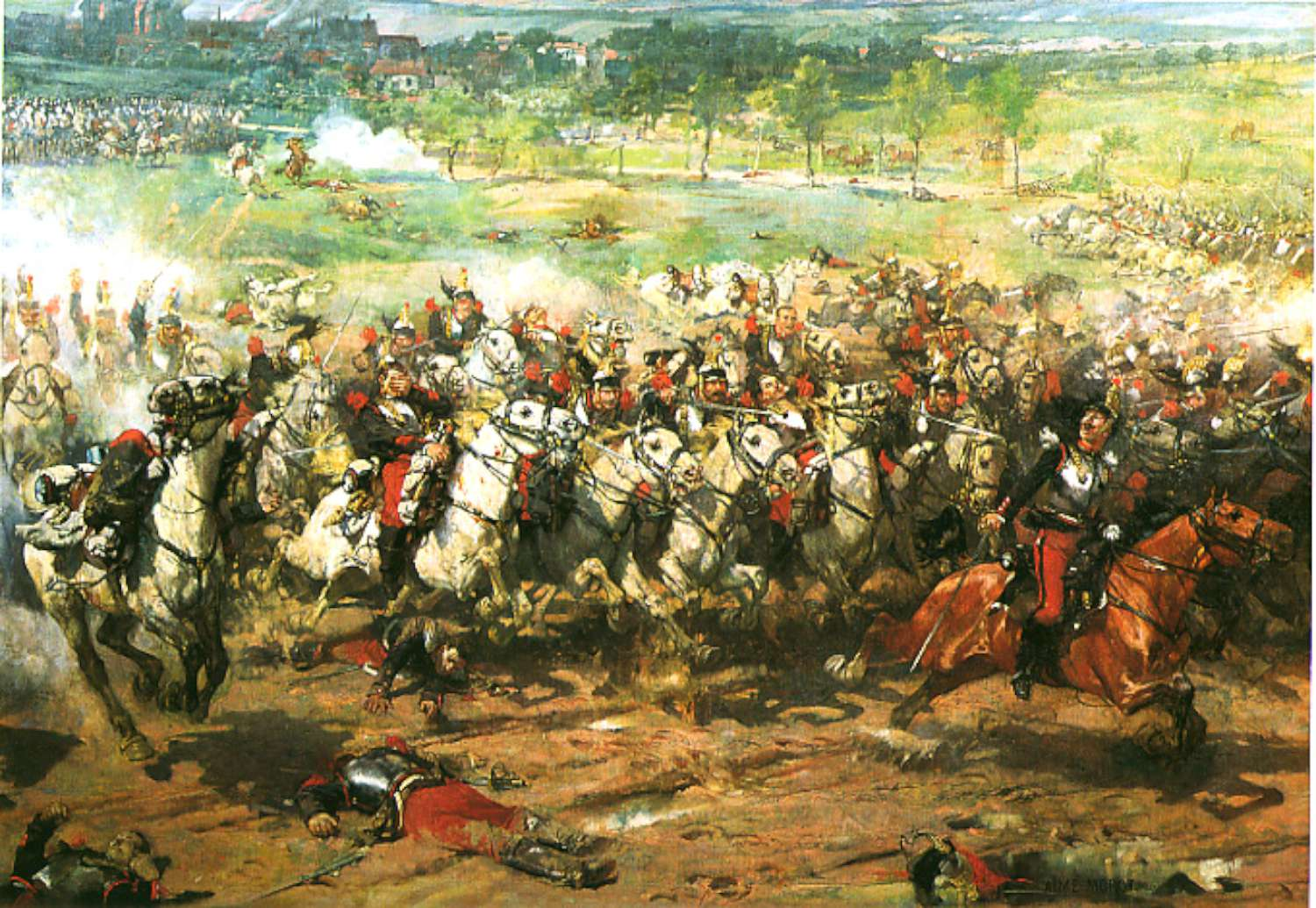
Aimé Morot, carica di cavalleria francese alla battaglia di Wœrth

Mentre si svolgeva la battaglia a Wœrth, a Spicheren infuriò un altro duro scontro (battaglia di Spicheren), che avrebbe costituito il modello per una serie di vittorie prussiane successive. Ignorando il piano di von Moltke, l'armata di Steinmetz (il quale compromise il progetto del comando supremo di affrontare in un'unica battaglia decisiva le forze francesi), poi supportata da Federico Carlo e dalla sua seconda armata, attaccò il 6 agosto il II corpo d'armata di Frossard, asserragliato tra Spicheren e Forbach. I francesi riuscirono a bloccare la prima armata tedesca per molte ore; alla fine, dopo aver respinto numerosi assalti, si ritirarono dalle zone antistanti Spicheren per poi ripiegare definitivamente verso sud. Le perdite tedesche furono relativamente alte, dovute alla mancanza di pianificazione e all'efficacia dei fucili Chassepot francesi, cui i tedeschi opposero un pesante fuoco di cannoni.
Dopo la prima settimana di scontri le forze francesi erano divise e il comando generale imperiale versava in un drammatico stato di confusione. Le vittorie degli iniziali sette giorni di guerra stavano irrimediabilmente aprendo le porte della Francia a un'invasione prussiana in grande stile. La sconfitta di Wœrth ebbe ripercussioni gravi sul morale francese. Fu predisposto l'annullamento della spedizione nel Baltico e ciò comportò lo spostamento delle truppe da sbarco sul fronte orientale; l'arruolamento dei coscritti fu aumentato. Il 9 agosto il capo del governo Ollivier si dimise e Charles Cousin-Montauban assommò, per disposizione dell'Imperatrice, gli incarichi di primo ministro e di ministro della Guerra. Inizialmente Napoleone III nominò Bazaine comandante di una nuova armata, denominata "di Metz". Allo stesso tempo sarebbe continuata a esistere l'armata del Reno, in cui sarebbero confluiti lo stesso Bazaine, MacMahon e il generale Canrobert, sotto il comando dell'Imperatore e del maresciallo Le Bœuf. Quando però questi, che rischiava di essere messo sotto accusa, venne rimosso l'11 agosto, e lo stesso accadde per il generale Barthélemy Lebrun, Napoleone III elevò al grado di "generalissimo" Bazaine, affidandogli pur con ritardo e dopo clamorosi insuccessi, la guida dell'intero esercito, anche se il maresciallo accettò l'incarico come pura formalità.

#### Indecisioni francesi riguardo all'abbandono di Metz

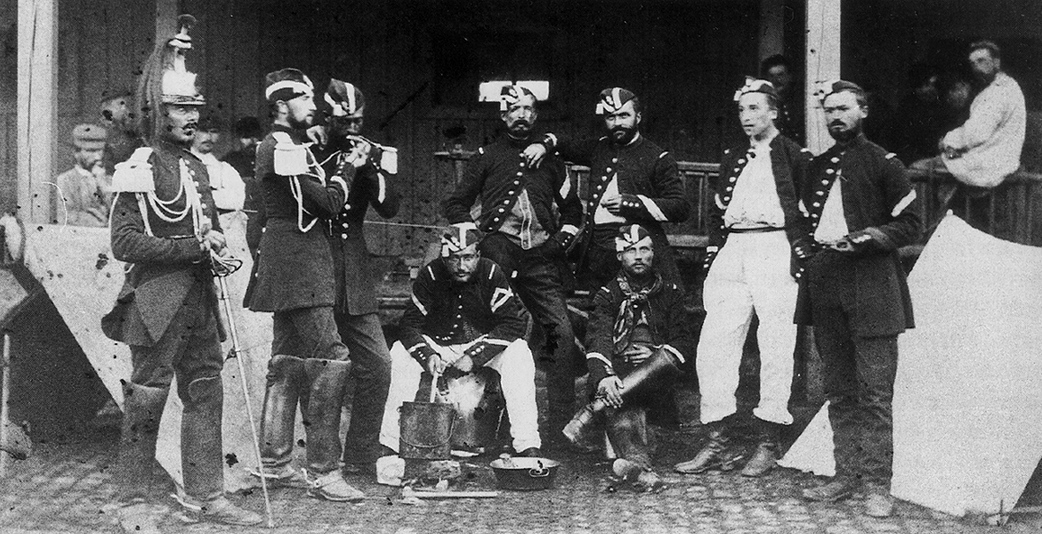
Gruppo di Cuirassiers della Guardia a Metz durante l'assedio di Metz

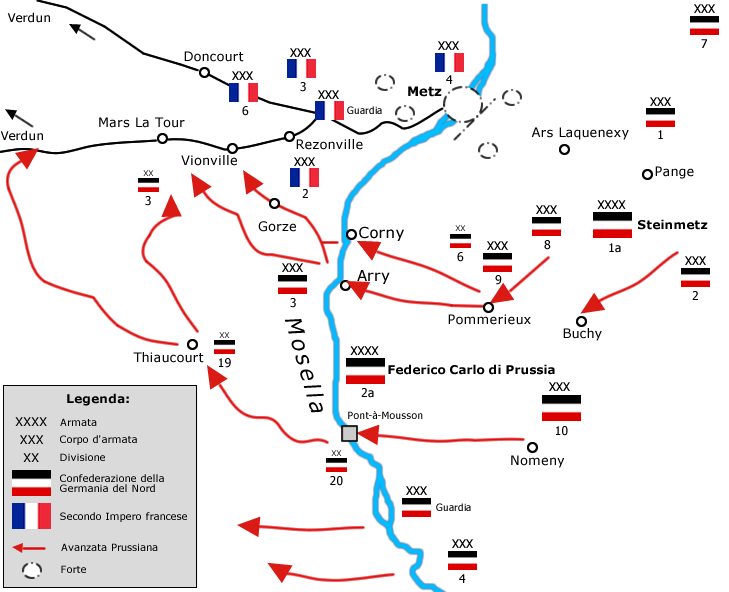
Situazione di Metz tra il 14 e il 15 agosto: si noti il progressivo accerchiamento delle forze francesi e lo sbarramento della strada per Verdun, che impedì l'arretramento su Châlons

Dopo Wœrth i vertici militari francesi e l'Imperatore furono divisi tra la possibilità di far ripiegare l'intero esercito su Châlons-en-Champagne (dove si sarebbe costituita l'armata di "Châlons"), evitando così che le forze potessero rimanere divise, ma abbandonando Metz, oppure quella di non operare alcun avvicinamento tra le armate, scegliendo di ritenere precipuo l'obiettivo di lottare intorno alla roccaforte lorenese. Ciò avrebbe decretato tuttavia l'irreversibile e dannosa divisione in due armate. Considerazioni strategiche consigliarono opportuno per Bazaine, partire da Langres, dove tutto l'esercito avrebbe potuto concentrarsi, e minacciare il fianco di un'avanzata tedesca a ovest (forse anche riuscendo a realizzare un attacco contro la terza armata, con il vantaggio di una schiacciante superiorità numerica). Ma quando Bazaine propose questo piano, Napoleone III si rifiutò di ascoltarlo. Alla fine, seguito il consiglio di Ollivier che il 7 agosto lo esortava a non ritirarsi su Châlons, Napoleone III scelse di puntare tutto su Metz.
Le incertezze francesi intorno all'abbandono di Metz e, in ultimo, la risoluzione definitiva di mantenere le posizioni di Bazaine presso la fortezza, stavano per decidere l'esito della guerra. Moltke infatti era vicino ad accerchiare completamente la città, mentre i francesi non fecero alcun tentativo per impedire che ciò si realizzasse, trascurando persino di distruggere i ponti chiave. Gli scontri nei giorni successivi impedirono a Bazaine di realizzare un'evasione dalla "tasca della Mosella". Quando ormai l'accerchiamento fu completo, il Maresciallo di Francia non ebbe altra scelta se non quella di tentare, senza successo, di rompere l'isolamento. Chiudendo la via di fuga a Bazaine, i prussiani avrebbero posto un primo decisivo tassello verso la vittoria finale su Napoleone III.
La situazione andava complicandosi, con il quartier generale francese indeciso se lanciare un contrattacco o interrompere la condizione di stasi a Metz, atteggiamento che era stato rimesso in discussione di fronte al pericolo realistico dell'annientamento di Bazaine, ma che era favorito dalla riluttanza generale ad abbandonare la base. Fu così che andò perduto tempo prezioso, finché non si rivelò troppo tardiva la decisione di avviare le manovre di evacuazione della fortezza. Il 13 l'ordine di Napoleone III di ripiegare su Verdun non fu ascoltato da Bazaine, il quale preferì difendersi e combattere a Borny il giorno successivo iniziando il ritiro per Châlons solo il 15 agosto. Le ultime unità francesi intorno a Borny attraversarono la riva sinistra della Mosella e il grosso dell'esercito iniziò un'ardua marcia allontanandosi da Metz. Raggiunto un hotel a Verdun a mezzogiorno del 16 agosto l'Imperatore si disse certo del fatto che Bazaine sarebbe arrivato l'indomani. Bazaine tuttavia "non sarebbe arrivato né il giorno successivo, né quello ancora dopo".

#### Battaglie di Mars-la-Tour e Gravelotte

Il maresciallo di Francia Bazaine, inviso a Napoleone, fu tra i protagonisti della guerra e personaggio discusso delle scelte strategiche francesi, soprattutto in occasione dell'assedio di Metz

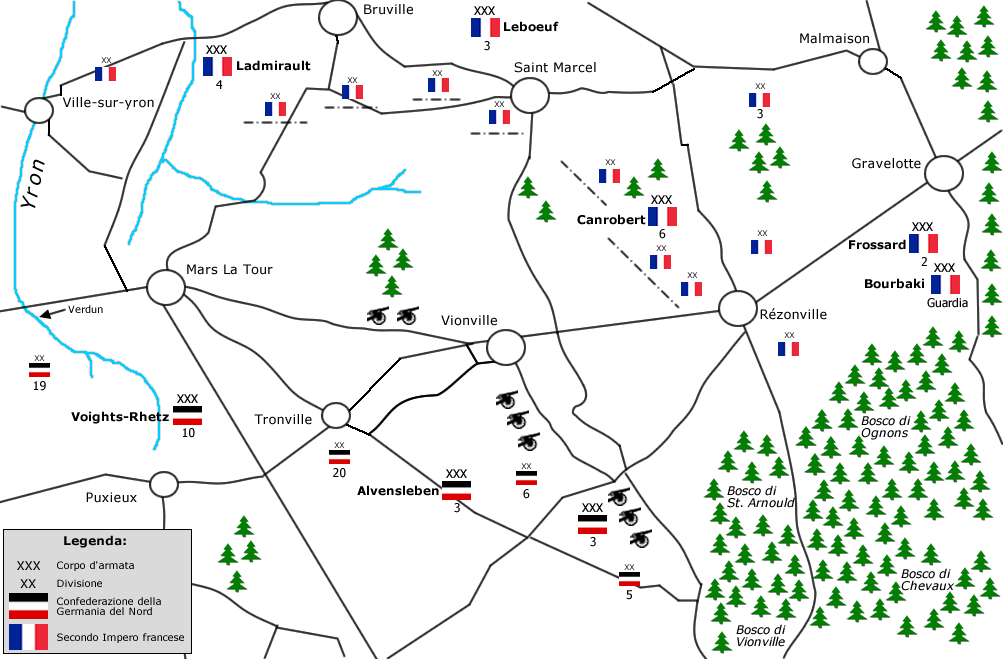
Mappa della battaglia di Mars-la-Tour

Il pomeriggio del 14 agosto a est della Mosella l'incontro tra l'avanguardia della prima armata prussiana di von der Goltz e le forze francesi sfociò nella battaglia di Borny-Colombey, reclamata da tutti e due gli eserciti come un successo, ma utile soprattutto ai prussiani per il fatto di aver rallentato la ritirata francese. Il 15 agosto von Moltke ordinò alla seconda armata prussiana di sbarrare ai francesi la strada per Verdun, posta lungo la direttrice per Châlons.
Una divisione di cavalleria prussiana e la sua artiglieria, cioè l'avanguardia del terzo corpo d'armata del tenente generale Constantin von Alvensleben, ingaggiarono una divisione francese del terzo corpo d'armata accampata presso Vionville alla mattina del 16 agosto (battaglia di Mars-la-Tour), dopo che Bazaine aveva ordinato di rimandare la marcia per Verdun al pomeriggio dello stesso giorno. Bazaine con la strada per Verdun ormai bloccata, temette di poter essere tagliato fuori da Metz. Il timore di tale eventualità fu tanto forte da spingerlo ad autocondannarsi a una battaglia di contenimento e a non prendere alcuna iniziativa.
Verso mezzogiorno, 30 000 prussiani con alle spalle Parigi attaccarono 135 000 francesi con alle spalle la frontiera. Bazaine avrebbe potuto aggirare i prussiani a sud-ovest ma non ne fu capace. Spinti dalla forza della disperazione, i prussiani lanciarono ripetuti attacchi tra Vionville e Rezonville, nel centro dello schieramento ostile. Nel primo pomeriggio una carica di corazzieri, dragoni e ulani della 12ª brigata comandata dal maggior generale Adalbert von Bredow, fu diretta sul campo di artiglieria francese del generale Canrobert. La "carica della morte", come venne ribattezzata, ebbe successo nel disorganizzare le artiglierie francesi, ma costò ai prussiani circa la metà degli effettivi. A sera la battaglia era conclusa; nonostante il successo tattico locale francese, la battaglia dal punto di vista strategico fu una vittoria tedesca; i prussiani avevano infatti mantenuto le loro posizioni che intercettavano le linee di comunicazioni delle forze del maresciallo Bazaine con Parigi e con l'altra armata al comando del maresciallo MacMahon.

Mappa animata della fase dello schieramento e dello scontro della battaglia di Gravelotte

Il 18 agosto l'armata francese di Bazaine con quartier generale a Plappeville, separata dal resto dell'esercito al comando di Mac-Mahon, era schierata tra i villaggi di Saint-Privat e Sainte-Ruffine prima dei forti di San Quintino e Plappeville. Le forze di Bazaine combatterono nella speranza di poter rompere l'accerchiamento, ma ancora una volta i vertici militari francesi commisero gravi errori.
La battaglia di Gravelotte cominciò verso mezzodì con l'esplosione dei primi colpi d'artiglieria. I primi attacchi dei prussiani al centro e sul fianco sinistro, disorganizzati e frammentari, fallirono clamorosamente. Nel corso del pomeriggio, i sassoni e soprattutto la Guardia prussiana, mossero attacchi frontali allo scoperto contro le solide posizioni di Saint-Privat sul fianco destro francese, tenute dal generale François Canrobert, subendo però l'efficacia del fuoco degli Chassepot. L'assalto venne sanguinosamente respinto e la Guardia prussiana subì perdite altissime ma le difese francesi, non rafforzate da Bazaine, vennero investite e lentamente scompaginate dall'artiglieria prussiana forte di 200 cannoni.
Saint-Privat venne infine conquistata nella serata da un ultimo assalto della Guardia prussiana del principe di Württemberg, mentre un'abile manovra aggirante sul fianco destro francese del corpo d'armata sassone minacciò l'intero schieramento del maresciallo Bazaine. I francesi non furono in grado di lanciare un contrattacco: il generale Charles Denis Bourbaki, comandante della Guardia imperiale, considerando la situazione ormai compromessa e non volendo coinvolgere le sue truppe scelte nella disfatta, si rifiutò di mettere in campo i suoi veterani. Alla sera i combattimenti cessarono e il giorno dopo Bazaine (la cui condotta fu da molti ritenuta irresponsabile per la deludente vaghezza dei piani e per l'approssimazione nell'organizzazione) si ritirò nei forti a difesa di Metz, consentendo ai prussiani di completare l'accerchiamento della piazzaforte.

### Seconda fase della guerra

#### L'impero verso ladébâcle

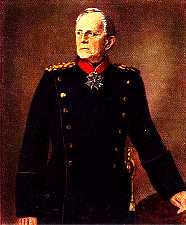
Il comandante supremo dell'esercito prussiano Helmuth Karl Bernhard von Moltke, tra gli artefici della vittoria finale prussiana

La battaglia di Gravelotte si concluse quindi con una grande vittoria strategica prussiana, nonostante le difficoltà, gli errori tattici e le dure perdite causate dal micidiale fuoco dei fucili francesi. Lo scontro rappresentò un punto decisivo di tutta la campagna, segnando il destino dell'armata del maresciallo Bazaine, costituita dalle truppe migliori dell'esercito francese, che ripiegò all'interno della cintura difensiva della capitale lorenese. Von Moltke incaricò delle operazioni di assedio il principe Federico Carlo di Prussia, il quale, al comando di parte della seconda e della prima armata, circondò la fortezza all'interno di un perimetro di 50 km. Il comandante supremo prussiano costituì quindi una quarta armata di 120 000 uomini, costituita da parte della seconda armata. Essa, che includeva il XII corpo sassone, il IV corpo e la Guardia prussiana, venne denominata "armata della Mosa" (Maasarmee) e fu posta al comando del principe Alberto di Sassonia, col proposito di manovrare in collegamento con la terza armata del Principe di Prussia e marciare in direzione delle forze francesi in riorganizzazione sulla Marna, mentre i restanti corpi della seconda armata sarebbero rimasti a Metz a dare man forte alle truppe assedianti. La capitolazione di Bazaine giungerà il 27 ottobre 1870.
A Châlons, intanto, Mac-Mahon raggruppò freneticamente la nuova armata "di Châlons" riuscendo a inquadrare 120 000 uomini e 500 cannoni e mitragliatrici.

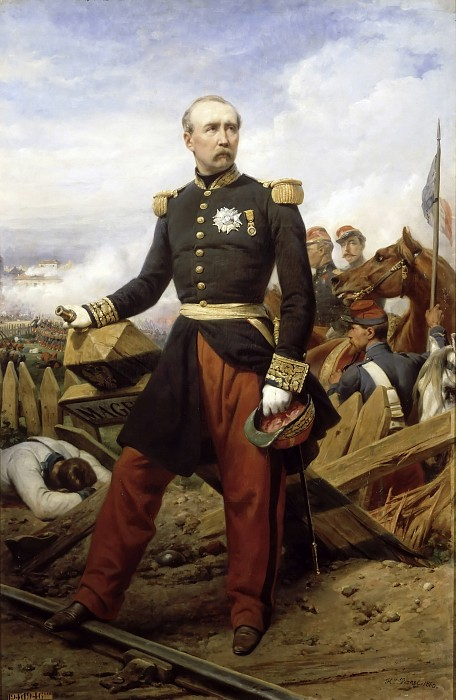
Patrice de Mac-Mahon fu il presidente della terza Repubblica francese dal 1873 al 1879. Guidò l'esercito francese nella guerra contro la Prussia

La strategia francese, dopo l'accerchiamento di Metz, prevedeva inizialmente il ripiegamento a ridosso di Parigi delle forze raccolte a Châlons. All'eventualità di un arretramento su Parigi, tuttavia, si opposero l'imperatrice Eugenia de Montijo e il capo del governo generale Cousin-Montauban, alla guida dell'esecutivo dal 10 agosto, timorosi per le conseguenze negative che avrebbe potuto provocare sull'opinione pubblica un movimento di truppe che avrebbe segnalato un andamento oltremodo sfavorevole del conflitto e, quindi, favorito tentativi rivoluzionari. L'unico modo per salvare il secondo Impero francese apparve, agli occhi della famiglia reale, del governo e della stessa opinione pubblica, affidare a Mac-Mahon la liberazione della piazzaforte di Metz. Essendo stato incaricato il generale Louis-Jules Trochu della difesa della capitale, Mac-Mahon già il 21 agosto collocò il proprio malconcio esercito a Reims, da dove teoricamente era possibile sia realizzare un'avanzata verso la Mosella sia eventualmente ripiegare sulla capitale.
Due giorni dopo Mac-Mahon venne a conoscenza del progetto di una sortita, comunicata da un dispaccio di Bazaine del 19 agosto; nella stessa comunicazione si comandava a Mac-Mahon di raggiungere Montmédy, città a nord-ovest della fortezza, vicina ai confini del Belgio. Partito il giorno stesso, il maresciallo procedette ancora in direzione di Montmédy il 26, ostacolato da copiose precipitazioni e dalle manovre della cavalleria prussiana. All'insaputa dell'altro maresciallo, Bazaine tentò due attacchi in pochi giorni per liberare Metz: il primo il 27 agosto fu annullato; l'altro, iniziato il 31 dello stesso mese, si prolungò fino al giorno successivo. L'attacco assunse le dimensioni di una vera battaglia (battaglia di Noisseville), che costò 3 500 vittime ai francesi e 2 500 ai prussiani. Mac-Mahon frattanto non ricevette notizie da Bazaine e il 27 agosto inviò al maresciallo e al primo ministro Montauban messaggi che li mettevano al corrente del fatto che, qualora non si fossero stabiliti contatti con l'armata assediata, egli avrebbe proceduto a ritirare l'esercito di Châlons verso Mézières. La risposta del conte Palikao pose Mac-Mahon di fronte a un aut aut che non lasciava nessun'alternativa al prosieguo della marcia:
(Messaggio inviato da Charles Cousin-Montauban a Mac-Mahon all'1:00 del 28 agosto)
Von Moltke approfittò dei confusi movimenti francesi per organizzare una manovra a tenaglia. Il XII corpo sassone, intanto, bloccò irrimediabilmente la strada per Montmédy occupando i ponti lungo la Mosa a Stenay e a Dun-sur-Meuse. Il 30 agosto i francesi del V corpo, attardati a ovest della Mosa, incontrarono ingenti forze prussiane, appartenenti al IV corpo e ai corpi bavaresi, a Beaumont e nel combattimento che ne seguì (battaglia di Beaumont) subirono una pesante sconfitta. Ormai impossibilitato a ricongiungersi a Bazaine e con poche possibilità di raggiungere Parigi passando per Mézières, Mac-Mahon ordinò la ritirata generale delle sue truppe e ripiegò su Sedan. Con il Principe di Sassonia sul lato destro della Mosa e il Principe di Prussia sul sinistro, Mac-Mahon era ormai in grave difficoltà e rischiava di essere accerchiato.
Per circondare definitivamente il nemico e combattere finalmente una grande "battaglia di annientamento" (Kesselschlacht o Zirkelschlacht nella terminologia dell'esercito prussiano) von Moltke ordinò subito al XII, al IV corpo e alla Guardia prussiana della Maasarmee, in marcia a est della Mosa, di sbarrare alle forze di Mac-Mahon la via di Montmédy e di impedire di sconfinare eventualmente in Belgio. La terza armata, invece, in avanzata a ovest del fiume, avrebbe aggirato da nord Sedan, partendo dalla sponda meridionale della Mosa, spingendo il proprio fianco sinistro sulla riva destra del fiume (attraversandolo a Donchery); l'ala sinistra avrebbe quindi proseguito in direzione est per cercare di ricongiungersi con le forze tedesche della Maasarmee e impedire qualsiasi possibilità di ritirata ai francesi verso Parigi o Mézières. Infine, i due corpi bavaresi avrebbero occupato la riva occidentale del fiume a ovest di Sedan e avrebbero, con la loro ala destra, attraversato a loro volta il fiume a Bazeilles per minacciare anche da sud il nemico. Von Moltke al suo arrivo presso il Comando supremo, dopo aver osservato la situazione strategica, poté affermare con ragione di aver cacciato gli avversari "in una trappola per topi".

#### Battaglia di Sedan
(Alan John Percival Taylor, L'Europa delle Grandi Potenze, Bari, Laterza, 1977, p. 299)
L'efficace e rapida reazione di von Moltke alle manovre dei francesi precluse a questi ultimi qualsiasi possibilità immediata di arretramento che consentisse di sfuggire alla tenaglia tedesca che il 1º settembre, attraverso il congiungimento della terza e della quarta armata, si strinse attorno al piccolo centro di Sedan. A Mac-Mahon, attanagliato nel piccolo centro, saranno rivolte accuse per il fatto di non aver voluto o saputo tirar fuori dall'imbottigliamento di Sedan le proprie truppe, forse obbedendo alle direttive del conte Palikao che gli imponevano di continuare a battersi offensivamente per trovare il corridoio utile a convergere con l'armata di Bazaine. Numeri, potenza di fuoco e morale erano tutti dalla parte prussiana. I due eserciti prussiani, per un totale di 224 000 soldati, si trovarono di fronte un esercito disorganizzato, esausto e demoralizzato composto dalla metà delle loro forze.
La decisione di Mac-Mahon di collocare i corpi francesi in un triangolo difensivo completamente scoperto intorno a Sedan fece sì che le truppe fossero lasciate alla mercé dell'artiglieria prussiana. Tale scenario fu evidente agli occhi degli stessi tedeschi: il principe Leopoldo di Baviera osservò che "ogni tentativo francese di montare una batteria, una mitragliatrice o di realizzare un contrattacco è stato immediatamente vanificato dalla nostra artiglieria". Il generale francese Wimpffen si mostrò "inorridito" dall'intensità del fuoco prussiano.

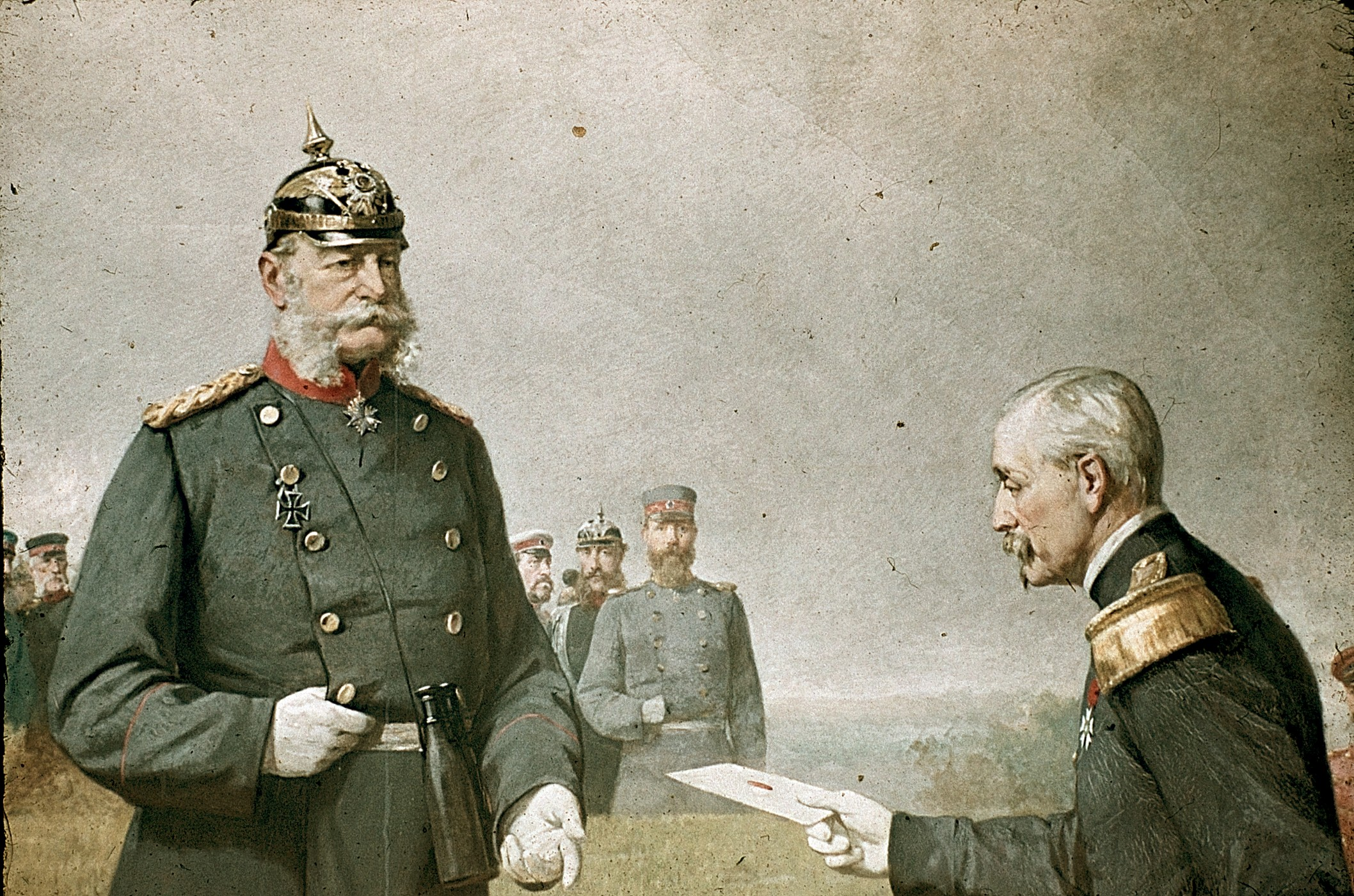
Il generale Reille consegna a Guglielmo I la lettera di resa di Napoleone III

Mac-Mahon al primo mattino del 1º settembre, ferito a una gamba dal fuoco d'artiglieria, dovette cedere il comando prima al generale Auguste Ducrot (favorevole a iniziare immediatamente una celere ritirata verso nord in direzione di Mézières), poi al generale Wimpffen (al contrario, risolutamente deciso a passare all'offensiva a sud per marciare verso Carignan) appena giunto da Parigi essendo stato richiamato dall'Algeria a sostituire il comandante del V corpo Failly. Mentre si svolgevano gli aspri combattimenti di Bazeilles, le altre colonne tedesche proseguirono la loro marcia per completare l'accerchiamento delle forze francesi, respinte a Givonne e scacciate da Fleigneux e Illy. Il generale Wimpffen, che portava con sé istruzioni da parte del capo del governo, il conte Palikao, non riuscì a realizzare lo sperato contrattacco verso sud; Bazeilles finì per essere conquistata dai bavaresi e i tentativi francesi di riconquistare l'abitato fallirono. Infine, nel primo pomeriggio, i francesi furono completamente circondati, dopo il ricongiungimento sulla posizione strategica del Calvaire d'Illy (a nord-ovest di Sedan) della Guardia prussiana, proveniente da est, e del V corpo prussiano, in avanzata da nord-ovest. Le truppe francesi, decimate e demoralizzate, abbandonarono le ultime posizioni e rifluirono in rotta dentro le mura di Sedan.
Assistettero alla battaglia, da un'altura presso il villaggio di Frénois, re Guglielmo, Bismarck, Moltke e il ministro della guerra Roon, accompagnati dal seguito di dignitari e funzionari. L'imperatore francese, invece, già provato da una calcolosi che gli procurava grosse sofferenze, si mosse da un'unità all'altra cercando apparentemente la morte. Verso la fine della battaglia, l'Imperatore fece sventolare la bandiera bianca e un suo aiutante di campo consegnò una lettera indirizzata a re Guglielmo nella quale affermava:
Dopo la risposta dettata da Bismarck in cui veniva accettata la resa, si consegnò nelle mani dei prussiani insieme con il resto dell'esercito (oltre 100 000 uomini, comprese alcune migliaia di feriti, e circa 500 cannoni). Dopo aver avuto un breve incontro con Bismarck a Donchery, Napoleone III firmò la capitolazione nella tarda mattinata del 2 settembre.

## Resistenza repubblicana

### La caduta dell'impero e la nascita della repubblica
(Denis William Brogan, La nazione francese da Napoleone a Pétain, Milano, Il Saggiatore, 1963, p. 186)

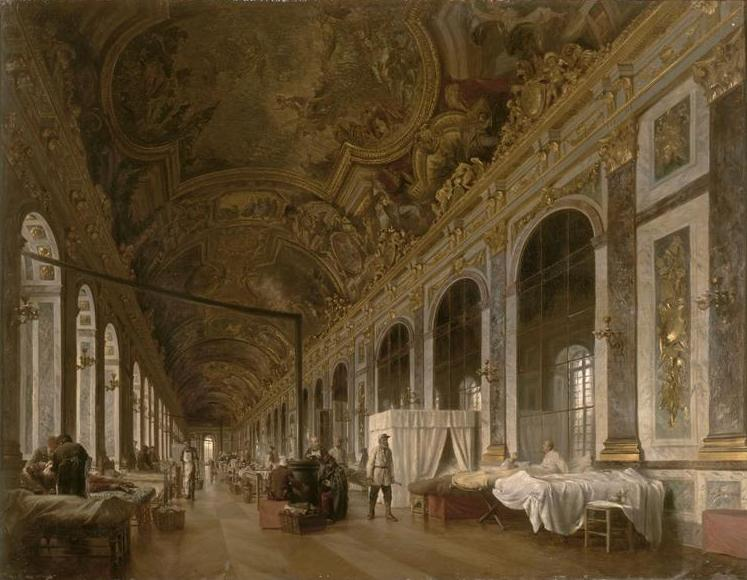
La galleria degli Specchi del Palazzo di Versailles trasformata in ospedale militare, opera di Victor Bachereau-Reverchon

La notizia della resa di Mac-Mahon e dell'Imperatore giunse a Parigi il 3 settembre; la città nel pomeriggio piombò nel caos. La folla inferocita e indignata iniziò a saccheggiare i negozi, a distruggere i simboli napoleonici sparsi nella città e a minacciare l'occupazione degli edifici governativi.
Il 4 settembre Jules Favre propose la detronizzazione della dinastia, la creazione di un governo provvisorio e suggerì come governatore militare il generale Louis-Jules Trochu. Lo stesso giorno la Francia divenne una repubblica e l'imperatrice Eugenia si apprestò a lasciare la città per sfuggire ai pessimi umori della popolazione, che già cominciava a gridare "abbasso la spagnola". A Place de la Concorde la gente iniziò a urlare "morte ai Bonaparte" e "lunga vita alla nazione". Il governo provvisorio che sorse dalle ceneri dell'Impero assunse i caratteri di un "governo di difesa nazionale" e fu composto da Léon Gambetta, che divenne ministro degli interni, da Jules Favre a capo del ministero degli esteri, Ernest Picard come ministro delle finanze, mentre Adolphe Le Flô e Martin Fourichon divennero rispettivamente ministri della guerra e della marina. L'esecutivo post-napoleonico si divise subito in due fazioni, una moderata che chiedeva di arrivare a un compromesso di pace con i prussiani e una radicale che sostenne invece la guerre à outrance (guerra a oltranza).
Dopo il fallimento dei tentativi di giungere a un armistizio che potesse evitare il prosieguo del conflitto, le forze armate tedesche procedettero alle operazioni di conquista della capitale, simbolo della resistenza francese, racchiusa in 16 forti difesi da una divisione di marinai, da 100 000 uomini della Garde nationale mobile, da 350 000 uomini della guardia nazionale e da volontari. Von Moltke assieme alla terza e alla quarta armata prese la strada di Parigi dando avvio all'ultima e fatidica tappa nella marcia verso l'annichilimento del nemico.
Una parte del governo di difesa nazionale fu spostato a Tours (Leon Gambetta raggiunse la città in mongolfiera), mentre i principali membri del governo tra cui Trochu rimasero a Parigi. Gambetta il 12 ottobre annunciò da Tours la mobilitazione della guardia nazionale e due giorni dopo la creazione di un'"Armata ausiliaria", formata da Garde nationale mobile, guardia nazionale e franchi tiratori, da affiancare all'esercito regolare. Il 2 novembre un editto richiamò alle armi tutti gli uomini in salute tra i 21 e i 40 anni. Nel contempo, si accese la macchina della resistenza francese e si aprì la fase della riorganizzazione dell'esercito annientato nello scontro distruttivo di pochi giorni prima.

### Assedio di Parigi
Il 19 settembre Parigi venne tagliata fuori dal resto del paese. Le possibilità di vittoria francesi apparvero ridotte a causa delle forze esigue e della vulnerabilità delle fortificazioni, risalenti al 1842, rispetto alle potenti artiglierie nemiche. Le forze francesi rimaste chiuse a Strasburgo, intanto, subirono un assedio di due mesi, dal 9 agosto fino alla loro resa il 28 settembre. Stessa sorte toccò a Metz, che cadde il 27 ottobre e a Verdun, il cui assedio si protrasse fino all'8 novembre. Orléans cadde il 10 ottobre nelle mani delle truppe del generale Ludwig von der Tann (in seguito verrà ripresa dai francesi e infine riconquistata definitivamente dai prussiani il 5 dicembre).

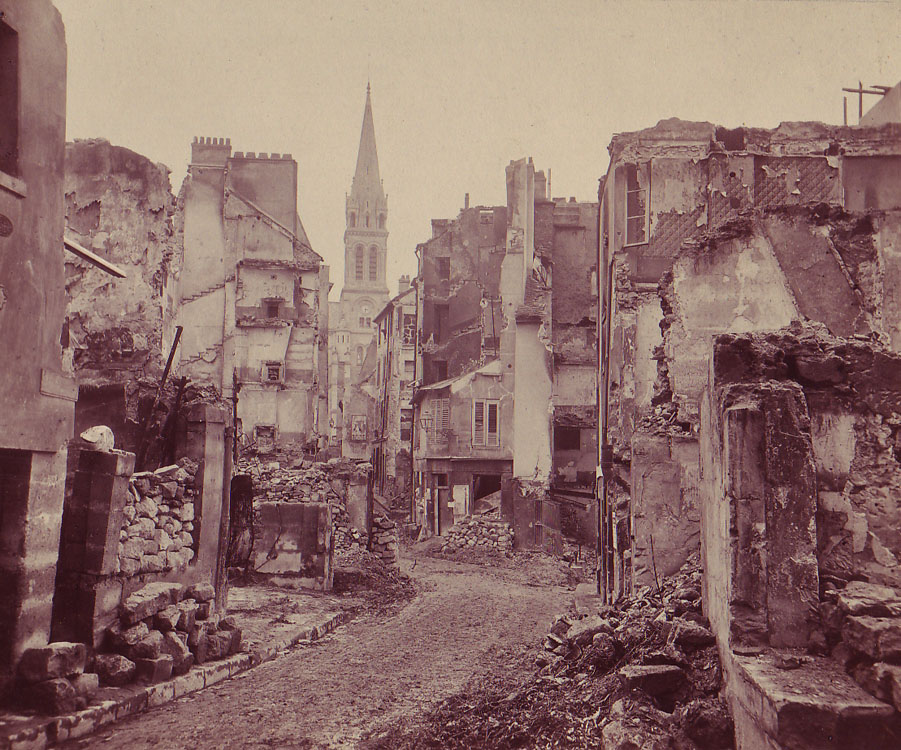
Foto di Adolphe Braun che mostra Rue de l'Église dopo i bombardamenti prussiani

Uno dei più importanti tentativi di rompere l'assedio della capitale francese fu lanciato dal generale Ducrot il 28 novembre con un'armata di 80 000 uomini, ma dovette concludersi il 3 dicembre con la ritirata dei francesi attraverso la Marna e la perdita di 12 000 soldati. Dai primi di gennaio fino alla firma dell'armistizio, i prussiani tentarono l'attacco finale alla città. Quando finalmente l'artiglieria necessaria a iniziare i bombardamenti fu pronta, il 27 e il 28 dicembre iniziarono a essere colpiti i forti intorno alla cinta di mura. I colpi di cannone raggiunsero i quartieri centrali della capitale, colpendo anche zone come i Giardini del Lussemburgo e il Pantheon. Il 4 gennaio 25 civili, tra feriti e morti, vennero colpiti dai proietti lanciati dalle micidiali armi da fuoco pesanti dei tedeschi. A metà gennaio Trochu registrò 189 cittadini morti sotto i colpi dell'artiglieria e in tre settimane erano andati distrutti numerosi edifici tra cui scuole, prigioni, chiese e ospedali. Accanto al pericolo delle esplosioni e della distruzione degli edifici, i cittadini di Parigi dovettero patire le altre conseguenze dell'assedio, come il freddo e la fame che mieterono molte vittime (si arrivò anche a uccidere gli animali dello zoo per ricavarne del cibo). Per queste cause morirono, durante il solo mese di gennaio, il più duro di tutto l'assedio, tra i 3 000 e i 4 000 parigini.

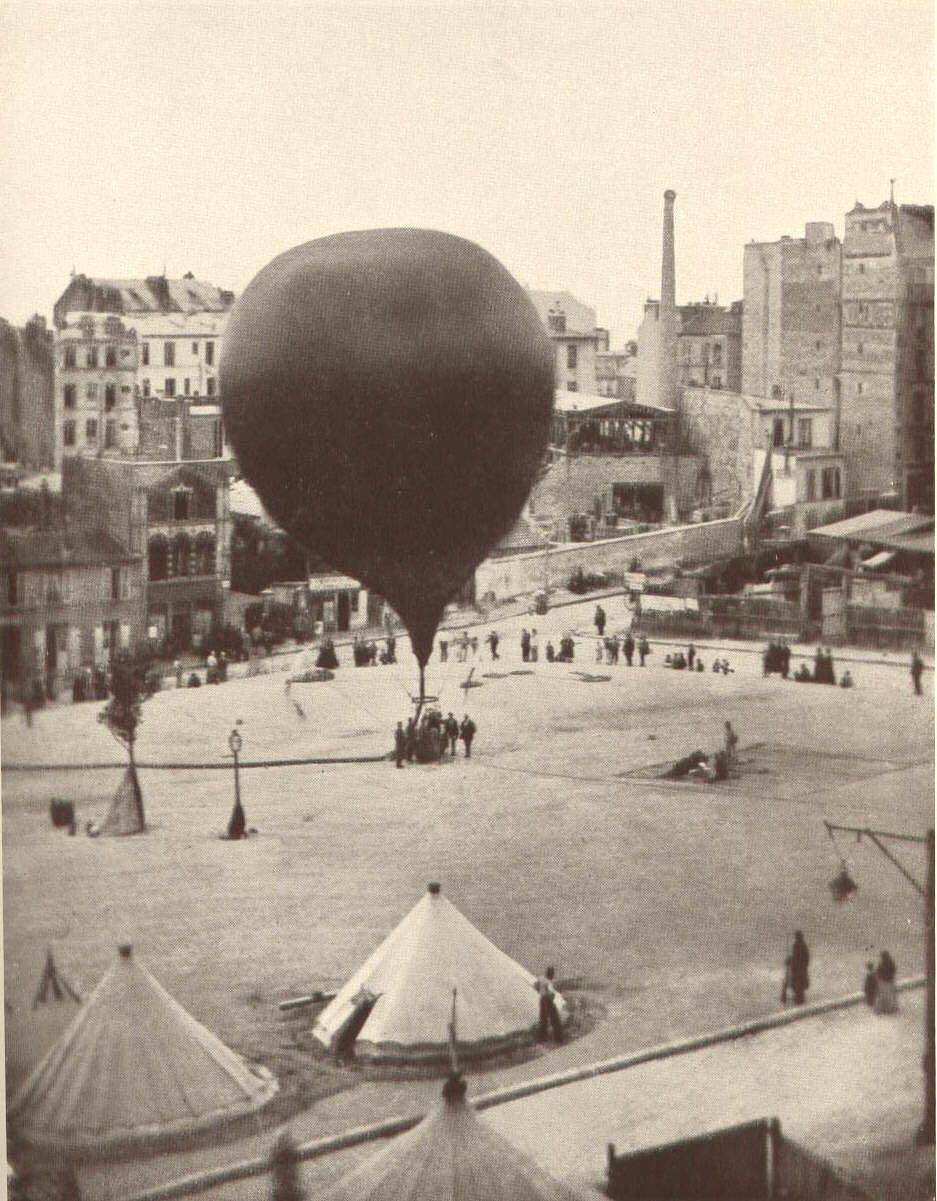
Neptune il 23 settembre 1870, la mongolfiera usata per trasportare la posta durante l'assedio di Parigi.

Il 19 gennaio gli assediati lanciarono un'ultima e disperata offensiva in direzione di Versailles (battaglia di Buzenval), ma l'attaccò fallì. Verso la fine dell'assedio Louis-Jules Trochu fu sostituito dal generale Joseph Vinoy come governatore militare. A mezzanotte del 27 gennaio, dopo che Jules Favre ebbe accettato i termini di resa di Bismarck, entrò in vigore l'armistizio che stabilì la fine della guerra e impose un immediato cessate il fuoco a partire dal 28 gennaio, poi esteso al resto della Francia tre giorni dopo. Favre ottenne la rassicurazione da Bismarck che gli ultimi colpi di cannone dell'assedio sarebbero stati esplosi dai cannoni francesi e che nessun prussiano sarebbe entrato a Parigi durante i giorni dell'armistizio.

### Le campagne nella valle della Loira, nel nord e nell'est della Francia
Le battaglie che si combatterono nella valle della Loira, a est e a nord del paese, durante l'autunno e nel rigido avvio d'inverno, furono molto diverse da quelle di agosto. Le condizioni climatiche furono più dure e le truppe furono costrette a combattere contro il freddo e il fango, nei boschi e con il pericolo continuo di incappare in bande di franchi tiratori. Mentre otto corpi d'armata (il IV, il V, il IX, il I e II bavarese, il VI, il XII sassone e la Guardia prussiana) stringevano in una morsa la capitale, i tedeschi affrontarono sul campo le forze repubblicane organizzate in tre armate, della Loira, del Nord (ambedue operanti, a dispetto del nome, sia a nord sia a sud della capitale) e dell'Est (o dei Vosgi, che entrò in azione solo a metà gennaio), che tentavano di sferrare attacchi sull'anello di accerchiamento di Parigi in concomitanza con le sortite della guarnigione assediata.

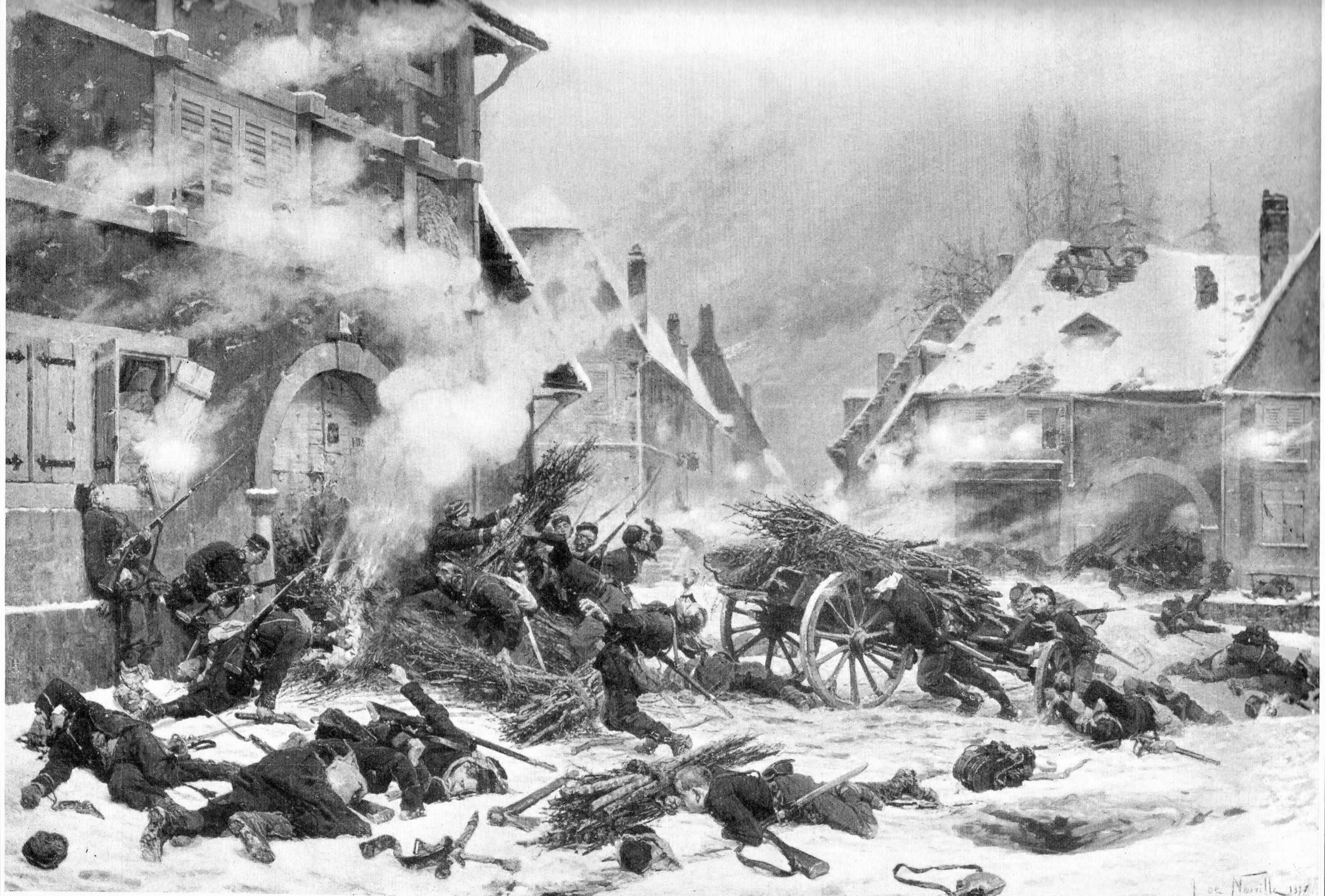
Battaglia di Villersexel, in un'opera di Alphonse-Marie-Adolphe de Neuville

Le prime due armate tentarono più volte lo sfondamento del blocco sulla capitale, ma senza risultati. Il 10 ottobre si svilupparono scontri tra le forze repubblicane francesi comandate da La Motte-Rouge e i tedeschi di Ludwig von der Tann nei pressi di Orléans (battaglia di Orléans). Dopo uno scontro il 18 ottobre a Châteaudun, i francesi di Louis d'Aurelle sconfissero un'armata bavarese guidata da von der Tann-Rathsamhausen a Coulmiers il 9 novembre liberando Orléans. La vittoria a Coulmiers fu la prima vittoria francese dal successo del 2 agosto a Saarbrücken. Dopo la resa di Metz, tuttavia, più di 100 000 soldati tedeschi addestrati ed esperti si erano uniti all'armata del Sud prussiana. Contro queste nuove forze, i francesi iniziarono a subire una serie di sconfitte, tra cui la più pesante registrata nella battaglia di Le Mans combattuta tra il 10 e il 12 gennaio, in cui l'armata della Loira guidata dal generale Alfred Chanzy fu battuta dalle più esigue forze del principe Federico Carlo, dopo essere stata bloccata e distrutta nella battaglia di Loigny, consentendo la conquista definitiva di Orléans da parte di Federico Carlo tra il 4 e il 5 dicembre.
Il 28 novembre Louis Aurelle attaccò Beaune-la-Rolande, ma fu sconfitto e una sortita delle forze di Parigi che sarebbe dovuta coincidere con la battaglia fu rimandata al 30 novembre. Tra l'8 e il 10 dicembre Chanzy in superiorità numerica, ma con un'armata prostrata e privata del supporto di Charles Bourbaki, fu sconfitto a Beaugency dalle truppe del granduca del Meclemburgo, rinforzate da quelle del principe Federico Carlo. Peraltro nel corso della campagna della Loira anche i prussiani subirono gli effetti di una guerra di logoramento: alcuni battaglioni tedeschi furono ridotti a 150 uomini e molte compagnie, che ad agosto contavano 250 uomini, erano scese a meno di cinquanta.

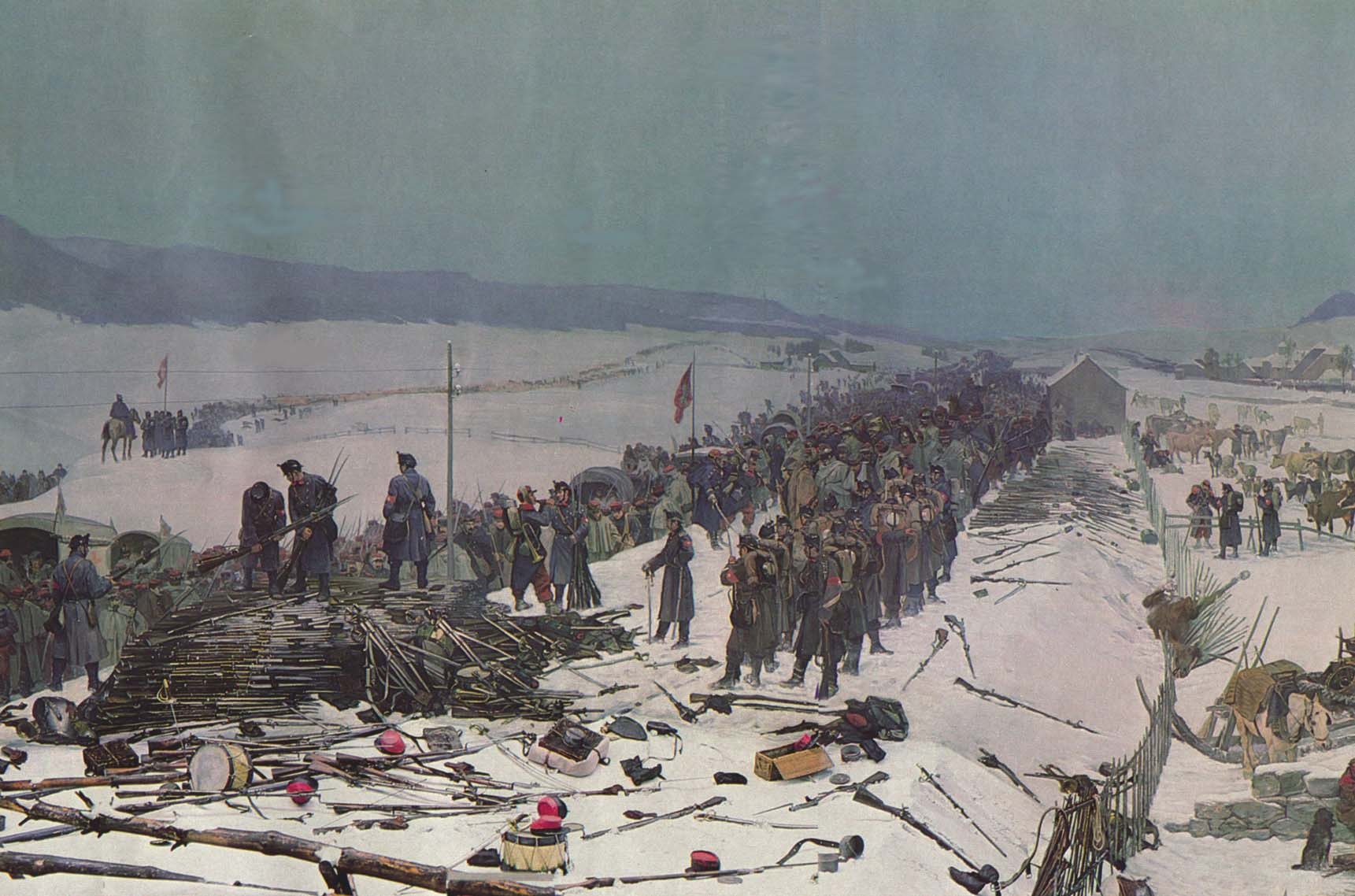
L'armata di Clinchant abbandona le armi prima di passare il confine svizzero

Anche l'armata del Nord non ottenne risultati brillanti. Sotto la guida del generale Louis Faidherbe, il 16 dicembre riportò una vittoria che costrinse i prussiani a lasciare Amiens (che era stata già conquistata da Edwin von Manteuffel il 27 novembre dopo la battaglia di Villers-Bretonneux). L'importante città venne però ripresa il 23 durante la battaglia dell'Hallue dallo stesso Manteuffel; i francesi dovettero ripiegare ad Arras. Una modesta vittoria fu ottenuta a Bapaume, ma subito dopo i francesi furono costretti a ritirarsi ancora una volta ad Arras. Giuseppe Garibaldi accorse a sostenere la neonata repubblica e registrò alcuni successi presso Digione (battaglia di Digione), ma le sue azioni non poterono influire positivamente sull'esito di un conflitto ormai già segnato. Nel frattempo Faidherbe venne battuto ancora nella battaglia di San Quintino il 19 gennaio nel tentativo di allentare il blocco nemico di Parigi: i tentativi francesi a nord erano definitivamente falliti.
L'ultima carta francese per poter impedire la caduta di Parigi fu l'ambizioso progetto di spostare il teatro delle operazioni a est. Una nuova armata francese, forte di 110 000 uomini, si sarebbe mossa per liberare l'assediata Belfort, mettere fine all'assedio di Langres, riconquistare Digione e premere verso nord al fine di tagliare le comunicazioni tedesche con la Germania e congiungersi, con una vasta manovra strategica, con le forze di Faidherbe ancora presenti nel settentrione. Tale impresa avrebbe avuto l'effetto di costringere l'esercito prussiano a indietreggiare e ad alleggerire la stretta attorno alla capitale. Il progetto di Gambetta fallì per l'inadeguatezza dell'armata dell'Est, che non operò in maniera efficace. Il 9 gennaio il generale Bourbaki, al comando di una forza di 150 000 uomini, riportò una discreta vittoria nella battaglia di Villersexel, ma venne presto sconfitto dal generale Werder nella battaglia della Lisaine (15 - 17 gennaio). Manteuffel, succeduto a Werder al comando del settore orientale, marciò subito in direzione di Bourbaki, il quale, onde evitare l'accerchiamento delle sue truppe, arretrò fino a Besançon, ma rischiò di rimanere isolato. Il generale francese tentò il suicidio sparandosi alla testa senza riuscire però a provocarsi la morte. Il generale Justin Clinchant, subentrato a Bourbaki su espressa disposizione di quest'ultimo, riuscì tuttavia a evitare la cattura dei suoi uomini riparando in Svizzera, le cui frontiere si aprirono per ospitare gli 85 000 soldati francesi in fuga.

## Operazioni navali
La Francia, prima potenza a dotarsi di navi a vapore corazzate, entrò in guerra con una flotta nettamente superiore a quella prussiana. La Prussia impostò la propria strategia su una difesa costiera con impiego di batterie d'artiglieria e mine navali. La Francia confidò nell'intervento al suo fianco della Danimarca e, inoltre, nella messa in atto di un'operazione anfibia sulla costa dello Schleswig. Nulla di questo avvenne, anche se una crociera di una divisione di corazzate francesi nel Baltico sortì l'effetto di immobilizzare ingenti forze di terra prussiane, allestite nell'eventualità di uno sbarco.

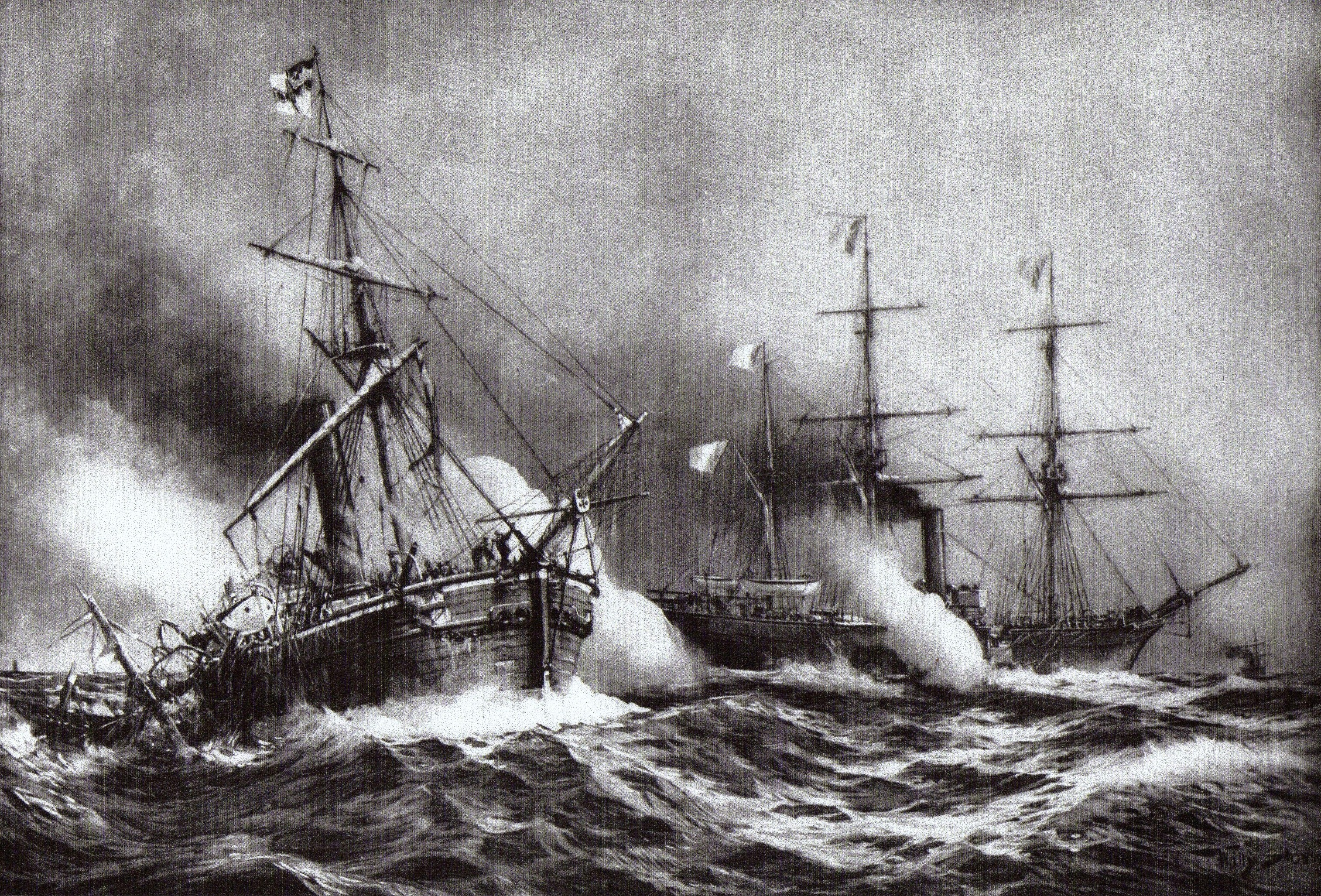
Il combattimento tra le navi Meteor e Bouvet

All'inizio della guerra, il governo francese ordinò il blocco delle coste della Germania del Nord, cui le deboli forze della Norddeutsche Bundesmarine avrebbero potuto difficilmente opporsi. Nonostante questo, il blocco fu un successo solo parziale a causa di sviste cruciali da parte dei responsabili di Parigi. I coscritti, che avrebbero dovuto essere mobilitati in caso di guerra, erano impiegati nel settore della pesca a Terranova o in Scozia. In breve tempo, inoltre, la Marine nationale iniziò a soffrire la carenza di carbone. Un blocco non riuscito di Wilhelmshaven e degli ordini contrastanti intorno all'opportunità o meno di procedere nel mar Baltico o di tornare in Francia resero gli sforzi francesi inefficaci.
Per alleviare la pressione dell'attacco tedesco atteso in Alsazia-Lorena, Napoleone III e l'alto comando francese progettarono all'inizio della guerra di lanciare un'invasione, guidata dal principe Girolamo Napoleone Bonaparte al comando di 29 000 uomini, attraverso il Mare del Nord tedesco. Si sperava che l'invasione non solo disimpegnasse truppe tedesche dal fronte, ma spingesse la Danimarca a intervenire nel conflitto. Tuttavia, i francesi scoprirono che la Prussia aveva di recente installato difese formidabili intorno ai maggiori porti del nord della Germania, comprese batterie di artiglieria costiera costituite da cannoni pesanti Krupp che avrebbero potuto colpire le navi francesi da una distanza di 3,7 km. La marina francese era carente di armi pesanti e per questo incapace di affrontare queste difese, mentre la particolare topografia della linee di costa prussiane rese l'invasione della Germania attraverso il Mare del Nord impraticabile. La flotta del Mediterraneo al comando dell'ammiraglio Fourichon, che avrebbe dovuto raggiungere il Mare del Nord nella seconda settimana di agosto per rallentare l'invasione prussiana, non effettuò la spedizione provocando evidenti conseguenze sul piano strategico, avendo consentito la mobilitazione indisturbata di von Moltke al confine.
I marinai della fanteria navale francese, incaricati dell'invasione della Germania settentrionale, furono successivamente inviati a rafforzare l'esercito di Châlons, che finirà prigioniero durante la battaglia di Sedan insieme a Napoleone III. La grave carenza di ufficiali in seguito alla cattura della maggior parte dell'esercito professionista durante l'assedio di Metz e la battaglia di Sedan, costrinse a richiamare ufficiali di marina, i quali furono prelevati dalle loro navi per assolvere a ruoli nell'esercito di terra. Le tempeste d'autunno del Mare del Nord impedirono il pattugliamento delle navi francesi e il blocco imposto all'inizio della guerra divenne sempre meno efficace. Nel settembre 1870, il blocco fu infine irrevocabilmente abbandonato per l'inverno e la marina francese si ritirò nei porti lungo il Canale della Manica, rimanendovi per il resto della guerra.
Scontri isolati ebbero luogo tra le navi francesi e tedesche in alcuni teatri, come in occasione del blocco da parte della francese Dupleix ai danni della tedesca Hertha a Nagasaki in Giappone e in occasione della battaglia tra la cannoniera Meteor prussiana e la francese Bouvet al largo di L'Avana nel novembre del 1870, risoltasi con un nulla di fatto per entrambi gli schieramenti.

## Conseguenze
La sconfitta francese, oltre a causare il dissolvimento dell'intero esercito imperiale, provocò uno sconvolgimento politico radicale nel paese. Il crollo dell'Impero di Napoleone III avviò la fase della terza Repubblica, che venne proclamata a Parigi il 4 settembre 1870.
L'armistizio, entrato in vigore il 28 gennaio, fu protratto fino al 19 febbraio 1871 al fine di consentire lo svolgimento delle elezioni per un nuovo governo che avrebbe dovuto accettare le clausole del trattato di pace. Adolphe Thiers venne eletto presidente della neonata terza Repubblica e il cartello monarchico-conservatore ottenne la maggioranza assoluta dei seggi dell'Assemblea Nazionale. Il 1º marzo il parlamento francese ratificò gli accordi preliminari della pace che venne firmata il 10 maggio (trattato di Francoforte) ponendo fine al conflitto.
Quando ancora Parigi era cinta d'assedio, i principi tedeschi incoronarono imperatore, nella galleria degli specchi della reggia di Versailles, sede del quartier generale tedesco, il sovrano di Prussia Guglielmo. Tale avvenimento e l'ampio consenso fra gli Stati permisero il conseguimento dell'unità nazionale delle genti germaniche riunite da quel momento in una nuova e vasta compagine statale, l'Impero tedesco (Deutsches Reich).
L'accordo capestro di Francoforte, molto duro sul piano delle condizioni risarcitorie, e la pretesa del nuovo parlamento di assegnarsi il diritto esclusivo di sovranità innescarono atteggiamenti di protesta in Francia e soprattutto negli abitanti della capitale francese. Il popolo parigino, indignato dai provvedimenti draconiani adottati dall'Assemblea (come le disposizioni di anticipo del pagamento delle cambiali e di abrogazione della moratoria sui canoni di affitto), fu scosso da un moto di indignazione e la guardia nazionale di Parigi (alla quale si imponeva la soppressione dello stipendio), formata da socialisti, anarchici e proudhoniani, si ribellò. La Comune di Parigi fu annunciata nell'Hôtel de Ville il 28 marzo con la promessa del ritorno agli spiriti rivoluzionari del 1792-1794.
Fallita la speranza in un allargamento della rivoluzione al resto del paese, la capitale dovette affrontare da sola l'attacco delle truppe regolari dell'esercito francese, costituite in gran parte dai soldati catturati a Metz e Sedan rilasciati dai prussiani, che arrivarono per schiacciare il movimento rivoluzionario e ripristinare l'ordine repubblicano. Il 28 maggio 1871, dopo una settimana di violenta e dura repressione all'interno di Parigi (passata alla storia come la settimana di sangue), le forze regolari francesi, al comando del maresciallo MacMahon, posero termine alla rivolta con fucilazioni in massa e deportazioni, lasciando una frattura insanabile in seno alla politica francese.
Infine, un altro evidente effetto della fine del Secondo Impero francese fu la presa di Roma nel settembre 1870: il re Vittorio Emanuele II e il governo italiano a Firenze, consci che senza il sostegno della monarchia francese il papato sarebbe stato sostanzialmente indifeso militarmente e diplomaticamente, inviarono subito le truppe comandate dal generale Cadorna (dopo un'attenta preparazione diplomatica nei giorni della proclamazione della repubblica francese) alla conquista della capitale pontificia, che fu alla fine penetrata il 20 settembre, appena due settimane dopo la fine del Secondo Impero.

## Lettura critica degli eventi

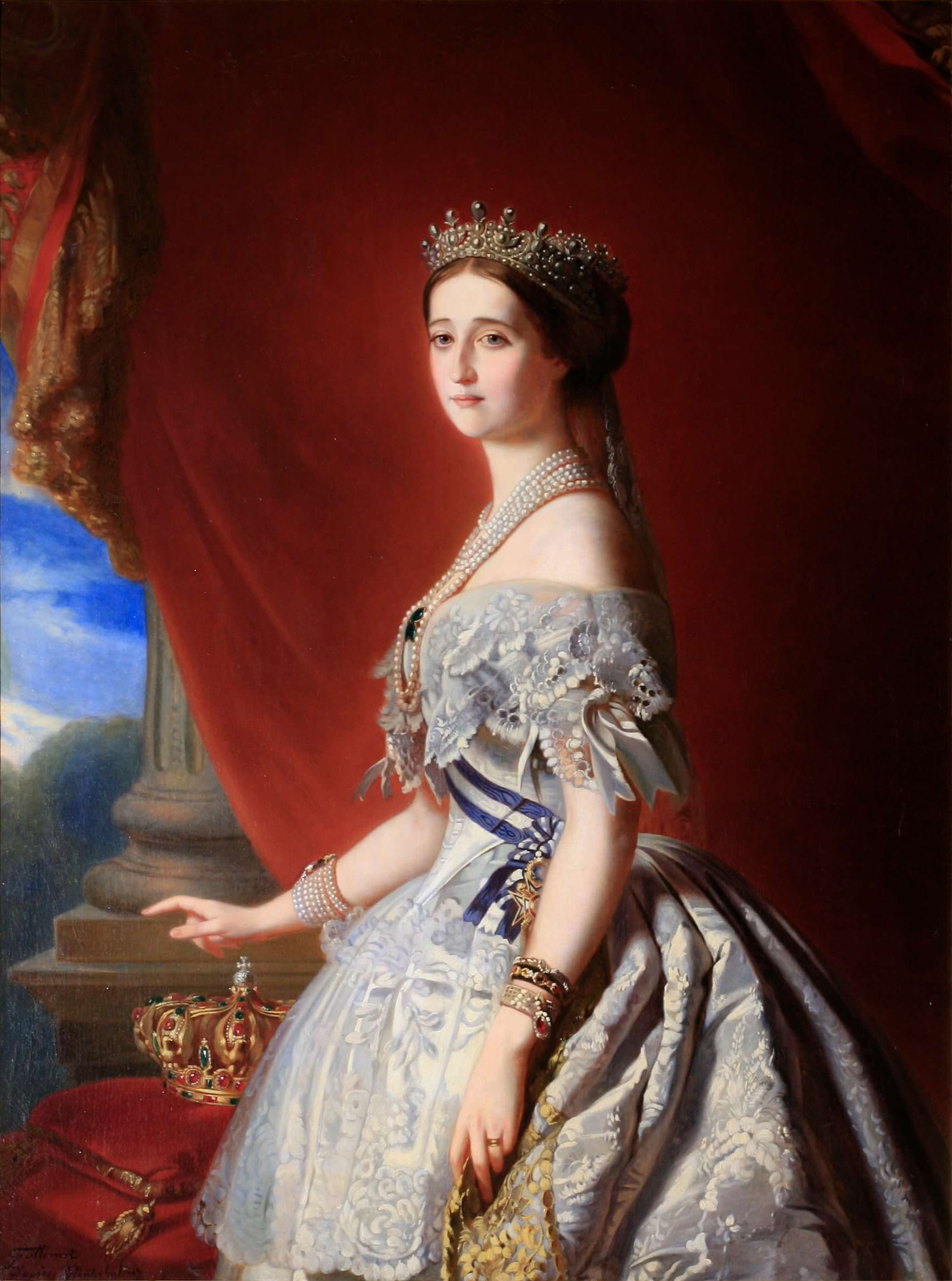
L'imperatrice Eugenia de Montijo, consorte di Napoleone III. Donna combattiva, attraverso la sua personalità seppe influenzare in più occasioni le scelte del marito. Non sopportò la resa di quest'ultimo a Sedan

Gli eventi della guerra possono essere suddivisi in tre periodi. La prima fase del conflitto, iniziata nel luglio del 1870, caratterizzata da una breve campagna che terminò a settembre, durante la quale furono combattute le battaglie più importanti e con la quale si giunse al crollo dell'impero di Napoleone III. La seconda fase terminò a gennaio dell'anno successivo, con la resa della capitale francese dopo mesi di combattimenti spesi, da parte della guarnigione parigina, in sortite e battaglie tese a rompere l'assedio attorno alla città. Da qui iniziò una fase che si protrasse al di fuori del termine delle ostilità, fino a che le due parti non poterono definire i termini della pace. Essa si sviluppò dallo scoppio della rivoluzione nei giorni successivi all'armistizio, entrato in vigore il 28 gennaio, fino alla sua repressione nel maggio del 1871.

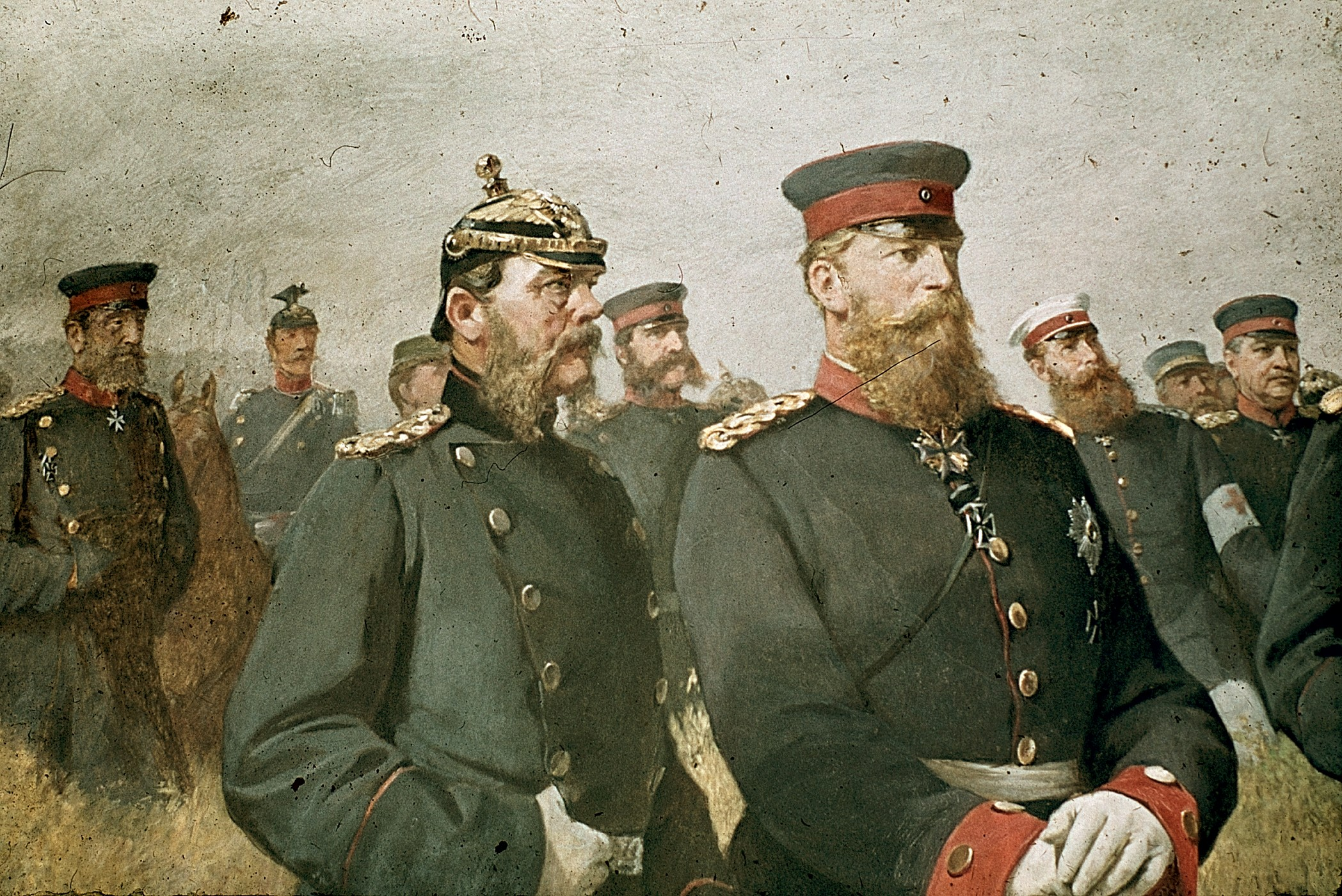
Alberto di Sassonia accanto al principe ereditario Federico, in occasione della battaglia di Sedan. Sul campo della resa di Napoleone III i vertici militari e politici prussiani assisterono all'annientamento dell'esercito francese e al dissolvimento dell'ultimo impero dei Bonaparte

Il conflitto fu ufficialmente aperto dalla dichiarazione di guerra pronunciata della Francia contro la Prussia, ma le circostanze in cui gli eventi dello scontro vennero a maturare furono abilmente pianificate dal conte Otto von Bismarck, il quale indusse Napoleone III a rompere gli indugi e a iniziare i combattimenti a causa di motivazioni che risultano chiaramente pretestuose, ma che all'epoca riuscirono a sollevare un tale livello di approvazione alla guerra nella popolazione da fare apparire giustificata l'apertura delle ostilità. Contrariamente alle aspettative, fu la Francia, con uno stato di impreparazione delle sue forze armate che fu sottovalutato dall'Imperatore, a essere invasa dalla Prussia e dai suoi alleati, un'eventualità alla quale non era preparata e che provocò l'esordio sfavorevole sul campo delle armate imperiali. L'intera Europa fu sorpresa quando iniziò ad avere notizia dei successi prussiani, essendo diffusa la convinzione di una facile vittoria francese. L'esercito prussiano era infatti considerato scarsamente addestrato perché appoggiato in larga parte sull'apporto dei coscritti. I numeri della mobilitazione furono un caso unico in Europa all'epoca: in totale più di un milione e mezzo di soldati vennero richiamati alle armi.
Per quanto riguarda invece la conduzione francese della guerra, l'intromissione nelle scelte strategiche francesi della politica e dello stesso Imperatore concorsero a definire i tratti della sconfitta dell'Impero, le cui armate, pur costituite da uomini di maggiore esperienza, furono male impiegate in battaglia e subirono la superiorità di un esercito nemico abilmente condotto e, contrariamente all'opinione dominante, opportunamente addestrato.
In una campagna di soli sei mesi l'esercito prussiano ebbe ragione di quello francese. Determinanti furono il vantaggio dell'iniziativa, garantito dalla più rapida mobilitazione prussiana, la superiorità tecnica, numerica e strategica dell'esercito di von Moltke e la capacità, talvolta neppure pianificata dallo stato maggiore, di essere in grado di rovesciare con rapide improvvisazioni le sorti degli scontri. Le battaglie decisive non furono Mars-la-Tour o Gravelotte (dove pure i francesi inflissero pesanti perdite ai prussiani), ma le battaglie di accerchiamento di Metz e Sedan, dove l'annientamento della grande maggioranza delle forze mobilitate dall'esercito francese impresse una svolta decisiva alla guerra. Con il grosso dell'esercito francese fuori gioco, sconfitto a Sedan o intrappolato a Metz, i prussiani avevano potuto cominciare l'assedio della capitale nemica, da cui uscirono vittoriosi il 28 gennaio 1871. A decidere gli scontri furono non solo il vasto impiego di truppe e la tenacia o la combattività dei soldati, ma anche la superiore attitudine dei generali tedeschi (e soprattutto di von Moltke) nella manovra combinata delle varie masse di soldati in modo da guadagnare un decisivo vantaggio strategico, attirando il nemico nella trappola dell'accerchiamento, pur non disponendo della superiorità numerica locale che in molte occasioni fu ottenuta dai francesi (i quali tuttavia non seppero sfruttarla a proprio vantaggio).
Alcuni elementi inediti per l'epoca si manifestarono nel corso degli eventi: la guerra franco-prussiana fuse insieme, infatti, armi, tattiche e modalità di un'epoca nuova, mentre l'esito, l'evoluzione dei fatti e le scelte risolutive furono decise non dalla portata del coinvolgimento di altri Stati o dalla potenza delle coalizioni, ma dalle personalità politiche e militari, dal valore degli armamenti, dal peso dell'opinione pubblica, dall'organizzazione militare e, in ultima analisi, dall'apporto delle masse plebee attraverso la rivoluzione popolare.

## Tecnologia militare e organizzazione degli eserciti

### Armamenti

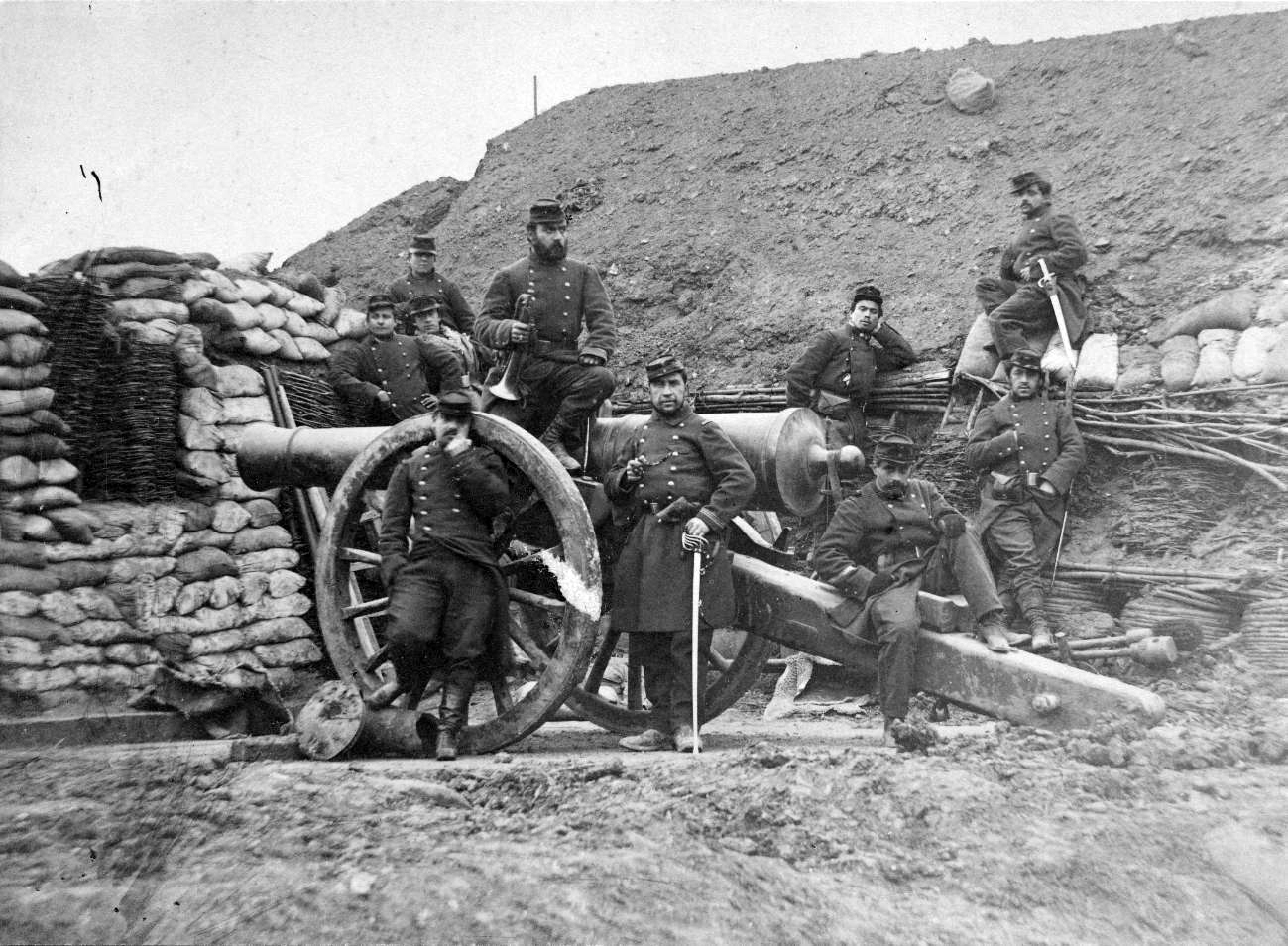
Artiglieri francesi accanto a un pezzo d'artiglieria ad avancarica

Rispetto all'epoca napoleonica, durante la guerra franco-prussiana si fece uso di armi con differenti tipi di munizioni e la tecnologia ebbe un peso rilevante sul modo in cui le due parti combatterono. Rispetto al passato si sminuì il valore della cavalleria che spesso venne usata in modo poco adeguato. Esisteva la convinzione che essa non avrebbe retto il miglioramento degli armamenti nelle tecnologie e nella capacità di fuoco. La cavalleria, a dispetto di quanto si credesse, conservava ancora un ruolo fondamentale nelle operazioni di esplorazione e di carica, mantenendo la sua efficacia distruttiva. I prussiani avevano fama di essere migliori dei rivali per quanto riguarda l'uso della cavalleria tanto in fase di carica (mentre i francesi tendevano a vanificarne gli effetti in cariche aperte), quanto in fase di avanscoperta.

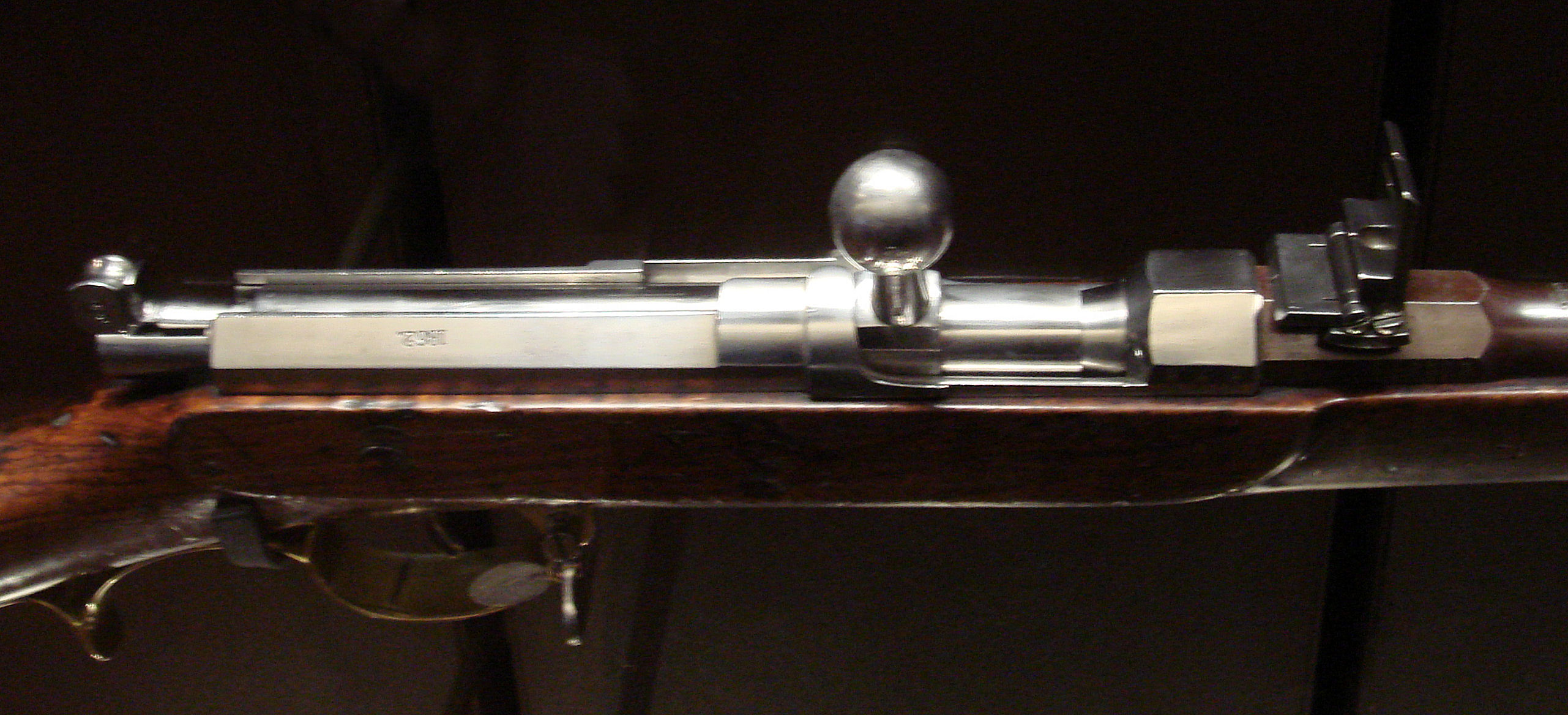
Meccanismo a retrocarica del fucile Dreyse

I francesi erano considerati una generazione avanti nella tecnologia dei fucili. Nel 1868 la Francia si equipaggiò con un fucile di nuova concezione, lo Chassepot a retrocarica. Il Chassepot, che fu disponibile in più di un milione di esemplari allo scoppio della guerra, aveva una capacità di tiro di 1 500 m e imprimeva una velocità alla volata di 407 m/s. Esso ebbe un peso rilevante con la sua efficacia nel corso della guerra, mentre il tedesco Dreyse, adottato nel 1848, era ritenuto antiquato e inferiore in forza di penetrazione, gittata e velocità rispetto al rivale francese.
I prussiani mostrarono passi avanti in egual misura nell'artiglieria: dopo la guerra contro gli austriaci, in cui avevano osservato l'alto grado delle artiglierie nemiche, essi si riattrezzarono con i più moderni cannoni Krupp da 6 libbre in acciaio a retrocarica con canna rigata, che ebbero un ruolo in più occasioni fondamentale nel conflitto. I Krupp erano dotati di una maggiore velocità di caricamento e utilizzavano munizioni che esplodevano all'impatto. La loro efficacia era amplificata dall'impiego di nuovi metodi di esercitazione e di cooperazione con la fanteria.
Durante la guerra ci furono due principali calibri di artiglieria da campo: da poco meno di 80 mm o da 90 mm di calibro con gittata massima di 4,6 km. Difficilmente, tuttavia, da parte di francesi e tedeschi si superarono i 3 km di distanza, che costituiva la gittata utile massima. I francesi non avendo avuto il tempo o il denaro per modernizzare le loro artiglierie, impiegarono cannoni di bronzo ad avancarica, principalmente (solo all'inizio della guerra e fino al completamento della campagna di agosto) il "modello 1858", a canna rigata, con una gittata di circa 3,3 km e munizioni da 4 kg e il "modello 1839", cannone d'assedio a canna liscia con una gittata massima di 3,4 km e palle di cannone da 11 kg. Diversi altri modelli vennero utilizzati soprattutto dopo Sedan, quali il "1864/1866", il "1864/1867" (cannoni navali) e il "1866/1867"(cannone d'assedio). Vennero impiegati cannoni navali di nuova produzione ("modello 1870") e altri molto obsoleti, risalenti alla prima metà del secolo.
A causa delle difficoltà produttive francesi, l'artiglieria imperiale non riuscì a reggere la superiorità di quella prussiana fino al novembre del 1870. L'artiglieria francese, ciononostante, incluse anche mitrailleuses, tra le prime montate su ruote, che vennero impiegate alla stregua di cannoni da campo. Esse potevano sparare 125 colpi al minuto, coprendo una distanza di circa 2 500 m.

### Comandanti militari

#### Protagonisti francesi

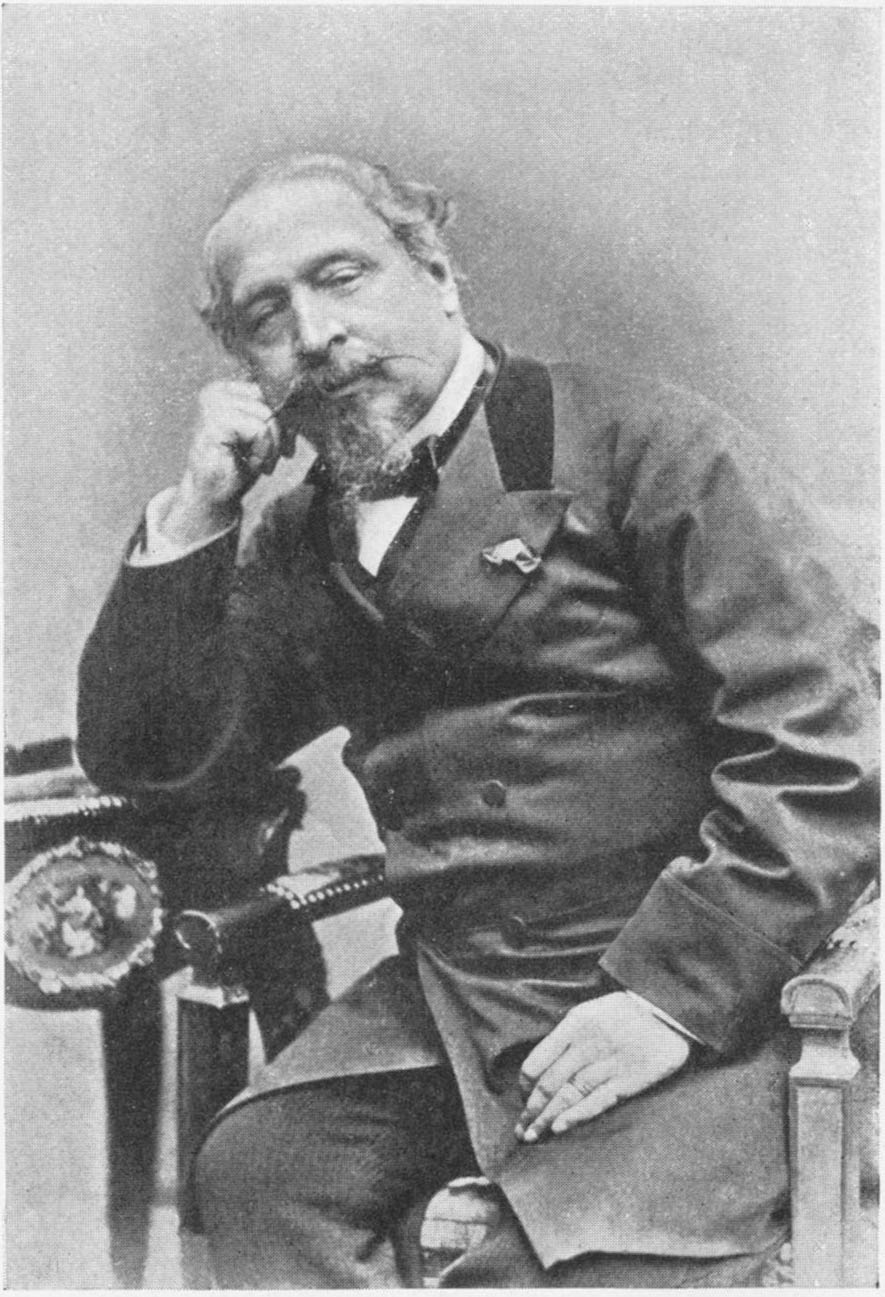
Napoleone III, imperatore dei Francesi. La malattia e l'indecisione al comando gli impedirono di avere successo sui prussiani
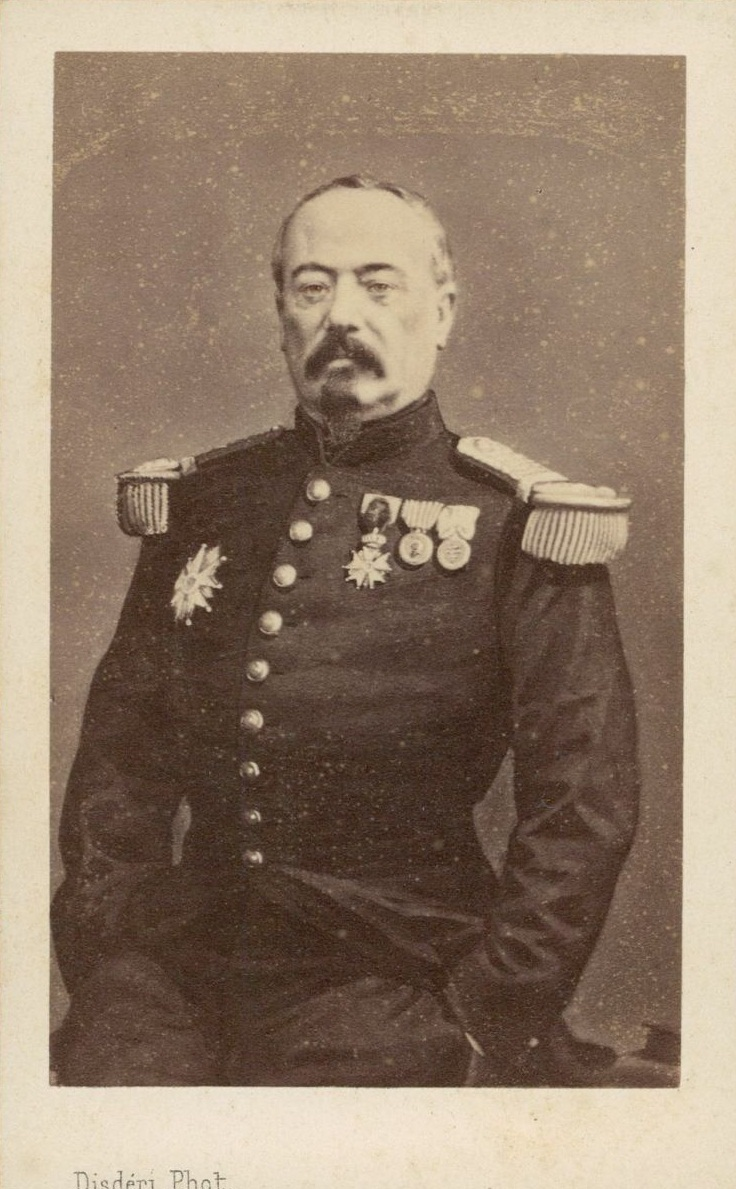
François Achille Bazaine, maresciallo di Francia. La sua ambizione personale penalizzò i movimenti e le azioni delle forze francesi che a causa sua finirono accerchiate presso Metz
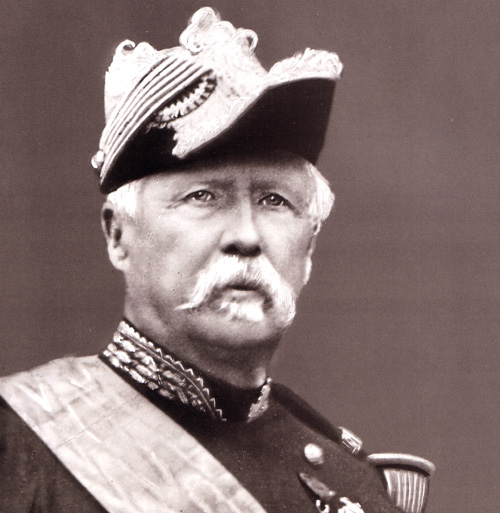
Patrice de Mac-Mahon, maresciallo di Francia. Le sue decisioni furono spesso subordinate ai dettami del governo imperiale
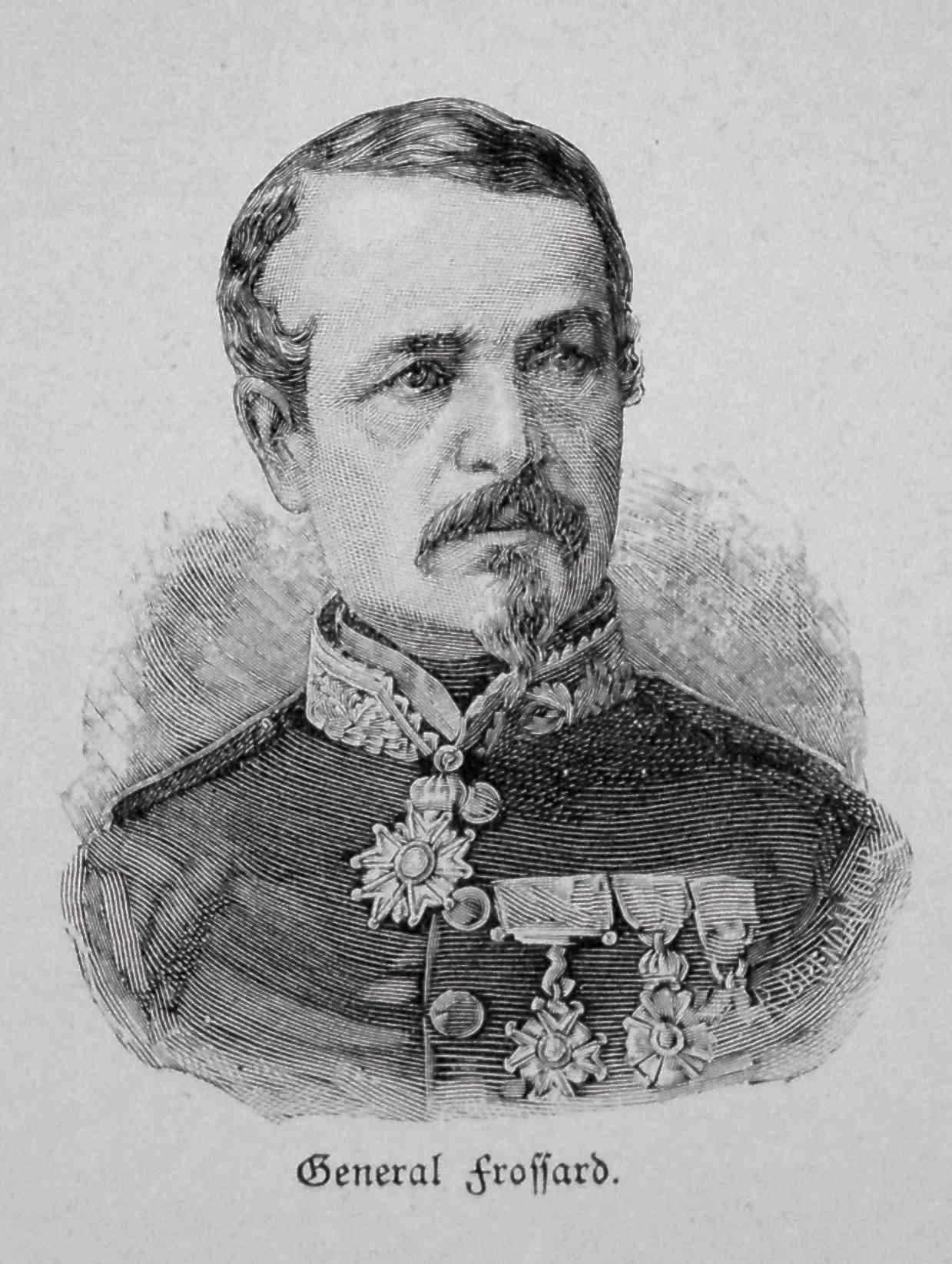
Charles Auguste Frossard, generale. Fu promotore del fallimentare piano di guerra francese e perse la battaglia di Spicheren, prima grave sconfitta della guerra
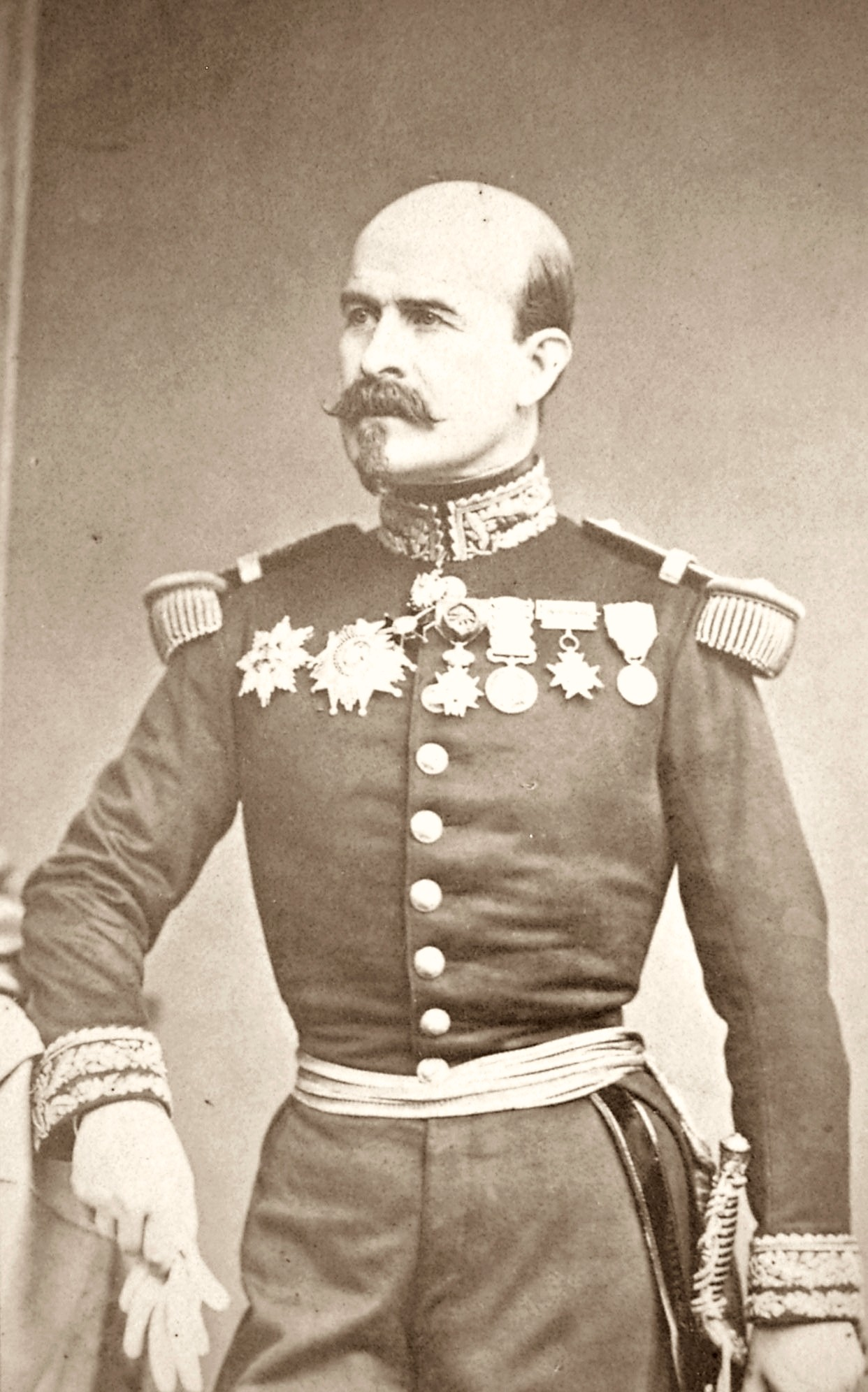
Louis-Jules Trochu, generale. Responsabile della difesa di Parigi sotto assedio, non seppe liberarla dal giogo nemico
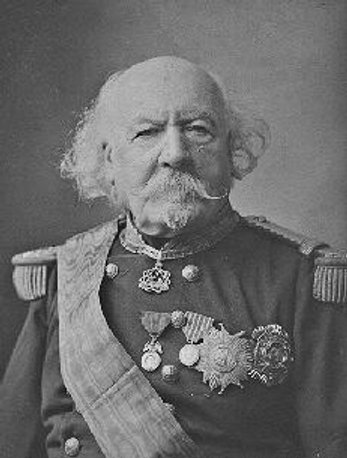
François Certain de Canrobert, generale. Comandante del VI corpo d'armata all'inizio della guerra, guidò a Gravelotte la posizione francese di Saint Privat, in ultimo conquistata dalla guardia prussiana
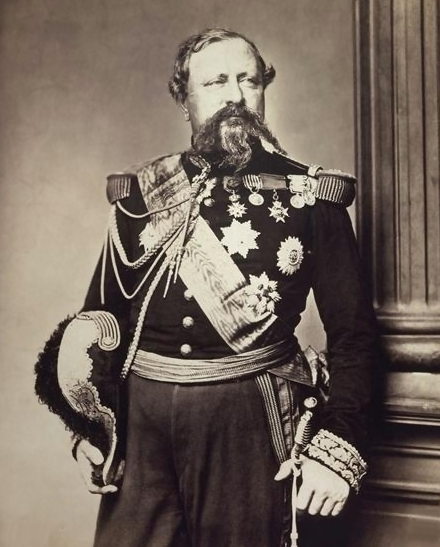
Edmond Le Bœuf, capo di stato maggiore. Major général di Napoleone III, dopo la battaglia di Wœrth fu rimosso dal proprio incarico. Circondato con Bazaine a Metz, alla caduta della città fu condotto prigioniero di guerra in Germania
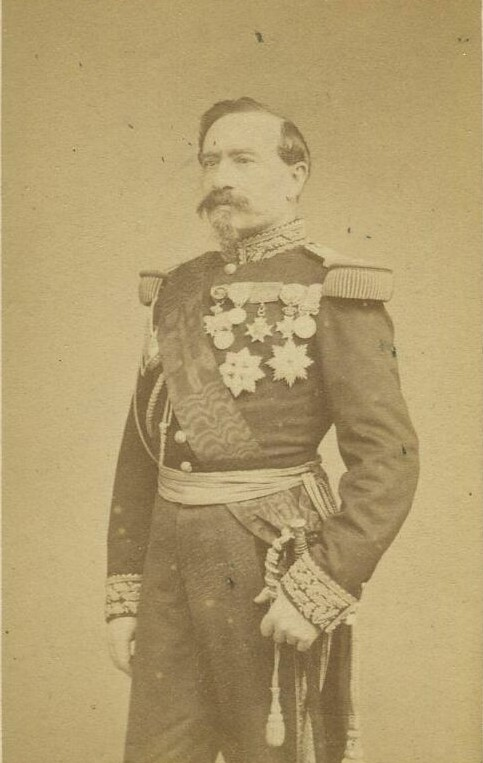
Charles Denis Bourbaki, generale. Comandante della guardia imperiale durante la prima fase della guerra, dopo Sedan fu l'esecutore dell'ultimo disperato tentativo francese di vincere la guerra, ma fallì e tentò il suicidio
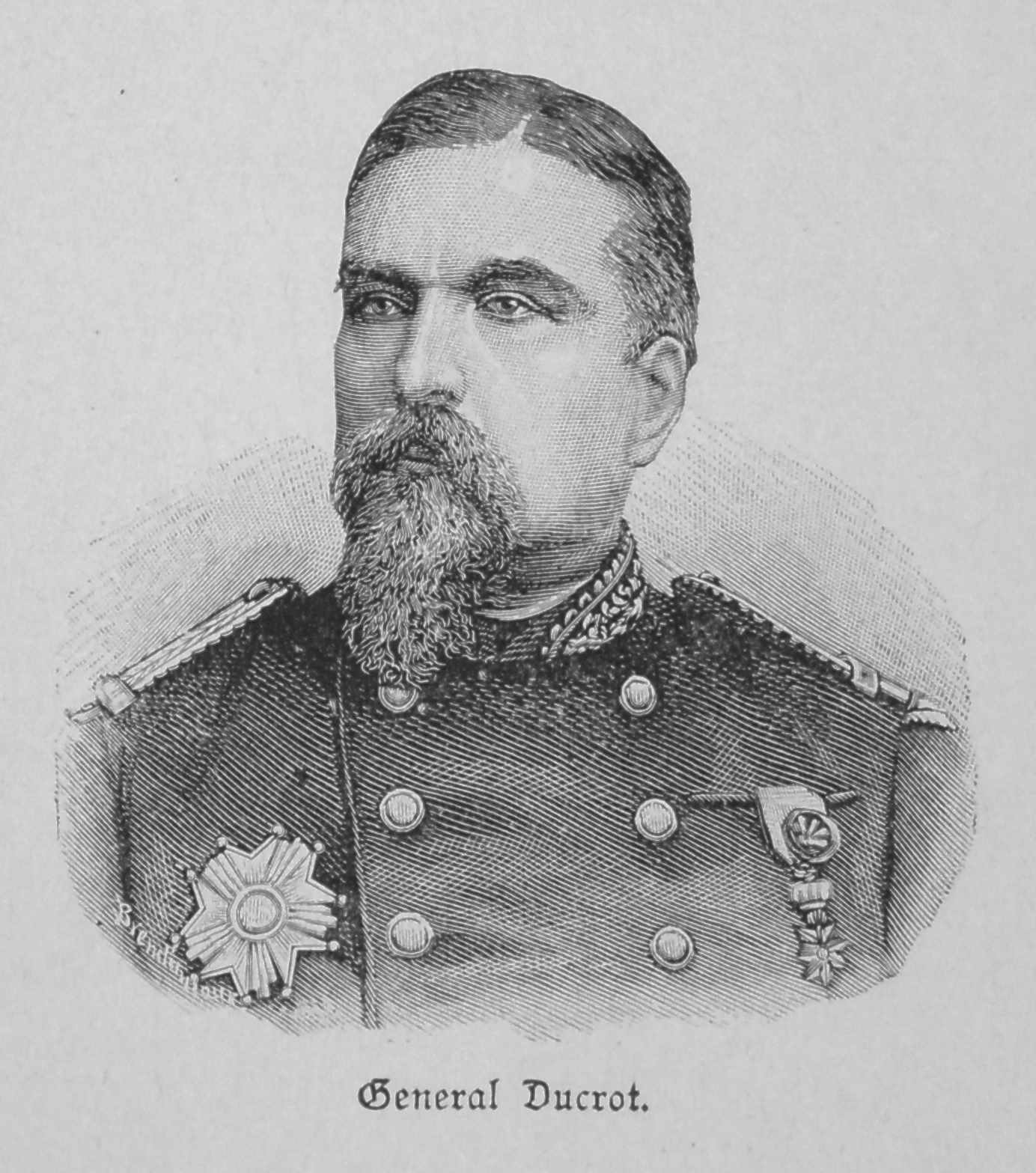
Auguste-Alexandre Ducrot, generale. Alla guida di una divisione a Wœrth, fu comandante del primo corpo d'armata a Sedan. Prese l'iniziativa per una celere ritirata dal campo, ma l'arrivo di Wimpfenn impose la resistenza a oltranza
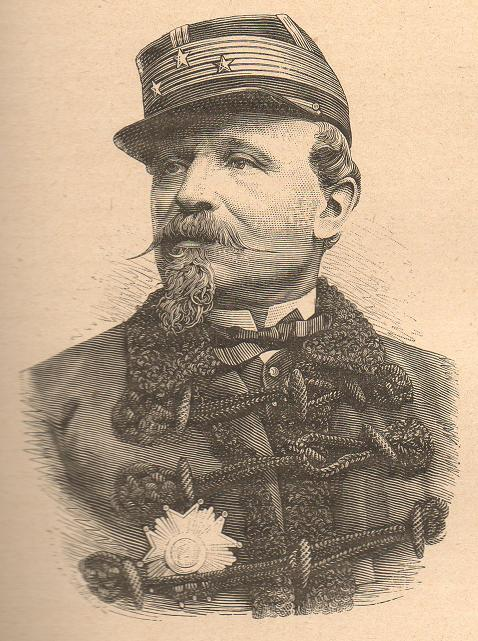
Alfred Chanzy, generale. Di stanza all'estero all'inizio della guerra, ritornò per soccorrere la patria dimostrando il proprio valore in battaglia
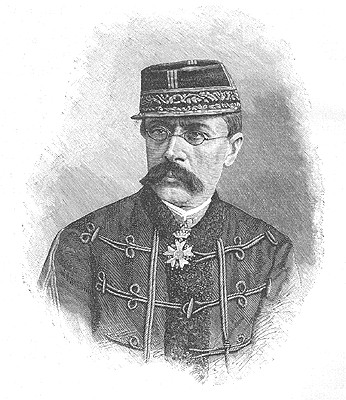
Louis Faidherbe, generale. Giunto troppo tardi al fronte per prendere parte alle fasi iniziali della campagna, dopo Sedan prese il comando dell'Armata del Nord conseguendo considerevoli successi
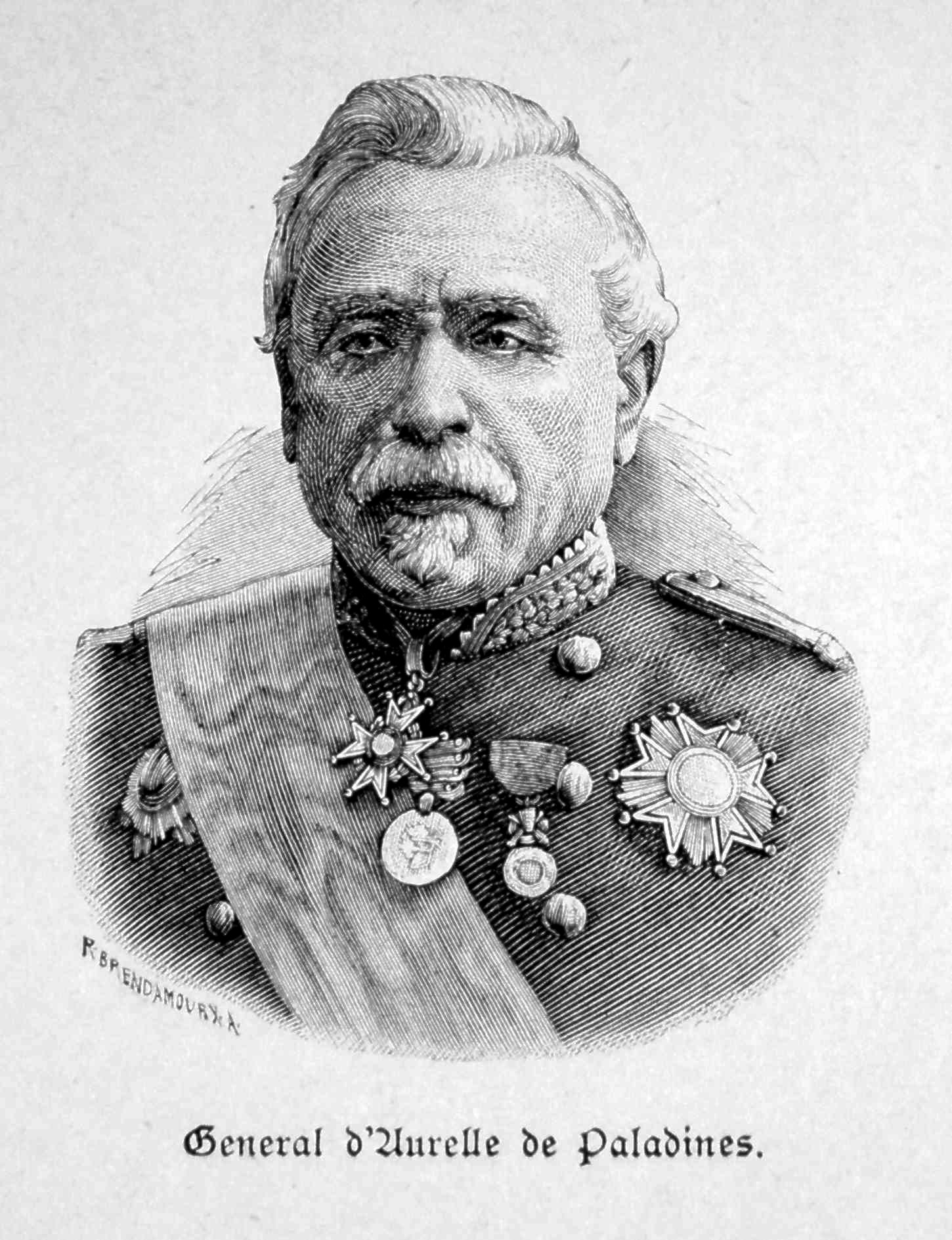
Louis d'Aurelle de Paladines, generale. Veterano della guerra di Crimea, al comando dell'Armata della Loira seppe sconfiggere a Coulmiers i prussiani

#### Protagonisti prussiani

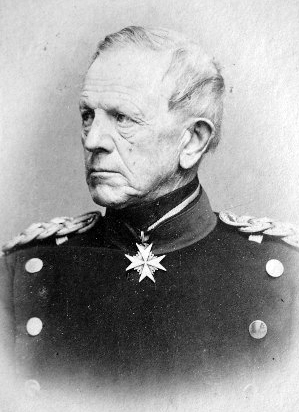
Helmuth Karl Bernhard von Moltke, comandante supremo prussiano. I suoi validi piani di guerra e il suo impegno in una celere mobilitazione valsero ai prussiani un notevole vantaggio sulle forze francesi
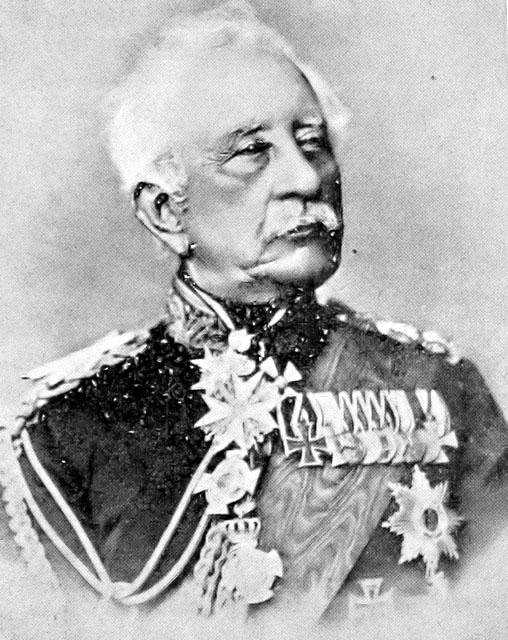
Karl Friedrich von Steinmetz, generale. Comandante della prima armata prussiana, operò spesso scelte in autonomia rispetto al capo di stato maggiore Moltke, mettendone in crisi i piani, ma nondimeno arrecando vantaggio alla strategia prussiana
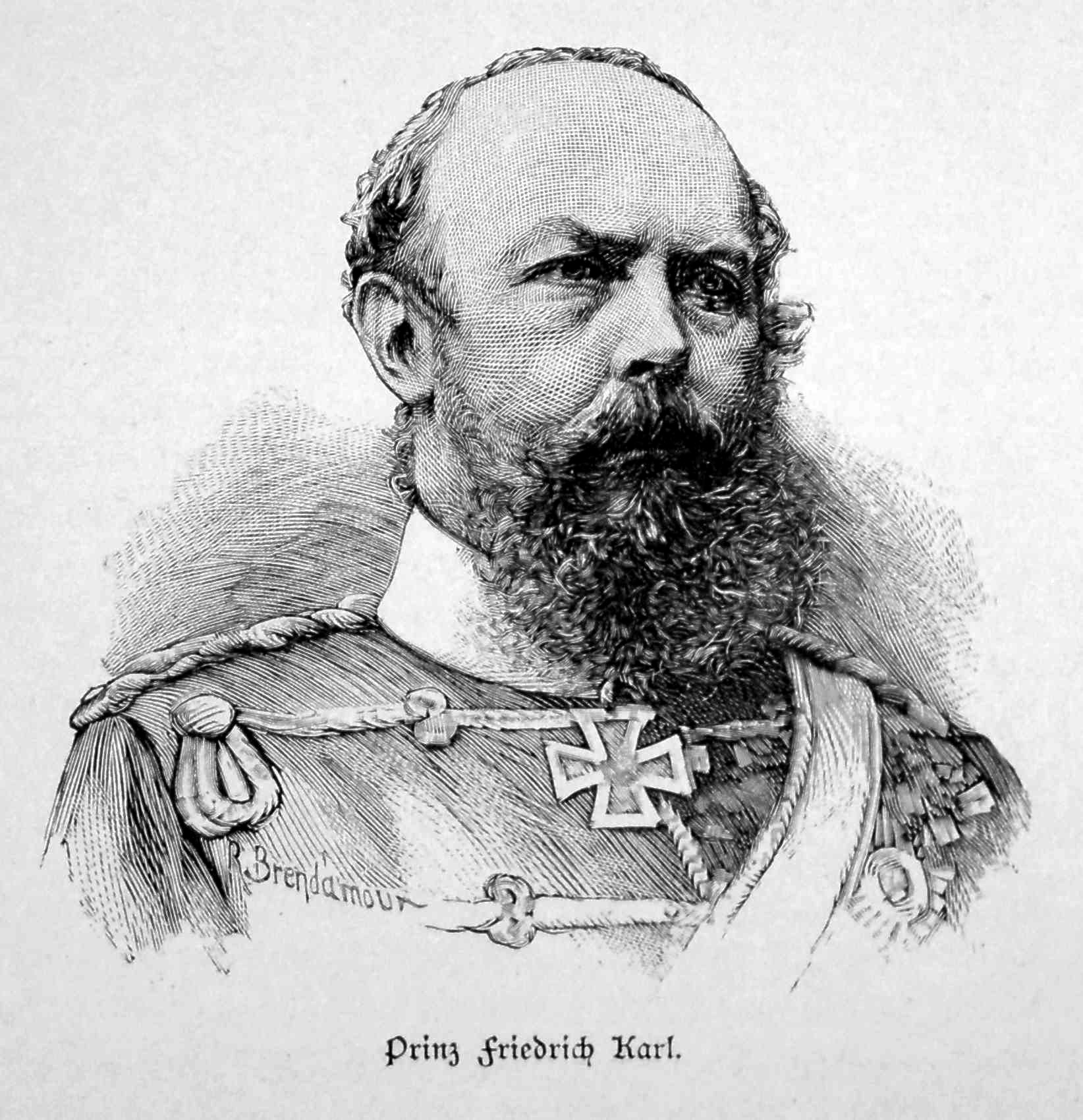
Federico Carlo di Prussia, generale. Comandante della seconda armata prussiana, combatté a Spicheren, Gravelotte e sotto le mura di Metz dove tenne assediato il maresciallo Bazaine
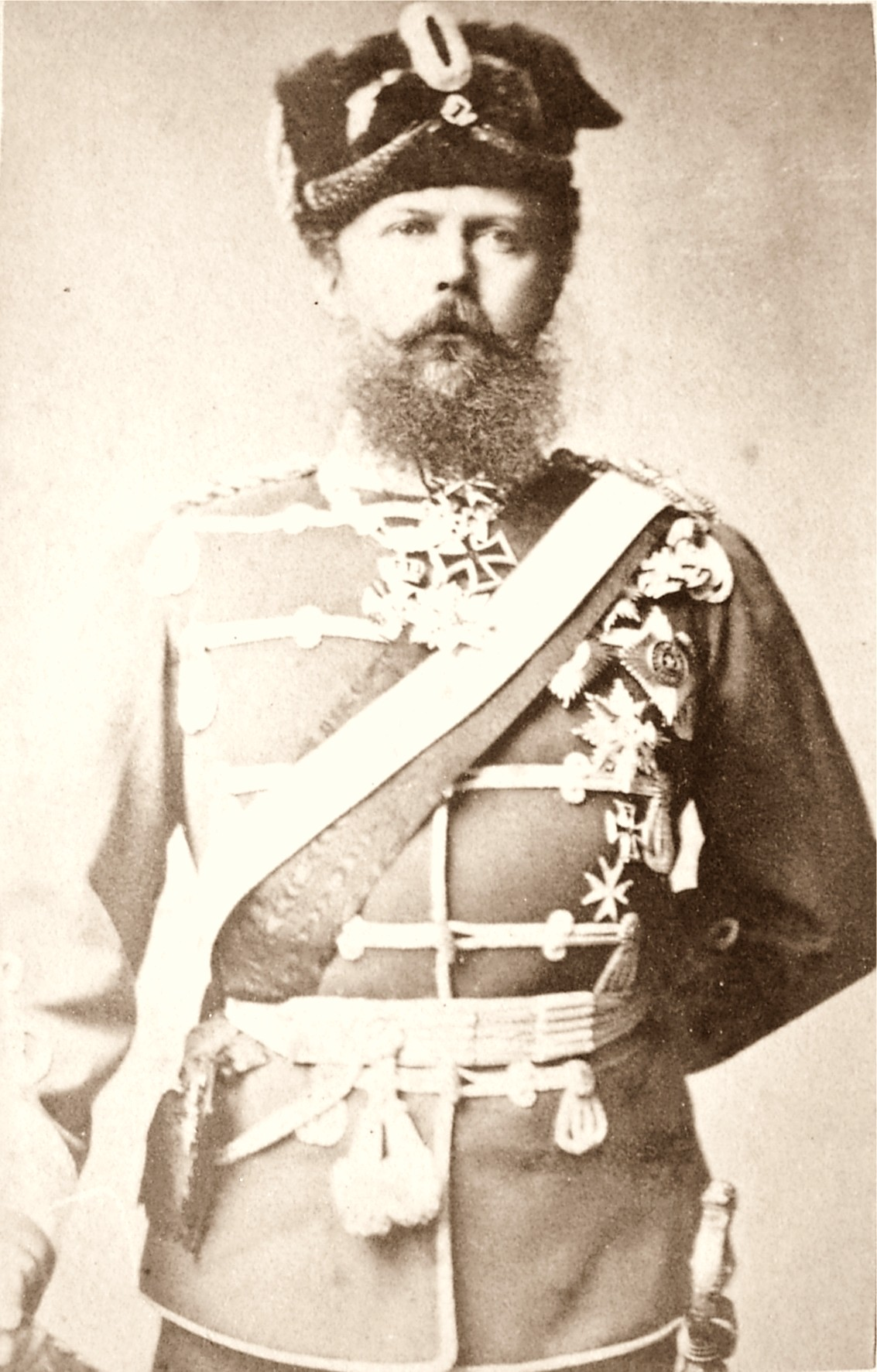
Principe ereditario Federico, generale. Combatté a Wissembourg, Wœrth, Sedan e fu impegnato al comando della sua armata a cingere d'assedio la capitale francese
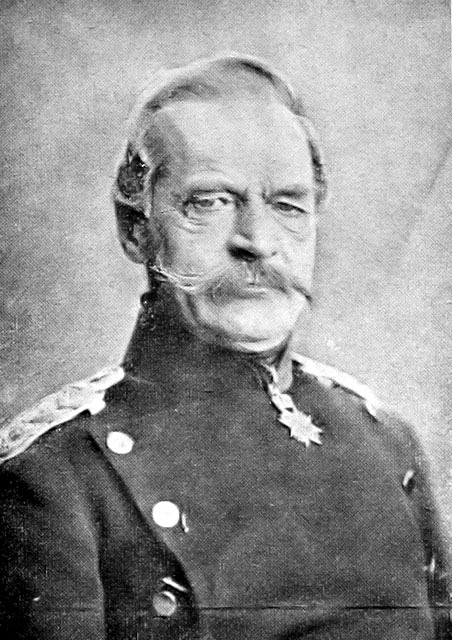
Albrecht von Roon, ministro della guerra. Svolse un ruolo fondamentale nel processo di riforma dell'esercito prussiano, contribuendo a incrementare il numero di riservisti a disposizione dell'esercito. Ebbe voce in capitolo durante la guerra
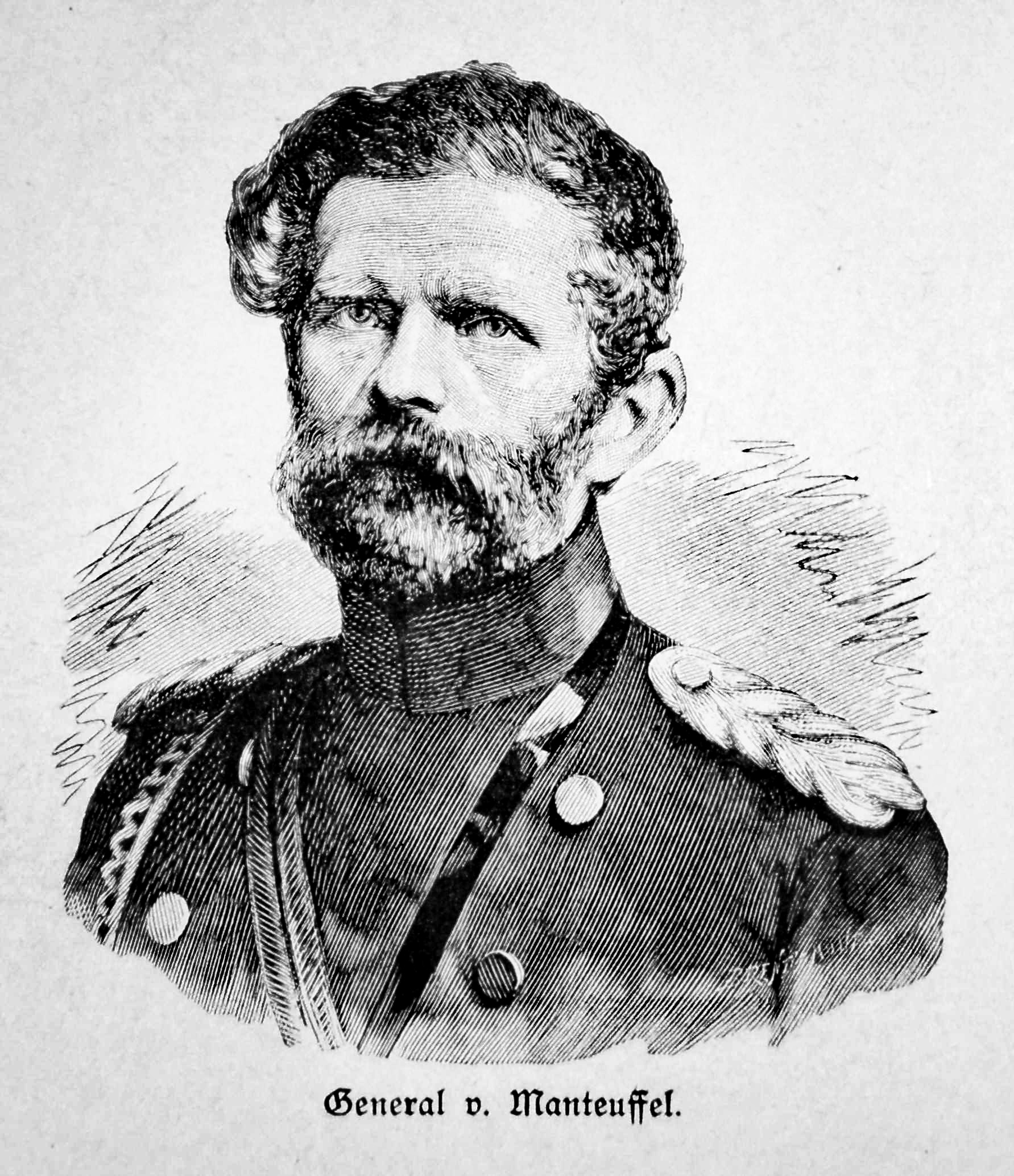
Edwin von Manteuffel, feldmaresciallo. Conquistò Amiens nel novembre 1870. Sconfisse e accerchiò l'armata del generale Bourbaki, che per scampare alla cattura trovò riparo assieme al suo esercito in Svizzera
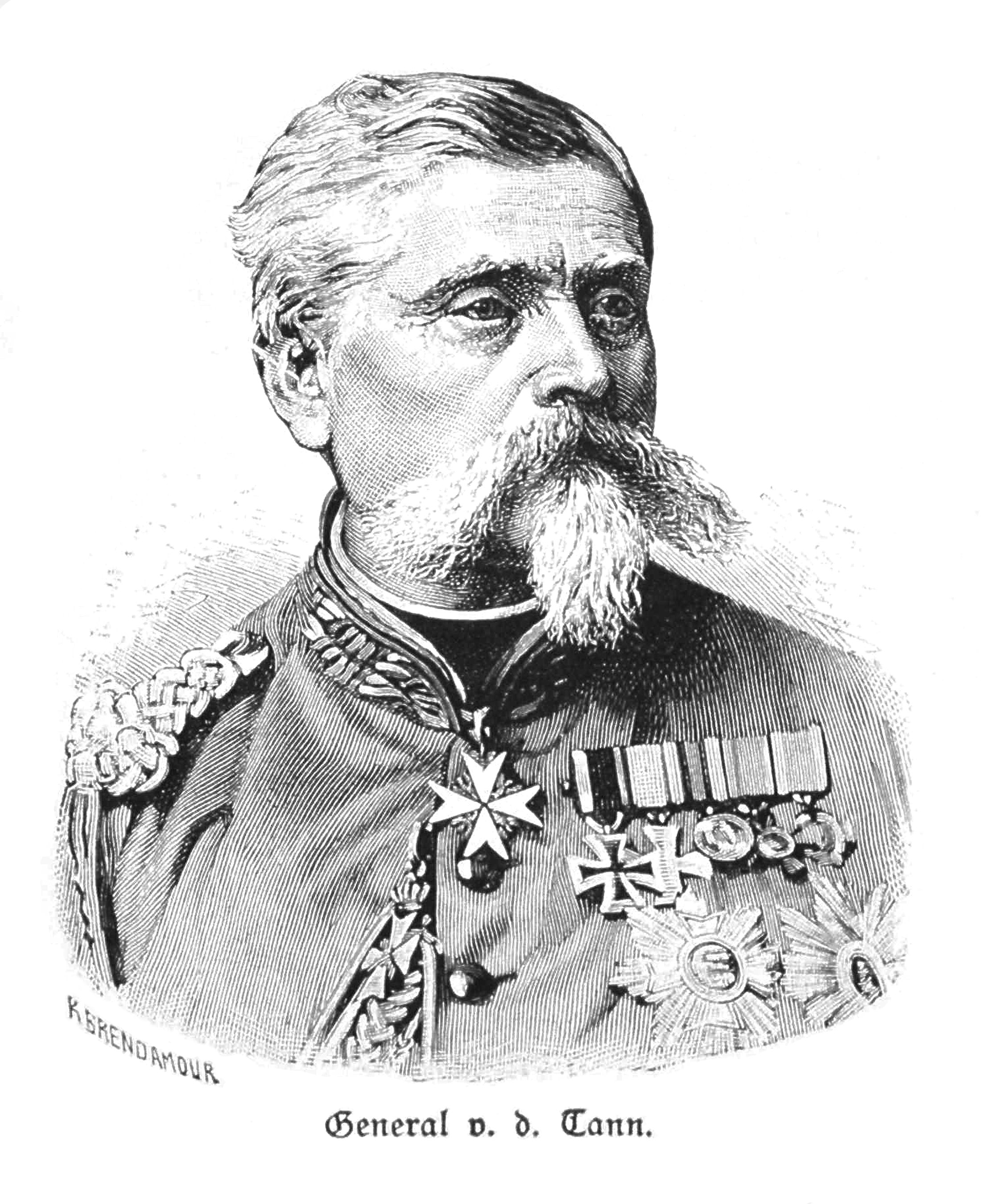
Ludwig von der Tann, generale. Comandante del I Corpo d'armata bavarese, conquistò Orléans nell'ottobre 1870. Sconfitto inaspettatamente a Coulmiers, tornò al comando di un corpo d'armata
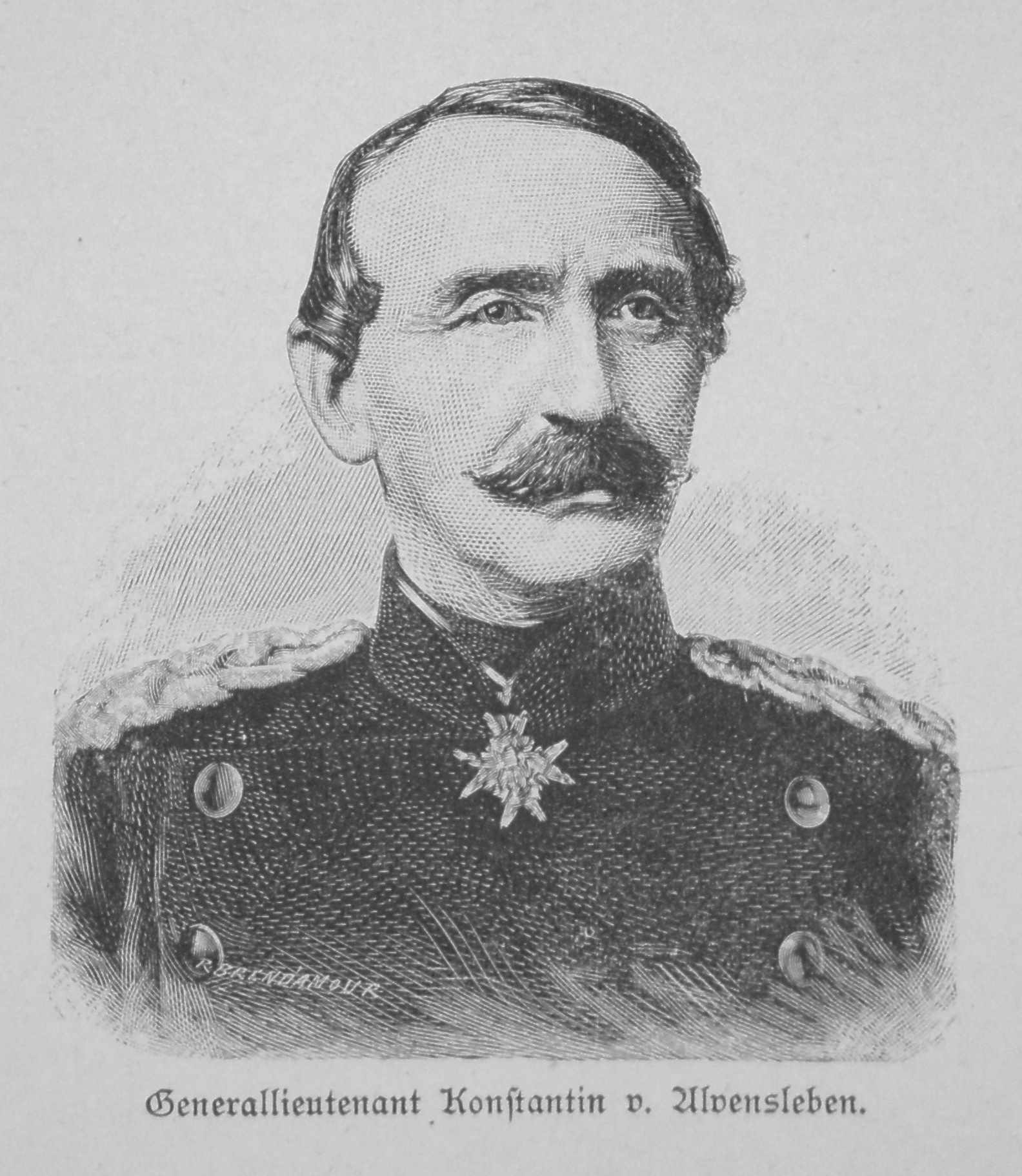
Constantin von Alvensleben, generale. Fautore della vittoria di Mars-la-Tour, preziosa per il successivo evolversi della guerra, in seguito contribuì a diversi altri successi prussiani

### Organizzazione militare francese

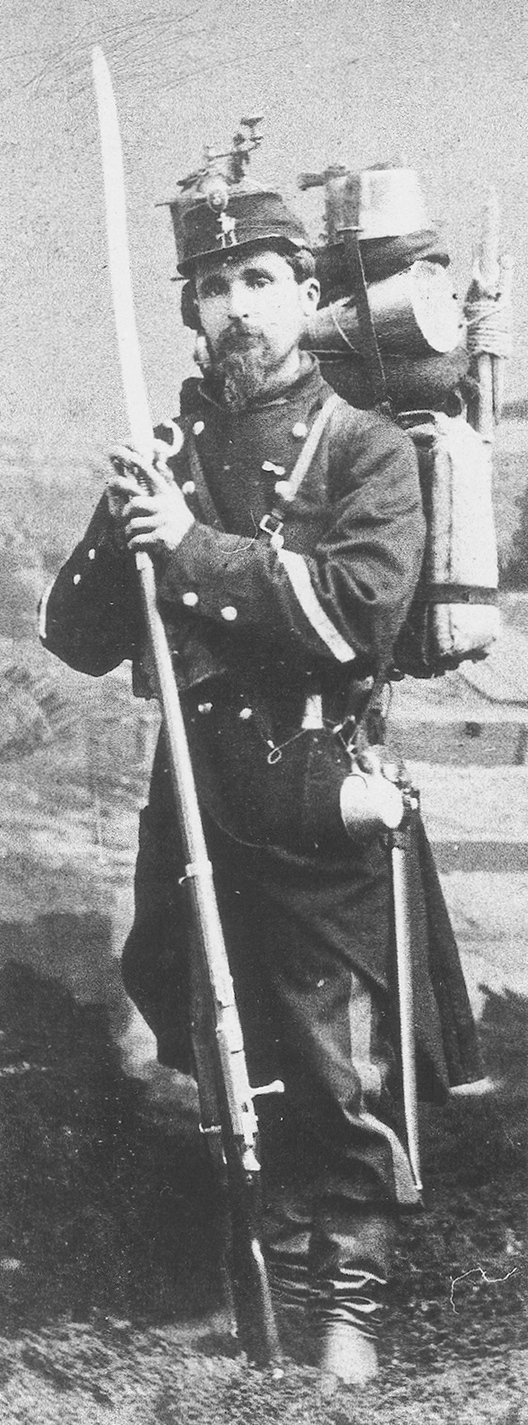
Sergente della Garde nationale mobile

L'organizzazione delle armate francesi era simile a quella prussiana, essendo basate anche queste ultime sui corpi d'armata. L'armata del Reno, che rappresentò l'effettiva massa di manovra all'inizio della guerra, era costituita inizialmente da ben otto corpi d'armata dei quali uno era di Guardie imperiali, ognuno con una riserva di cavalleria di quattro divisioni. Un corpo d'armata era costituito da tre divisioni di fanteria e da una divisione di cavalleria, anche se alcuni corpi avevano una divisione di fanteria in più. Le divisioni di fanteria includevano due brigate, ciascuna con due reggimenti di tre battaglioni, più un battaglione di Chasseur (fanteria leggera) e l'artiglieria.
Le reclute francesi non erano di elevato livello (tutte di bassa estrazione) e per una grossa percentuale, circa il 20-30%, erano analfabete e ciò costituiva un grosso problema a livello di formazione e addestramento. Sulla creazione degli ufficiali invece pesava l'obbligo edittale di promozione dai ranghi dell'esercito e più della metà degli ufficiali avevano militato tra le file della truppa. Tra gli ufficiali quindi era presente una parte formata da ex-soldati e veterani e un'altra di estrazione aristocratica: ciò determinava buona organizzazione nella parte bassa della gerarchia militare, ma produceva conflittualità tra gli stati maggiori. A determinare però la sconfitta dei francesi era stata la mediocre organizzazione dei reparti: la volontà di basare l'operato dell'esercito sull'improvvisazione non bastò a dare alle armate francesi quello stesso coordinamento che aveva fatto il successo dei prussiani.
Parte rilevante dell'esercito era costituita da uomini della Garde nationale mobile, nata nel 1868 come forza ausiliaria e usata per la vigilanza di coste, città, piazzeforti e frontiere e per il mantenimento dell'ordine, ma poi impiegata massicciamente nel corso del conflitto. Infine, la Guardia imperiale, corpo scelto modellato sulla leggendaria Guardia di Napoleone Bonaparte, comprendeva una divisione di Voltigeur, una divisione di granatieri e una divisione di cavalleria.
Alcune divise francesi erano colorate in modo variegato e pittoresco, soprattutto all'interno della fanteria e della cavalleria dell'Armée d'Afrique, reclutata tra algerini e nordafricani e inquadrata principalmente nel I corpo d'armata. La fanteria di linea indossava i famosi e sfolgoranti pantaloni rossi e il chepì rosso (cappello tondo con visiera) con una lunga tunica blu scuro; i granatieri della Guardia indossavano il vistoso colbacco anche se durante la breve campagna utilizzarono il molto più pratico bonnet de police (bustina azzurra), mentre i fanti di marina, protagonisti dei coraggiosi combattimenti di Bazeilles, utilizzavano un'uniforme completamente blu. Per quanto riguarda l'aspetto delle divise e la loro importanza sul campo, non furono assenti le difficoltà relative alla differenziazione tra soldati dei due schieramenti. In ambo gli eserciti vi fu un uso più o meno omogeneo della tunica blu scuro e per questo non furono assenti casi di equivoca identificazione di truppe dello stesso esercito che invece vennero identificate come nemiche.

### Organizzazione militare prussiana

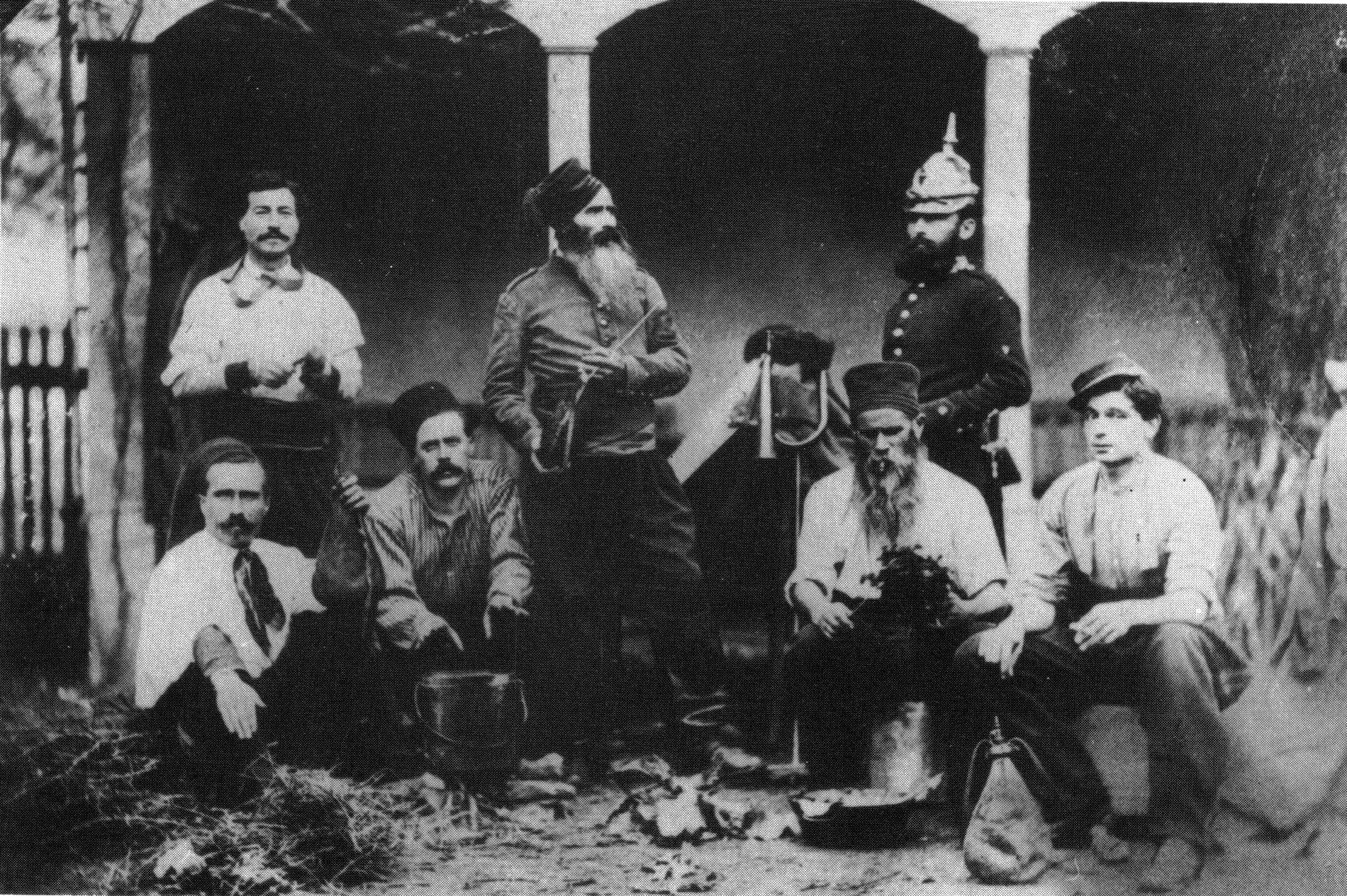
Gruppo di Chasseurs d'Afrique catturati dopo Sedan, sorvegliati da un soldato del contigente del Baden

L'organizzazione prussiana era diventata nota a tutta Europa a partire dalla vittoria nella guerra contro la Danimarca combattuta per il possesso dei ducati dello Schleswig-Holstein, ma era apparsa ancora più sbalorditiva in occasione della "guerra delle sette settimane" contro l'Austria del 1866, il cui fulmineo successo era stato determinato dall'abilità dei gotha politici e militari ma soprattutto dalla tenacia del popolo che aveva accettato di servire il proprio paese offrendo vite per una causa di interesse nazionale e che sopportò senza remore l'imposizione della coscrizione obbligatoria.

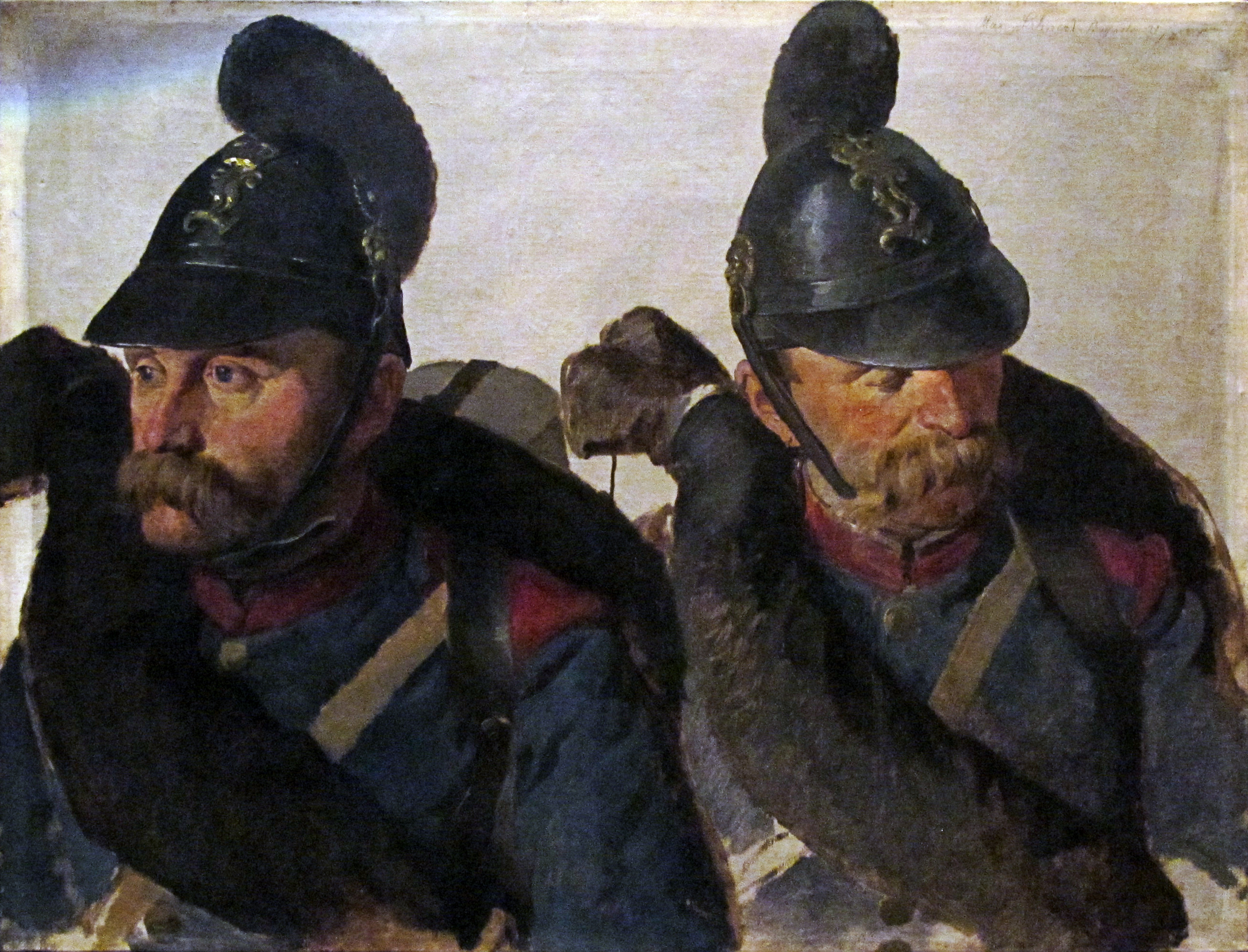
Louis Braun, fanti barellieri bavaresi Max Lehner dell'unità medica

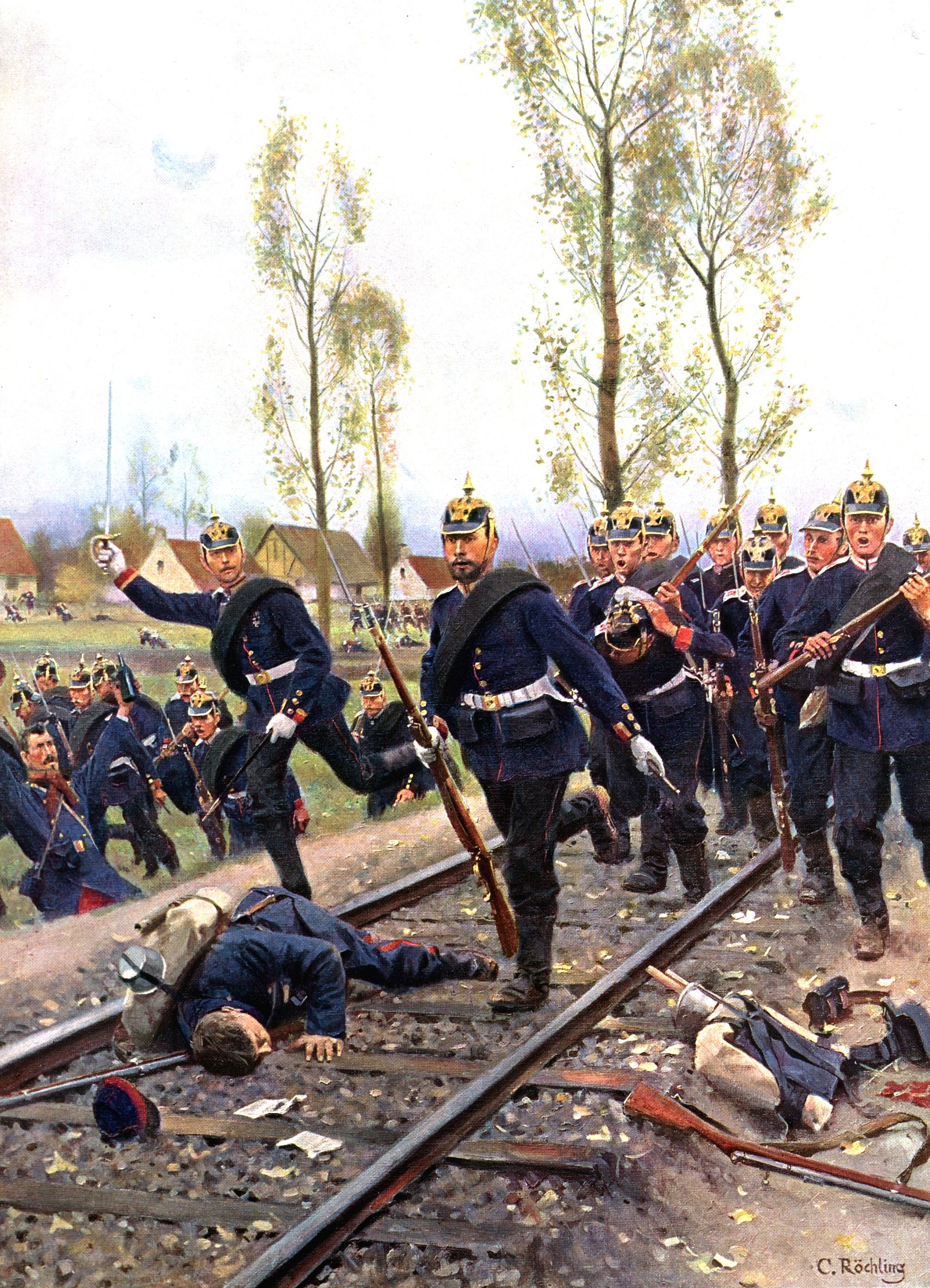
Soldati del Kaiser Alexander Garde-Grenadier-Regiment Nr. 1

I coscritti entravano nell'esercito all'età di vent'anni e vi rimanevano per tre anni se appartenevano ai reparti di fanteria, per quattro se erano impegnati nelle forze di artiglieria o cavalleria. Il capo dello stato maggiore tedesco, il generale von Moltke, che deteneva il proprio incarico sin dal 1858, poté fare assegnamento su un complesso di ufficiali che volle fosse caratterizzato dall'alto professionismo e da un consistente grado di preparazione tecnica. Moltke fece in modo che questa élite (che nell'esercito prussiano divenne nota con la definizione di "semidei") fosse in grado di far fronte a un'immediata mobilitazione degli uomini e istituì allo scopo una sezione separata della ferrovia per consentire il raggiungimento più agevole possibile presso le rispettive posizioni da parte delle truppe.
La base dell'armata prussiana era costituita dal corpo d'armata, una forza che contava circa 30 000 uomini in armi, equipaggiati e organizzati anche per combattere, quando fosse stato richiesto, come una piccola armata. L'esercito prussiano era costituito da 13 di questi corpi d'armata e ciascuno di essi era diviso in due divisioni di fanteria. Una divisione era costituita da due brigate, suddivisa in due reggimenti con tre battaglioni ciascuno, più un battaglione della divisione di Jäger (fanteria leggera), un reggimento di cavalleria e l'artiglieria. L'eccezione era costituita dal Corpo della Guardia prussiana, che aveva anche tre brigate di cavalleria, dal XII corpo reale Sassone che includeva la 12ª divisione di cavalleria e dalla 25ª divisione Assiana, parte del IX corpo d'armata, che aveva anch'essa una diversa struttura divisionale (quattro reggimenti e due battaglioni ciascuno, più l'artiglieria).
Delle forze militari prussiane faceva parte anche la Landwehr, la milizia territoriale nata nel 1813, che con la riforma del 1868 era diventata di fatto un'estensione dell'esercito e le cui unità avevano quadri costituiti principalmente da personale dell'esercito regolare; dei 147 battaglioni esistenti, ben 121 vennero impiegati nel corso del conflitto. C'era una grande differenziazione nelle uniformi, molti soldati vestivano la tipica tunica blu scuro e i prussiani indossavano il caratteristico elmetto Pickelhaube. La Baviera contribuì alla guerra con due corpi d'armata e il Württemberg e il Baden parteciparono con divisioni indipendenti.

## Nelle arti e nella cultura popolare
La guerra del 1870-1871 è stata ampiamente rappresentata da fotografie e stampe, incisioni e caricature, nonché da immagini di Epinal.

### Pittura
- Eugen Adam, La bandiera tedesca issata sul forte di Vanves il 29 gennaio 1871
- Albert Anker, I Bourbaki a Neuchâtel

- Wilhelm Camphausen

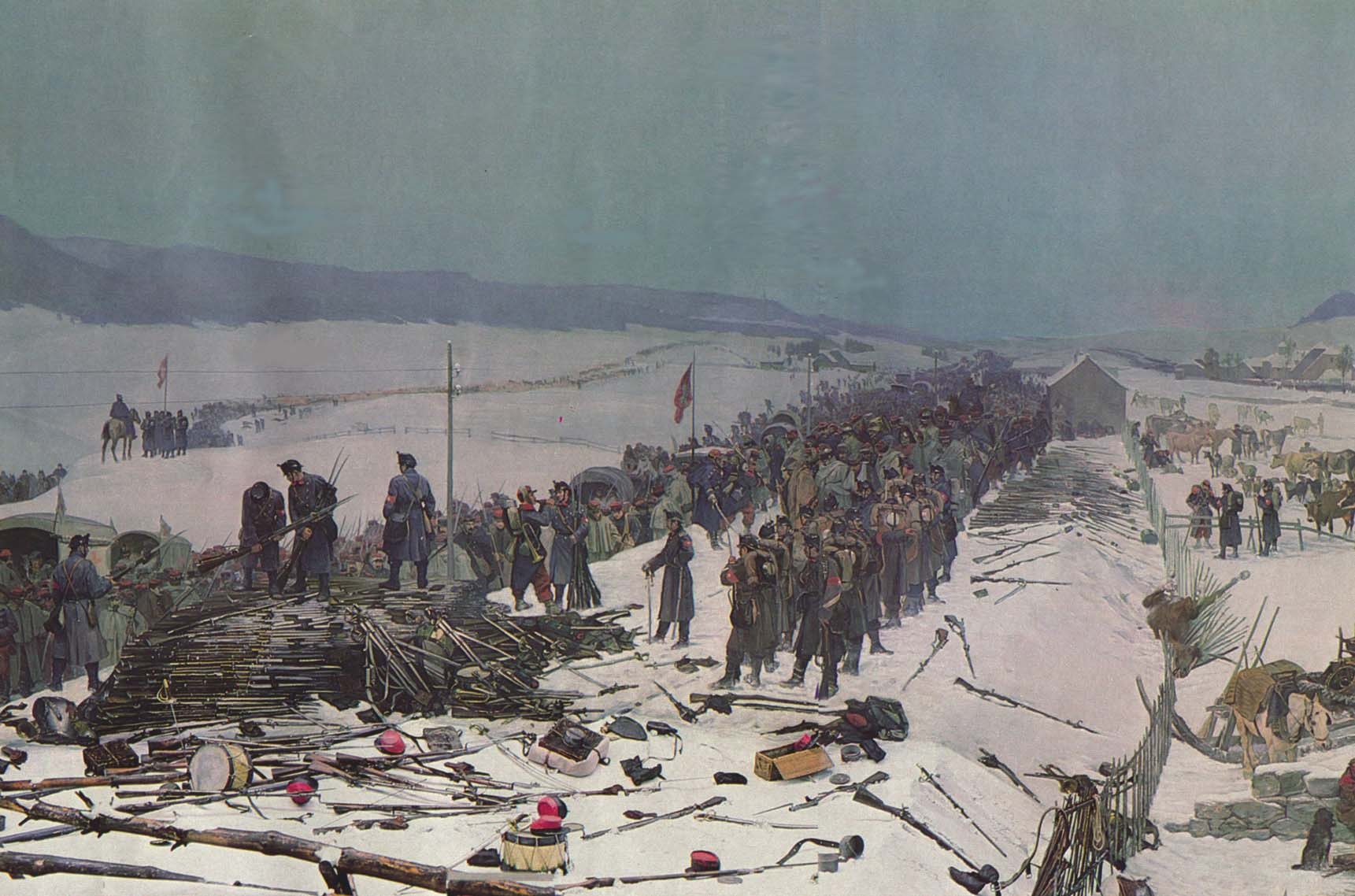
Segmento del panorama rappresentante l'internamento dell'esercito Bourbaki in Svizzera, Édouard Castres, (1881-1885).

  - Napoleone III alla battaglia di Sedan
  - Napoleone III e Bismarck dopo la battaglia di Sedan
- Édouard Castres
  - Panorama circolare di 112 metri per 10 raffigurante la ritirata dell'esercito orientale (Bourbaki) e il suo internamento in Svizzera (1881-1885).

- Edouard Detaille
  - I vincitori
  - Un colpo di mitragliatrice
  - Saluto ai feriti (1877)
  - La difesa di Champigny (1879)

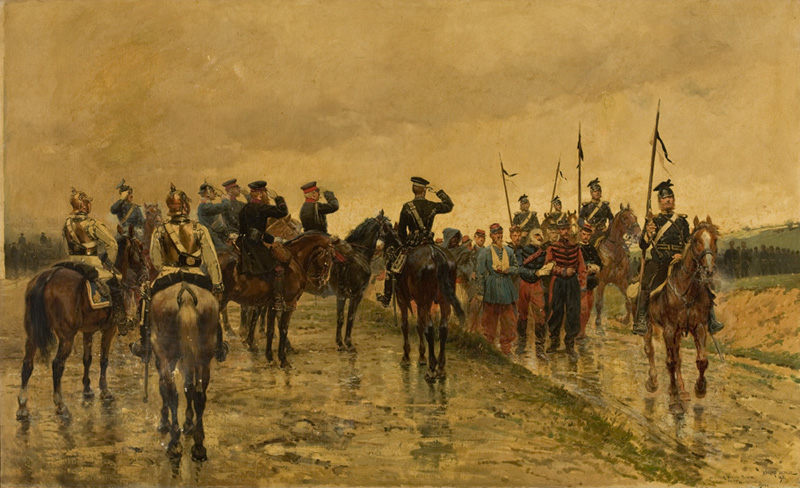
Saluto ai feriti (1877), Édouard Detaille, opera censurata.

  - La battaglia di Champigny (panoramica) con Alphonse de Neuville
  - Panorama della battaglia di Rezonville
- Anton Hoffmann
  - La battaglia di Worth
  - La battaglia di Fœschwiller
- Pierre Georges Jeanniot
  - Riservisti
  - La linea del fuoco, ricordi della battaglia di Rezonville (1886)
- Ernest Meissonnier
  - L'assedio di Parigi (1884) - Musée d'Orsay - Parigi
- Adolf von Menzel
  - Partenza per il fronte del re Guglielmo il 31 luglio 1870

- Alphonse de Neuville

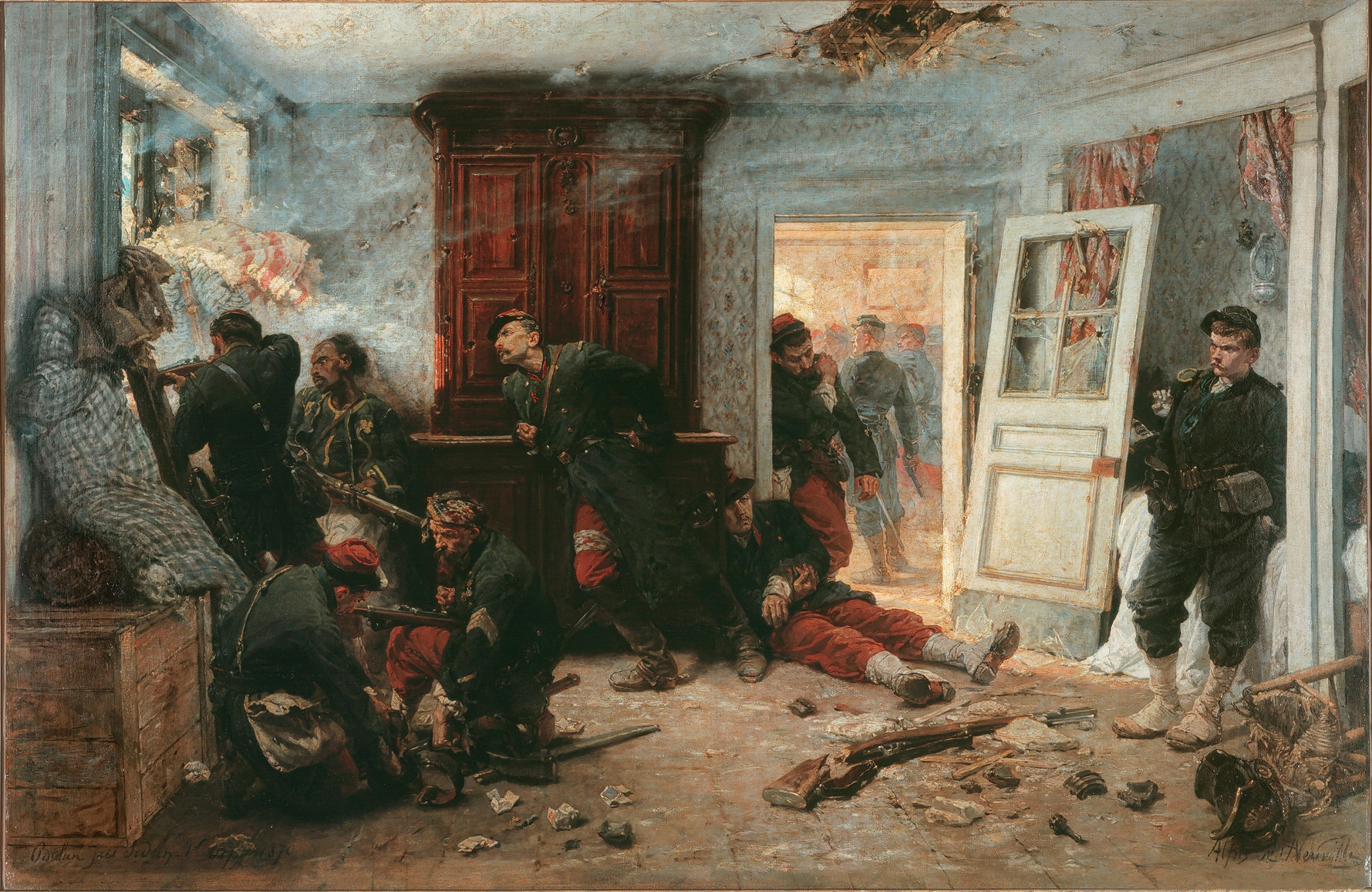
Le ultime cartucce, dipinto di Alphonse de Neuville del 1873

  - Le ultime cartucce (1873) - casa dell'ultima cartuccia - (Bazeilles)
  - Lotta sulla ferrovia (1873)
  - Bivacco dopo la battaglia di Le Bourget (1873)
  - Episodio della guerra franco-prussiana (1875)
  - Attacco a una casa barricata a Villersexel (1875)
  - L'attacco al tramonto (1877)
  - Il Bourget,30 ottobre 1870(1878)
  - Difesa della Porta di Longboyau (1879)
  - La battaglia di Champigny (1880, panorama con Édouard Detaille)
    - Il cimitero di Saint-Privat (1881)
    - Prendendo la fornace da calce (1882)
    - I fondali dell'inverno (1882)
- Edouard Paupion
  - La barricata di rue Jeannin (1881)
  - La cattura della bandiera (1883)
- Lucien-Pierre Sergent
  - Battaglia di Bagneux,13 ottobre 1870 - Museo della Rivoluzione Francese, Vizille

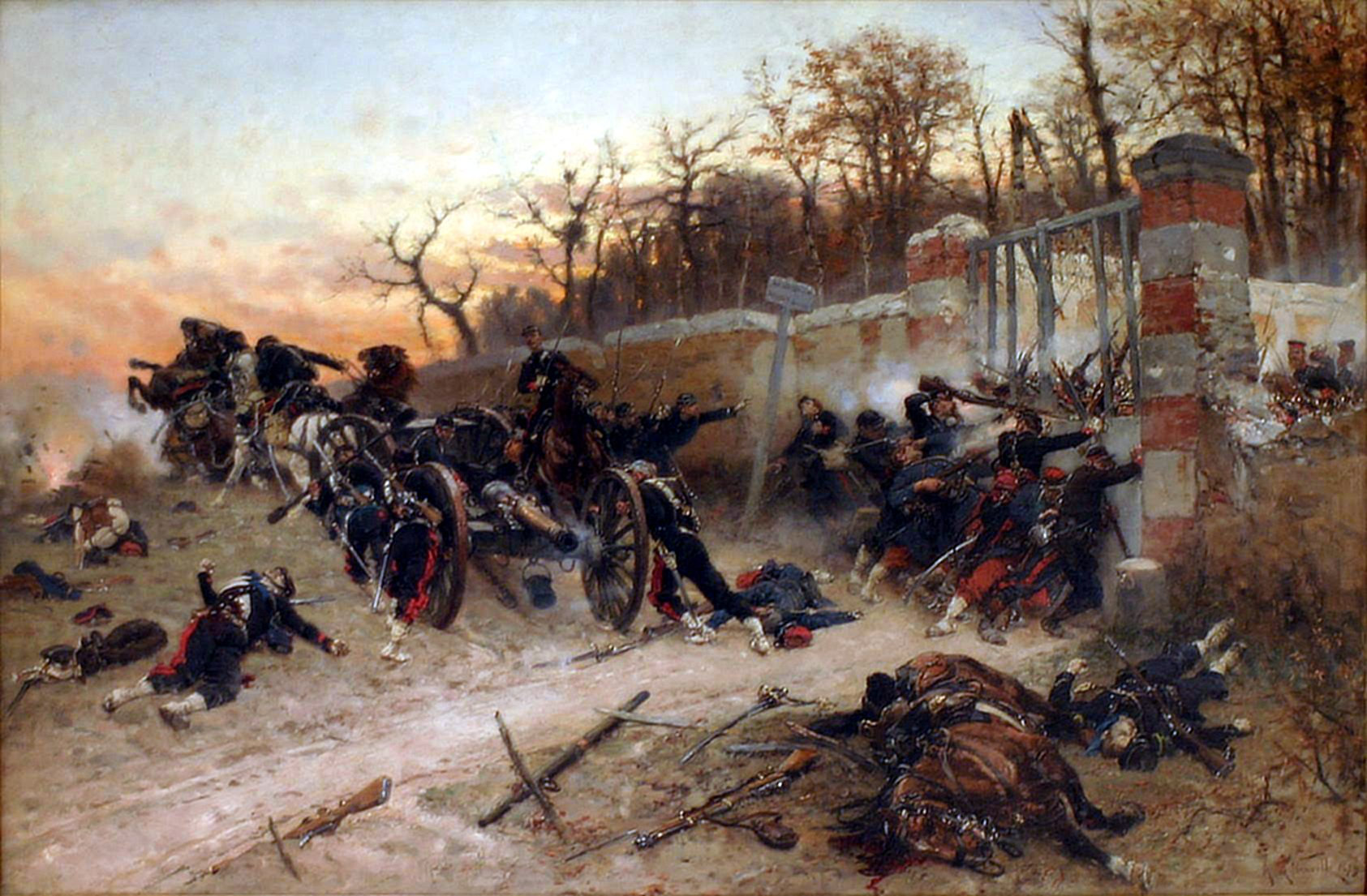
Difesa della porta di Longboyau, 21 ottobre 1870 (1879).
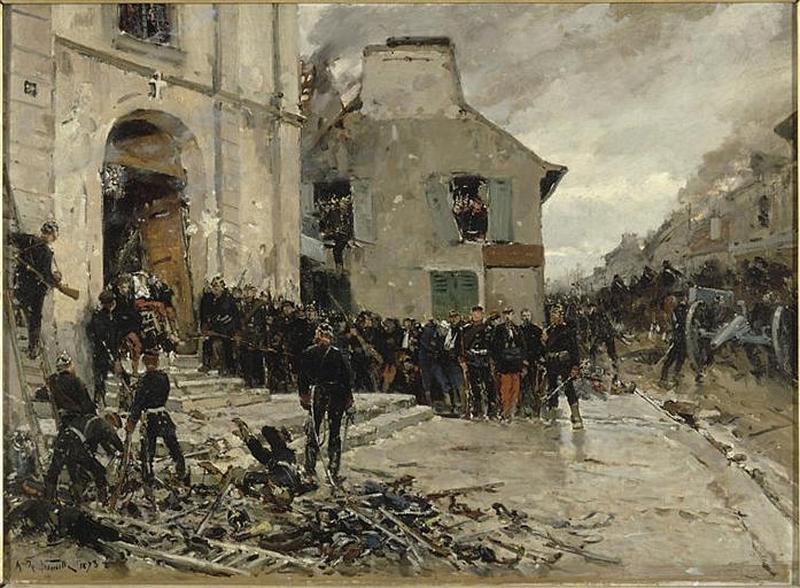
Le Bourget, 30 ottobre 1870 (1878).
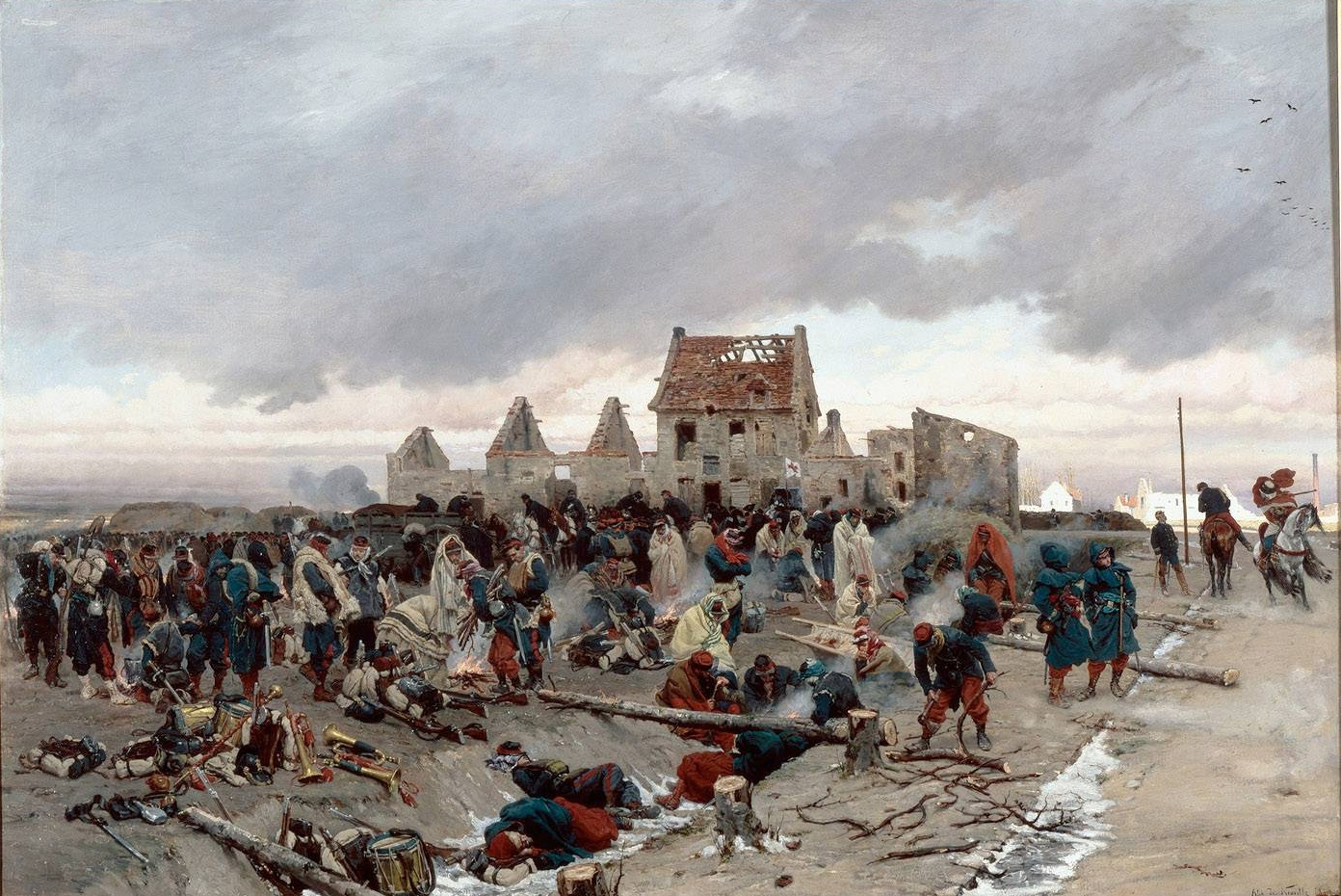
Bivacco dopo la battaglia di Le Bourget, 21 dicembre 1870 (1873).
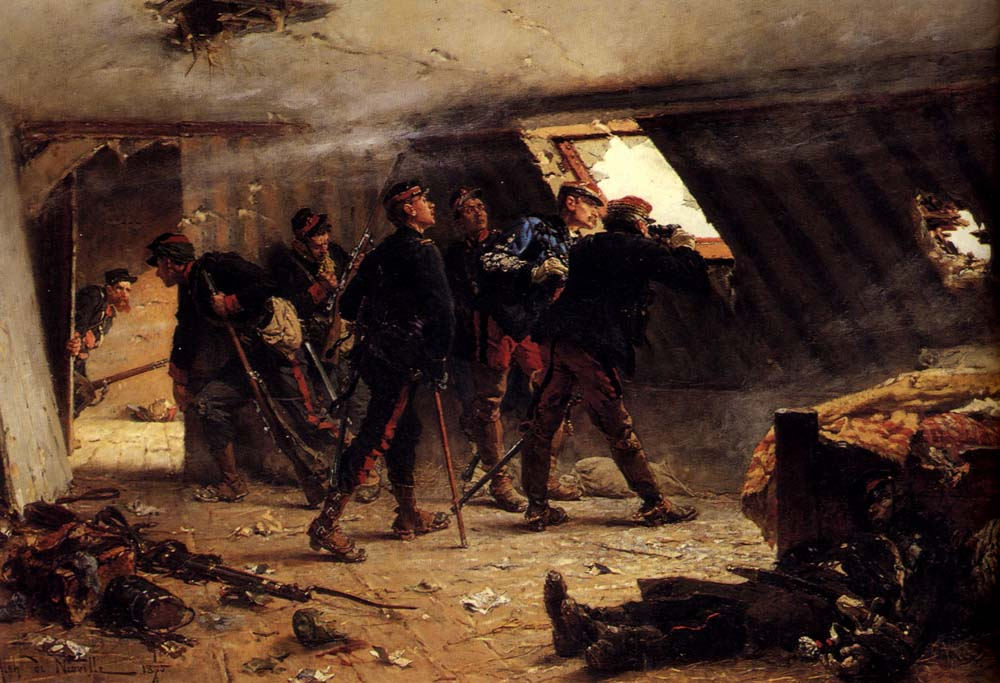
Episodio della guerra franco-prussiana (1875).
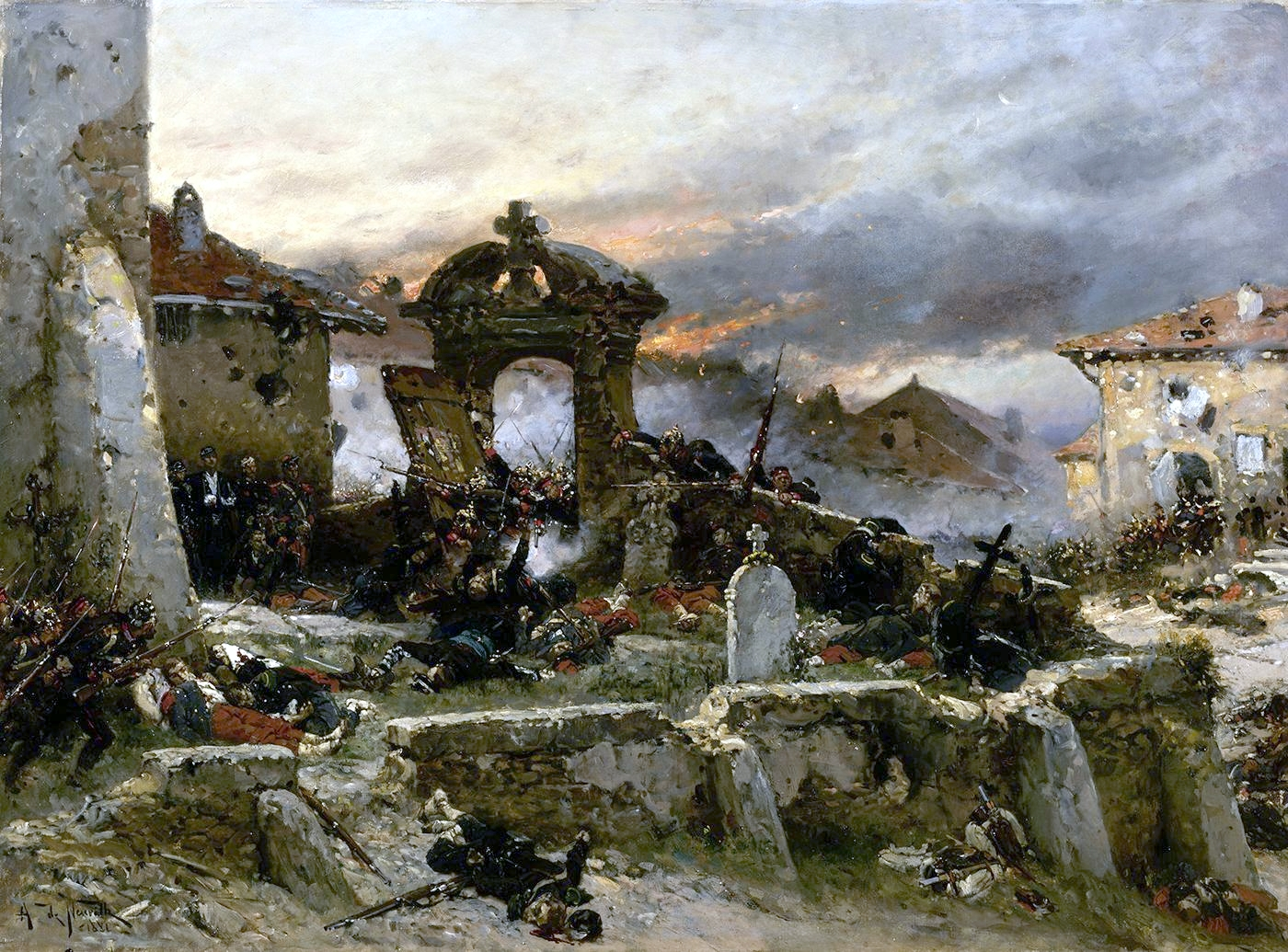
Il cimitero di Saint Privat (1881).
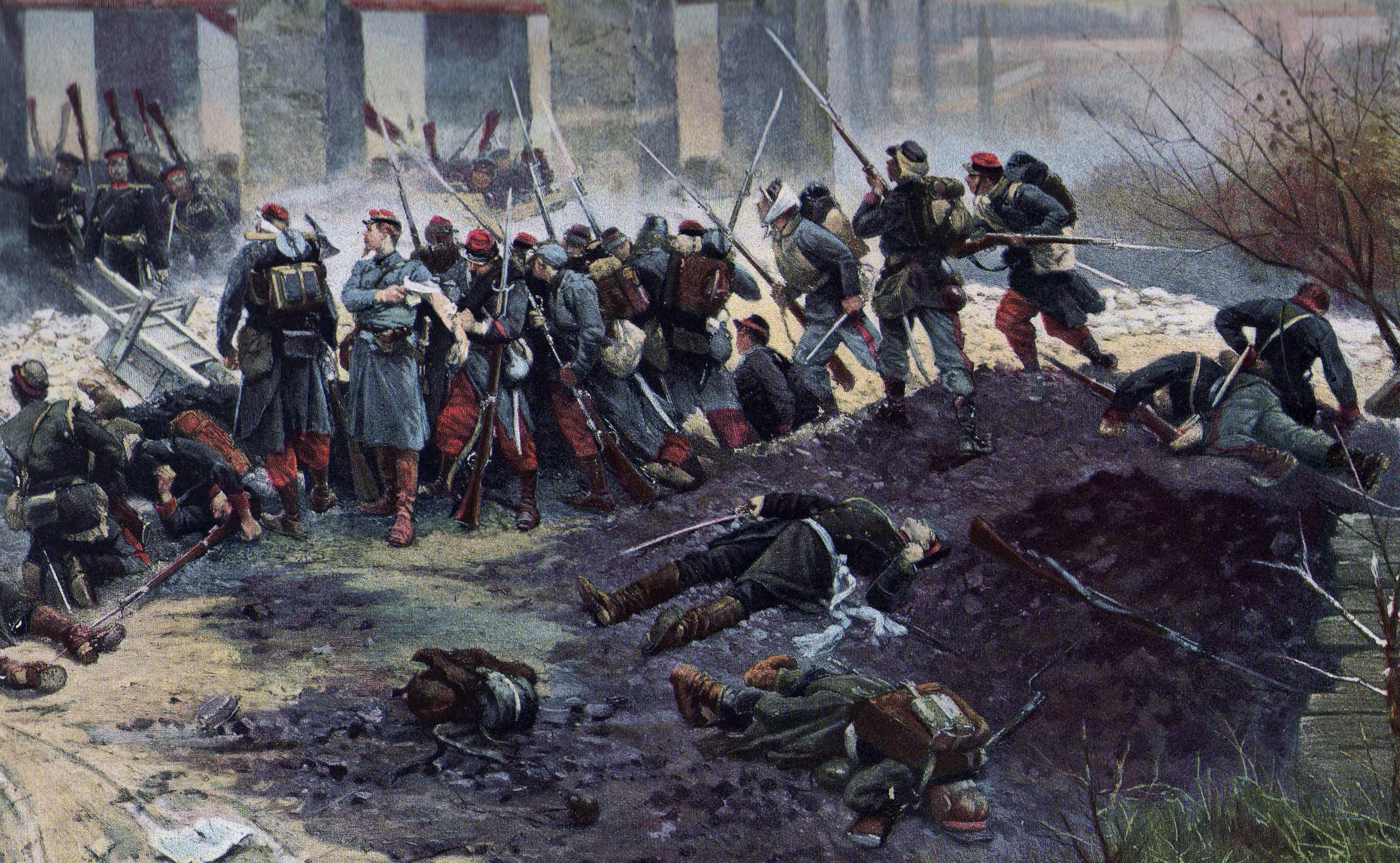
Battaglia di Champigny (1870).
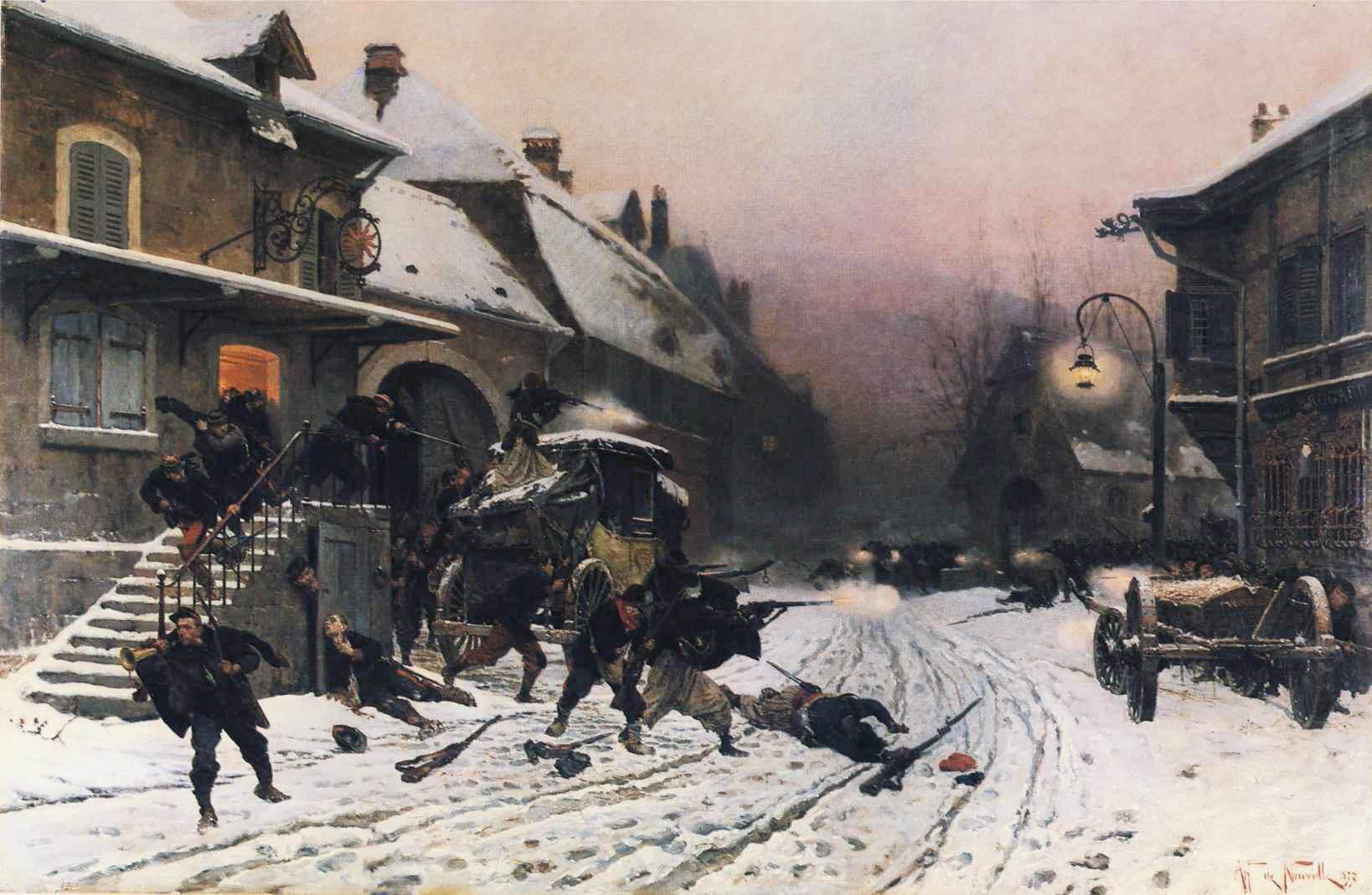
L'attacco al tramonto.

- Christian Sell, 4° Reggimento di fanteria della Westfalia n. 17 (probabilmente scena della battaglia di Le Mans)
- Anton von Werner
  - Il principe ereditario prussiano Federico rende omaggio al corpo del generale Douay dopo la battaglia di Wissembourg
  - La proclamazione dell'Impero tedesco a Versailles

### Scultura
Tra i numerosi monumenti commemorativi della guerra del 1870, alcune opere hanno avuto un influsso particolare, possiamo citare, tra le altre, le opere dei seguenti scultori:
- Louis-Ernest Barrias: La difesa di Parigi (1883)
- Auguste Bartholdi: Il leone di Belfort (1875-1879)
- Antoine Bourdelle: Il monumento ai combattenti e difensori del Tarn-et-Garonne dal 1870 al 1871 (1897-1902)
- Antonin Mercié: Gloria Victis (1875)
- Auguste Rodin: La difesa o la chiamata alle armi (1879) - opera non selezionata dalla giuria. Successivamente ne furono prodotte diverse versioni di diverse dimensioni, tra cui una per commemorare la battaglia di Verdun.

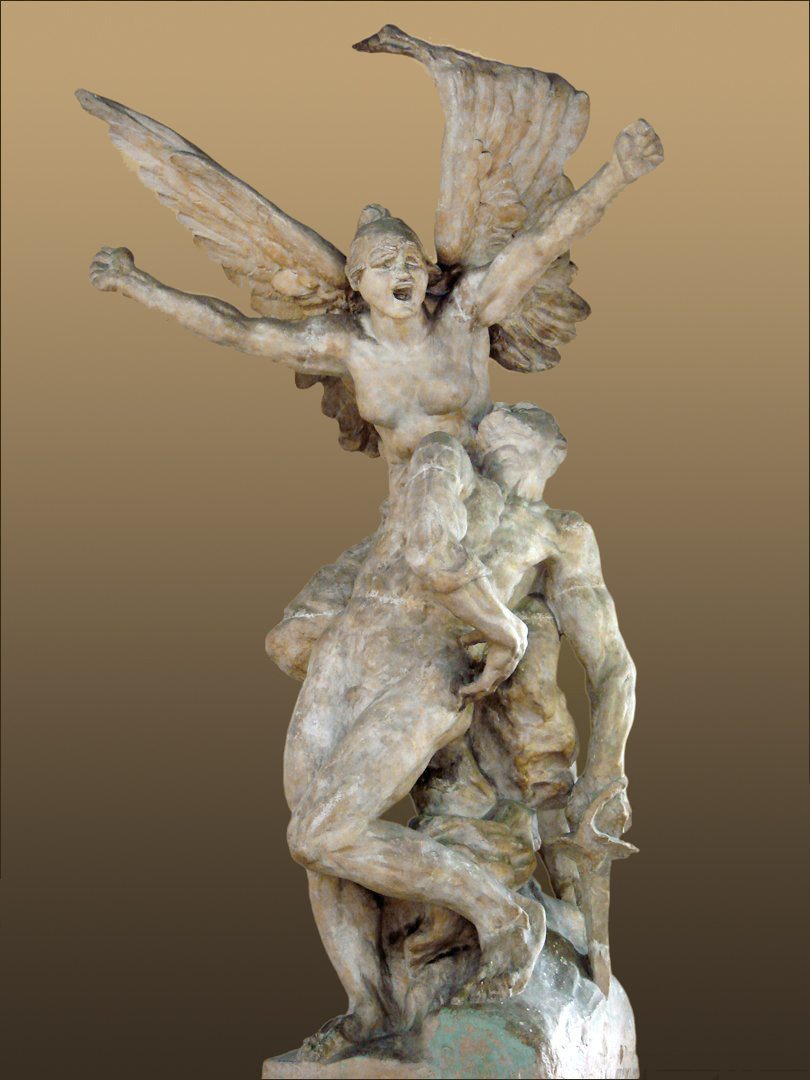
La difesa di Auguste Rodin.
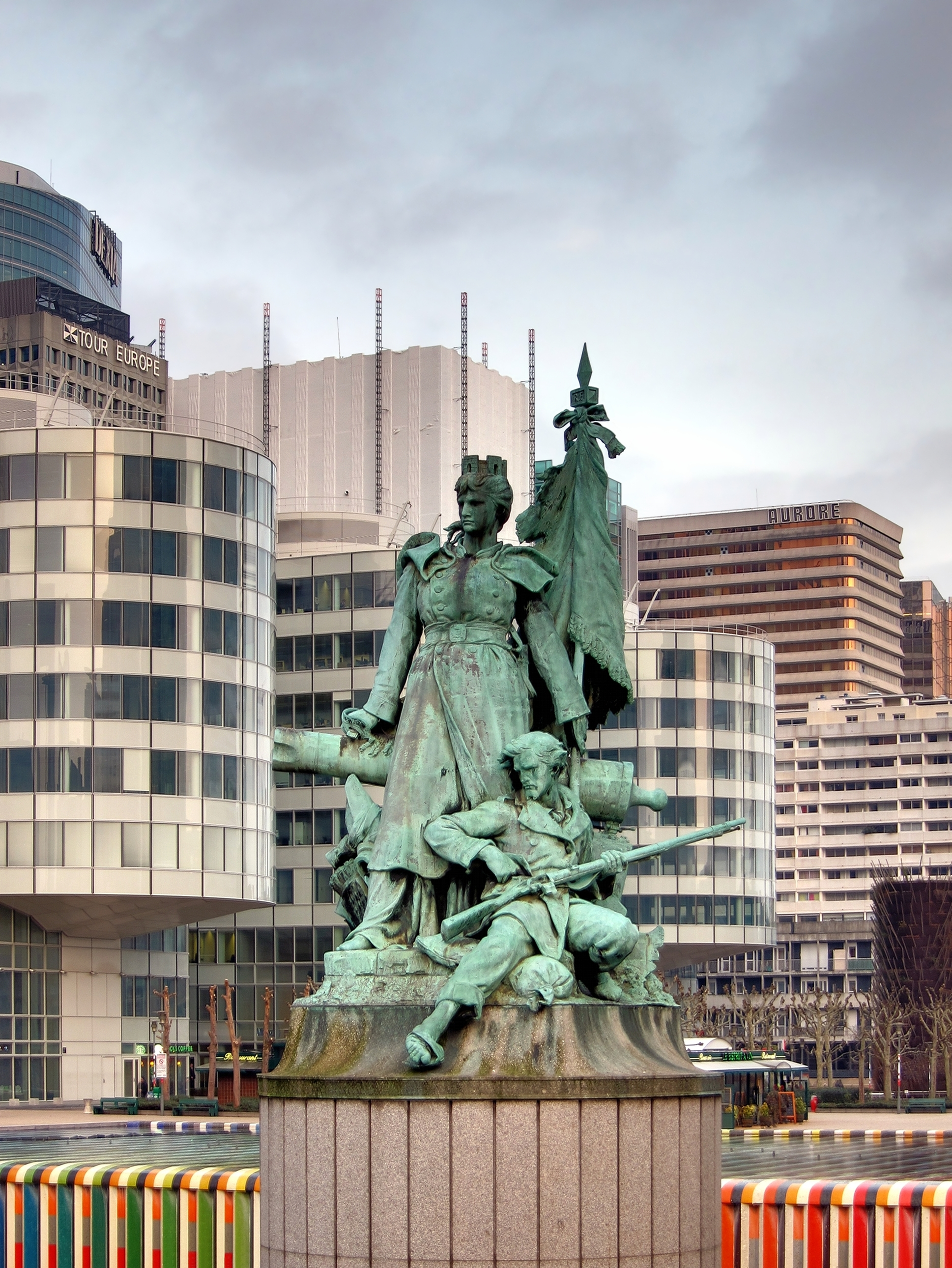
La difesa di Parigi di Louis-Ernest Barrias.
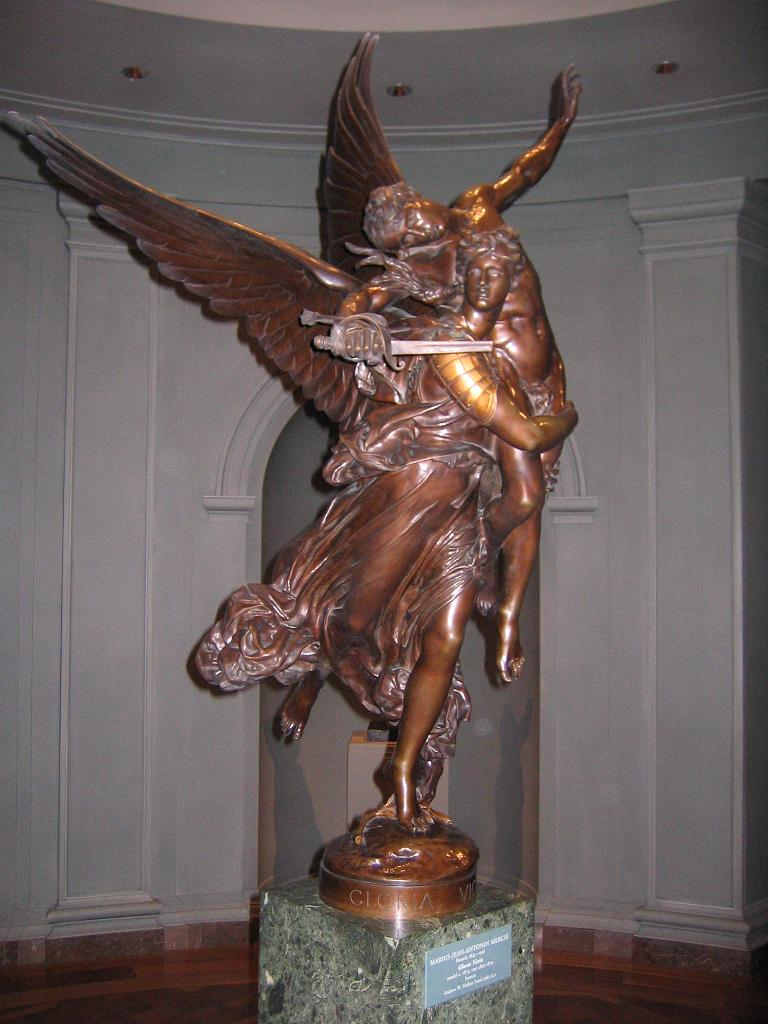
Gloria Victis di Antonin Mercié
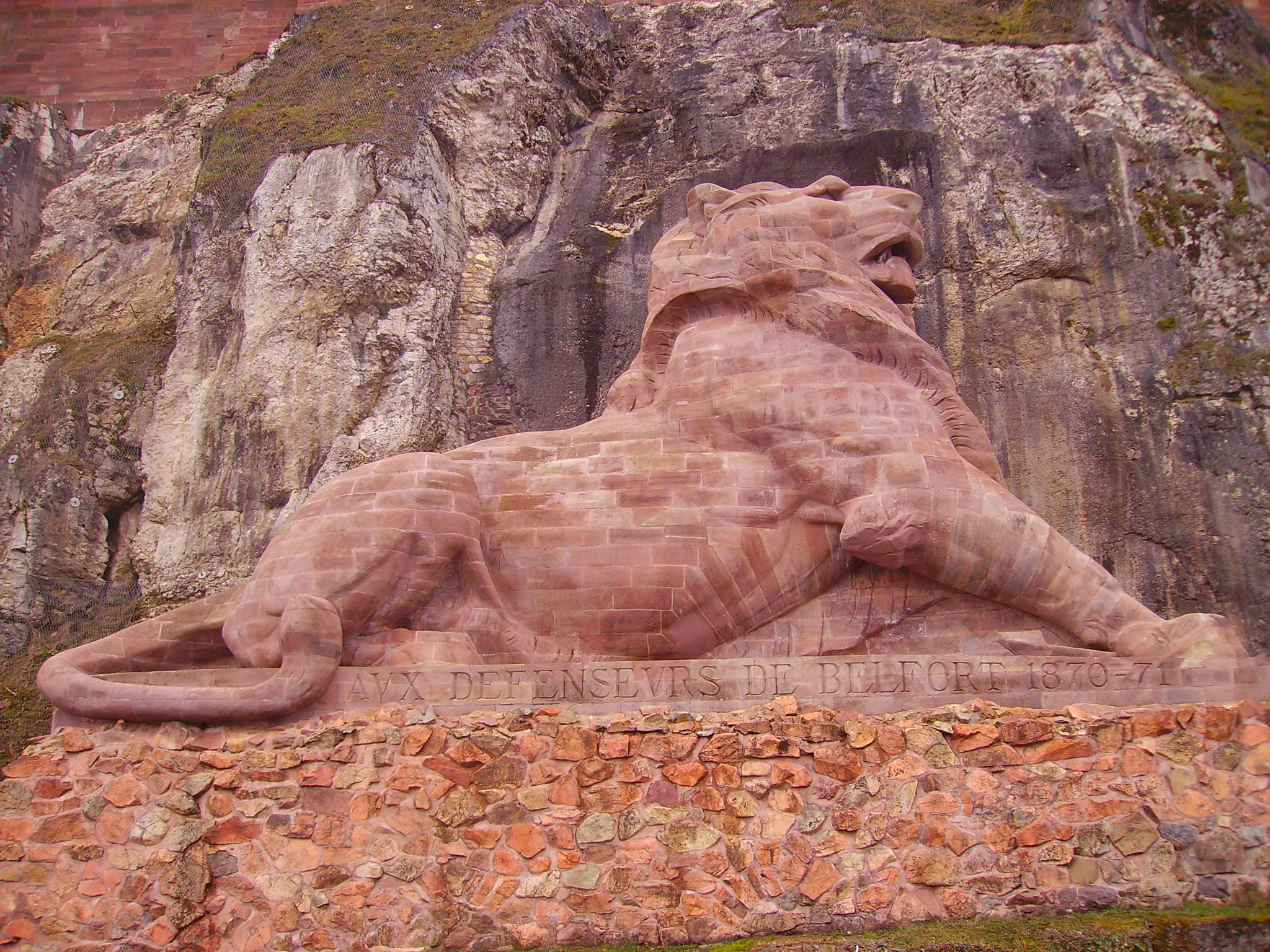
Il leone di Belfort di Auguste Bartholdi
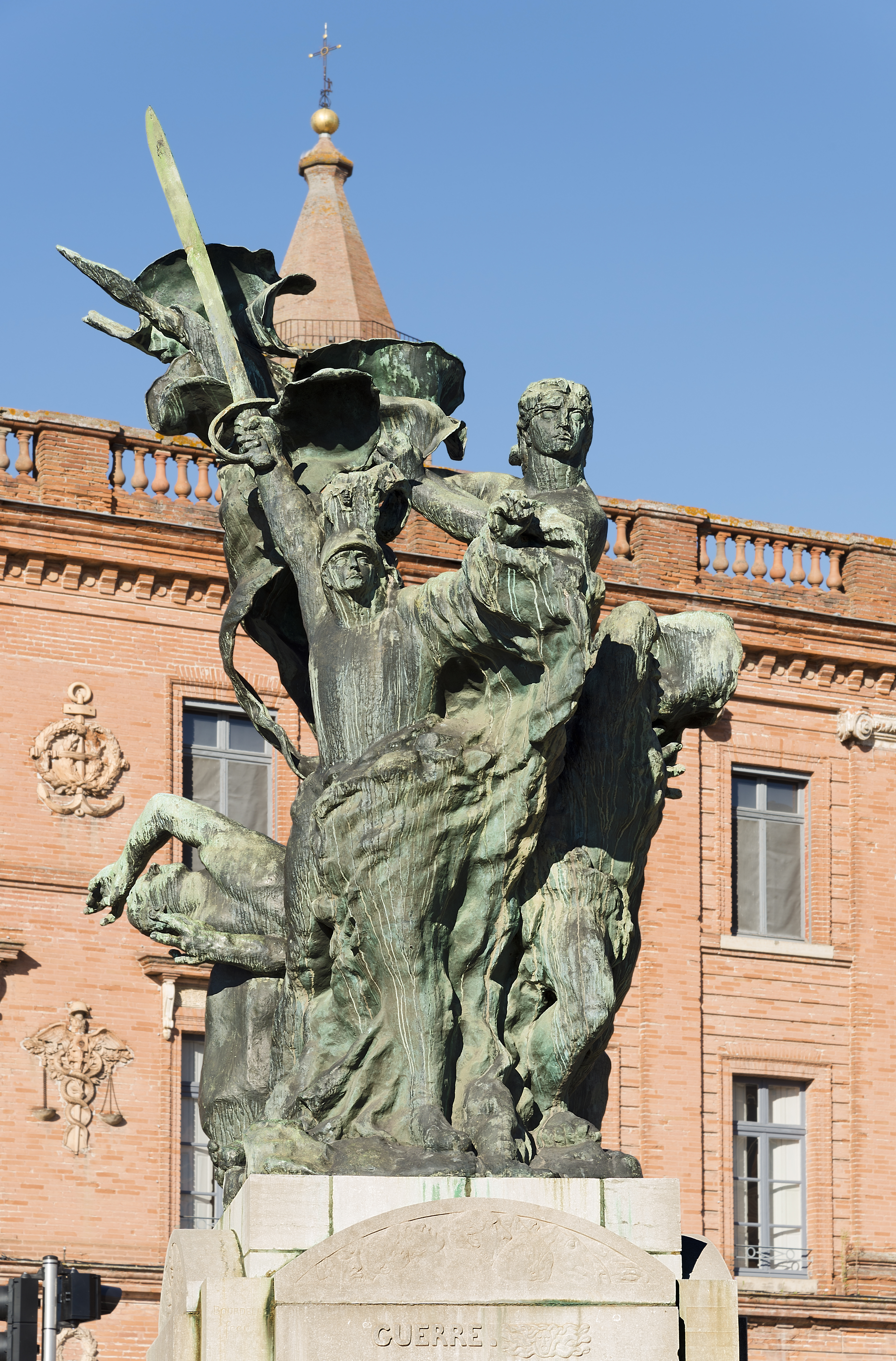
Monumento ai combattenti e difensori del Tarn-et-Garonne del 1870-1871 di Antoine Bourdelle

### Letteratura

#### Romanzi
- Camille Lemonnier, Sedan / I Charniers (1871).
- Alphonse Daudet, Robert Helmont (1874).
- Erckmann-Chatrian, Il brigadiere Federico (1874)
- Octave Mirbeau,
  - Calvario (1886);
  - Sébastien Roch (1890).
- Georges Darien, Abbasso i cuori! (1889).
- René Bazin,
  - La guida dell'imperatore (1890);
  - L'Oberlé (1901).
- Émile Zola, La débâcle (1892).
- Jeanne Loiseau detta Daniel-Lesueur, L'assassinio di un'anima (1902).
- Jean L'Hôte, Una domenica nel campo dell'onore (1958).
- Jean Teulé, Mangialo se vuoi (2009).
- Alain Fauconnier, La battaglia delle notti (2012).
- Davide Mauro, Il senso della bellezza (2023)

#### Racconti
- Léon Bloy, Sudore di sangue
- Alphonse Daudet, la raccolta Racconti del lunedì
- Joris-Karl Huysmans, Zaino
- Guy de Maupassant:
  - La Folle
  - Palla di sego
  - La signorina Fifì
  - Padre Milon
  - Due amici
  - Sant'Antonio
  - L'avventura di Walter Schnaffs
- Jean Richepin:
  - Il Chassepot del Piccolo Gesù
  - Questa è la natura selvaggia.
- Émile Zola, L'attacco al mulino

#### Poesie
- Victor Hugo, L'anno terribile, raccolta di poesie, 1872.
- Arthur Rimbaud,
  - Male, 1870.
  - Il Dormiente della Valle, Ottobre 1870.
  - Il sogno di Bismarck, 25 novembre 1870.

### Canzoni
La guerra franco-prussiana e l'annessione dell'Alsazia-Lorena diedero origine alla creazione di numerose canzoni, la maggior parte delle quali nello stile vendicativo specifico del periodo, tra cui:
- La Strasbourgeoise, creata nel 1870;
- Non avrete l'Alsazia e la Lorena, creata nel 1871, sicuramente la più conosciuta;
- La Lega antiprussiana, creata nel 1873;
- La sposa alsaziana, creata nel 1874;
- Il Figlio del Tedesco, creato nel 1882;
- Il violino rotto, creato nel 1885.

### Filmografia

#### Cinema
La guerra franco-prussiana è stata portata sul grande schermo fin dall'inizio del cinema muto in diverse produzioni cinematografiche: 
- 1897 :
  - La difesa della bandiera di Georges Hatot.
  - Le ultime cartucce di Georges Hatot.
  - Episodi della guerra del 1870-1871: Morte del trombettiere, anonimo, studio Pathé.
  - Bombing a House è un film muto francese diretto da Georges Méliès.
- 1898: La sorpresa di una casa all'alba di Alice Guy.
- 1903: Le ultime cartucce di Georges Méliès.
- 1908 : Un episodio della guerra franco-prussiana, anonimo, Itala Film.
- 1909 :
  - La spia di D.W. Griffith.
  - Una fuga nel 1870, anonimo, film di Art-Pathé Frères.
- 1911 :
  - Veglia tragica, anonimo, Milano Films.
  - Il piccolo patriota de Giuseppe De Liguoro.
- 1912: Vincere o morire di Henri Desfontaines.
- 1913 :
  - Per quello ? di Henri Fescourt.
  - 1870-1871 è un film francese di Henri Andréani.
- 1914: Il vecchio sergente di Paul Landrin.
- 1915 :
  - Il nemico di Joseph De Liguoro.
  - Una pagina di gloria di Léonce Perret.
- 1940: Bismarck di Wolfgang Liebeneiner.
- 1944: esce negli Stati Uniti Mademoiselle Fifi di Robert Wise, ispirato al racconto omonimo di Maupassant.
- 1945: Boule de suif di Christian-Jaque, ispirato al racconto omonimo di Maupassant.
- 1950: Accadde un giorno ( Es kommt ein Tag ) di Rudolf Jugert.
- 1952: Amore e gelosia di Alessandro Blasetti.
- 1956: I Spy, episodio File Clerk di William Berke.
- 1959 :
  - La cavalla verde di Claude Autant-Lara
  - Senza tamburi né trombe di Helmut Käutner.
- 1985 : L'Intruse di Bruno Gantillon.
- 1987: L'uomo che ha giurato è un film francese diretto da Jean-Pierre Denis.

#### Televisione
La guerra franco-prussiana è stata portata sul piccolo schermo in diverse produzioni televisive:
- 1962: Due amici di Carlo Rim (30 minuti).
- 1970: Diario 1870/71 di Hans-Joachim Kurz.
- 1979: Isabelle of Paris, serie anime giapponese ambientata in Francia tra il 1870 e il 1871, a partire dal periodo bellico; i personaggi rivivono gli eventi della guerra, l'assedio di Parigi e poi la Comune del 1871, conseguenza della sconfitta.
- 1983: I tigli di Lautenbach di Bernard Saint-Jacques.
- 1996: Les Alsaciens ou les Deux Mathilde, un film per la televisione francese di Michel Favart, composto da quattro episodi da 90 minuti, che ripercorre il periodo travagliato vissuto dall'Alsazia-Lorena tra il 1870 e il 1953. Il primo episodio è ambientato durante la guerra del 1870.
- 2006 :
  - 1870 – La battaglia decisiva di Sedan ( 1870 – La decisione di Sedan ) di Hannes Schuler.
  - Due amici, film TV di Gérard Jourd'hui nell'ambito del ciclo Chez Maupassant su France 2.
  - La fortezza assediata, film TV di Gérard Mordillat, coprodotto da Arte France.
- 2020 :
  - 1870-1871 : la Guerre franco-prussienne de Hermann Pölking-Eiken e Linn Sackarnd.
  - La guerra del 1870: le ultime cartucce di Éric Deroo.
  - Fotografie di Grit Lederer sulla guerra del 1870.
- 2021: 1871: Grande partita imperiale a Versailles di Christian Twente.